# Bruxelles (comune)
La città di Bruxelles (in italiano desueto Brusselle, obsoleto Brusselles o Brussella, arcaico Borsella; in francese ville de Bruxelles o anche Bruxelles-ville; in olandese Brussel-stad), è uno dei 19 comuni della regione di Bruxelles-Capitale e la capitale del Belgio, ai sensi dell'articolo 194 della costituzione belga.
Il territorio del comune, all'interno della grande area metropolitana di Bruxelles, si estende sul centro storico (conosciuto come Pentagone), sul quartiere sud (con l'avenue Louise e il bois de la Cambre), sul quartiere est (con il quartiere europeo) e sul quartiere nord, costituito e aggregato alla municipalità nel 1921 con la soppressione dei comuni di Haren, Laeken e Neder over Heembeek.
La città accoglie la maggior parte delle istituzioni politiche del Belgio ed è inoltre sede del parlamento regionale delle Fiandre. Inoltre la maggior parte delle istituzioni europee ha sede a Bruxelles (la Commissione europea, Consiglio dell'Unione europea ed il Consiglio europeo): per questo è considerata la capitale de facto dell'Unione europea.

## Origini del nome
La teoria più accreditata dell'origine del nome Bruxelles è che derivi dall'olandese antico Broekzele o Broeksel, composto dai termini "palude” (bruoc / broek) e "casa, insediamento" (sella / zele / sel) ovvero “insediamento nella palude", in seguito latinizzato in Bruocsella. Anche i nomi di tutti i comuni della Regione di Bruxelles-Capitale sono di origine olandese, ad eccezione di Evere, che è celtico.
San Vindiciano, vescovo di Cambrai, fece il primo riferimento registrato al luogo, indicato come Brosella, nel 695, quando era ancora un piccolo borgo. I toponimi Bursellec e Brusellec sono attestati in alcuni documenti italiani, dell'inizio dell’XII secolo, riguardanti alcuni personaggi di rango vescovile e militare di origine normanna.

## Storia

### Origini e fondazione
Le prime tracce di insediamenti a Bruxelles risalgono al neolitico, in particolare al III millennio a.C. e sono situati nella foresta di Sonia.
Sono presenti anche tracce di insediamenti umani successivi, risalenti all’età della pietra, composte da vestigia e toponimi legati alle civiltà dei megaliti. Durante la tarda antichità, la regione vide l’occupazione romana, come attestato dal rinvenimento di due ville, del I e II secolo, ad Anderlecht e Jette, e come testimoniato dalle prove archeologiche scoperte nel sito industriale di Thurn und Taxis, a nord-ovest del “Pentagone” (centro storico di Bruxelles). Inoltre una strada romana attraversava l'attuale sito urbano da sud a nord venendo dall'attuale Chaussée de Waterloo e andando verso Laeken, seguendo approssimativamente il fianco della collina che oggi corrisponde ai quartieri superiori della città centrale. Un piccolo tempio era probabilmente posto all'incrocio di questa via con un sentiero che saliva dalla zona paludosa dell'Île Saint-Géry. Era, infatti, un'usanza romana segnare le vie di comunicazione, in particolare gli incroci, con tali strutture che avevano la duplice funzione di punto di riferimento e quella di porre i viaggiatori sotto la protezione di una divinità. A seguito della Caduta dell'Impero romano d'Occidente, la zona fu incorporata nel Regno franco.

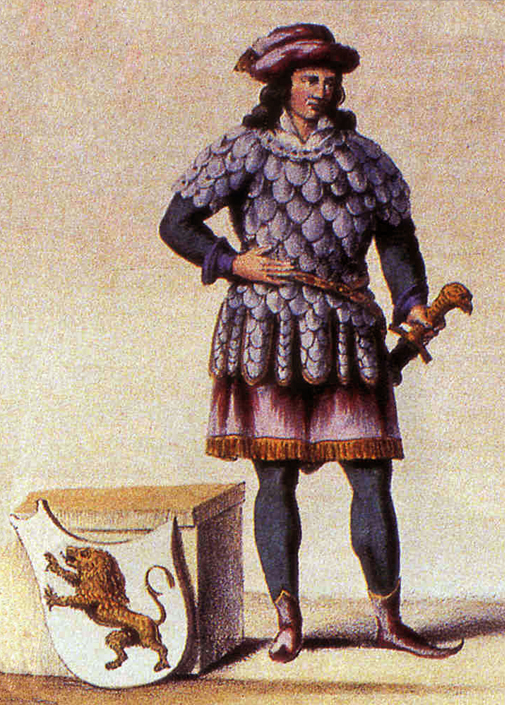
Carlo I di Lorena, fondatore di Bruxelles

Secondo la leggenda locale l'origine della città viene identificata con la costruzione di una cappella, dedicata all’Arcangelo Michele da parte di San Gagerico, vescovo di Cambrai, intorno al 580, sull’Île Saint-Géry, un'isola del fiume Senne che dal santo prende il nome, posta in una posizione strategica tra Colonia e Bruges. Nel 976 re Ottone II di Sassonia nominò Carlo di Laon come duca della Bassa Lorena, che ordinò la costruzione di una fortificazione permanente proprio su quell’isola. Nonostante ciò la fondazione ufficiale di Bruxelles viene posta nel 979, quando il duca Carlo trasferì le reliquie della martire santa Gudula da Moorsel alla cappella di San Gagerico.

### Medioevo
I primi documenti in relazione a Bruxelles, chiamata Bruocsella, risalgono al X secolo e fanno riferimento a delle chiese sorte sul Coudenberg, un'altura alle spalle della città.
Lamberto I di Lovanio ottenne la contea di Bruxelles intorno al 1000, sposando la figlia di Carlo, Gerberga. 
Nel 1047, l’attuale nome di Bruxelles, appare per la prima volta in un documento, in occasione della fondazione del capitolo di Santa Gudula da parte del conte Lamberto II di Lovanio e di sua moglie Oda de Verdun.
All'inizio del XII secolo il commercio diventa un fattore portante nell'Europa occidentale, grazie ai collegamenti fluviali si sviluppano delle potenti città commerciali quali: Colonia, Lovanio, Gand, Ypres, Anversa e Bruges, che diventano i perni del commercio tessile del Mare del Nord, prima verso la Germania, poi verso la Francia e infine verso l'Italia e l’Inghilterra. 
Grazie alla posizione strategica sulle rive del Senne, un'importante rotta commerciale tra Bruges, Gand, e Colonia, Bruxelles divenne un centro commerciale specializzato nel settore tessile, crebbe rapidamente e si estese, andando a formare la città alta (Treurenberg, Coudenberg e Sablon/Zavel) e, per favorire un’ulteriore espansione, vennero bonificate le paludi circostanti, portando la popolazione a 30.000 abitanti. A testimoniare questa prosperità, durata 3 secoli, è l’inizio della costruzione della Concattedrale di San Michele e Santa Gudula, nel 1225, in sostituzione di una precedente chiesa romanica. 
Intorno al 1100 Goffredo I di Lovanio costruì una residenza fortificata sull’altura del Coudenberg (nell'attuale Place Royale), il Palazzo del Coudenberg, che funse da residenza reale fino a quando non venne distrutto da un incendio nel 1731. Nello stesso periodo si ipotizza la costruzione di una prima cinta muraria, testimoniata da dei documenti rinvenuti.
Nel 1183 l’imperatore Federico I eresse il Brabante a ducato, i conti di Lovanio e Bruxelles divennero allora duchi di Brabante, feudo che, a differenza della contea delle Fiandre, non era del re di Francia bensì era incorporato nel Sacro Romano Impero dal 923. 
Nel 1144, sotto Enrico I di Brabante, iniziò l’edificazione della prima cinta muraria ufficiale di Bruxelles lunga 4 km e cinta da bastioni, seguita da una seconda cinta muraria, costruita tra il 1356 e il 1383, mura delle quali si possono ancora vedere delle tracce e il quale corso è adesso costituito dal “Small Ring”, una serie di viali che delimitano il centro storico della città.

### Età moderna
Nel XV secolo il Ducato di Brabante passò ai duchi di Borgogna e rimase tale fino a quando, nel 1477, attraverso il matrimonio di Maria di Borgogna con l'imperatore del Sacro Romano Impero, Massimiliano I d'Asburgo, i Paesi Bassi borgognoni (dei quali l’attuale Belgio faceva parte) caddero sotto la sovranità degli Asburgo. Il Brabante fu integrato in questo stato composito e Bruxelles fiorì come capitale principesca dei prosperi Paesi Bassi borgognoni, dal 1482 noti come le Diciassette Province.
Il nipote di Maria ed erede del Brabante, Carlo V, divenne in seguito re di Spagna, incoronato nella concattedrale di Bruxelles, e persino imperatore del Sacro Romano Impero alla morte di suo nonno Massimiliano nel 1519. Carlo era ora il sovrano dell’Impero Asburgico in massima espansione, un impero "su cui il sole non tramonta mai", con Bruxelles che fungeva da una delle sue capitali. 

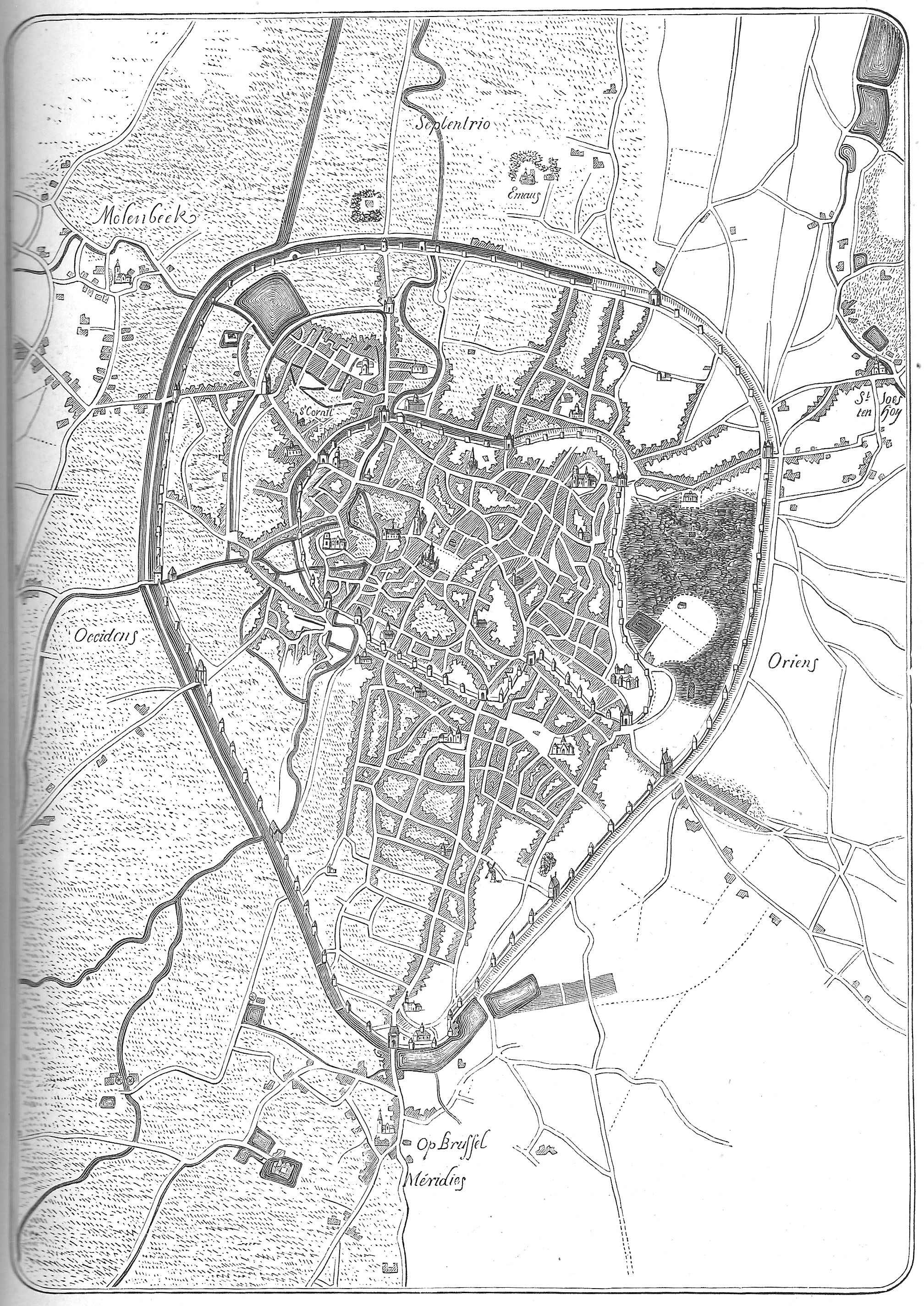
Bruxelles nel 1550

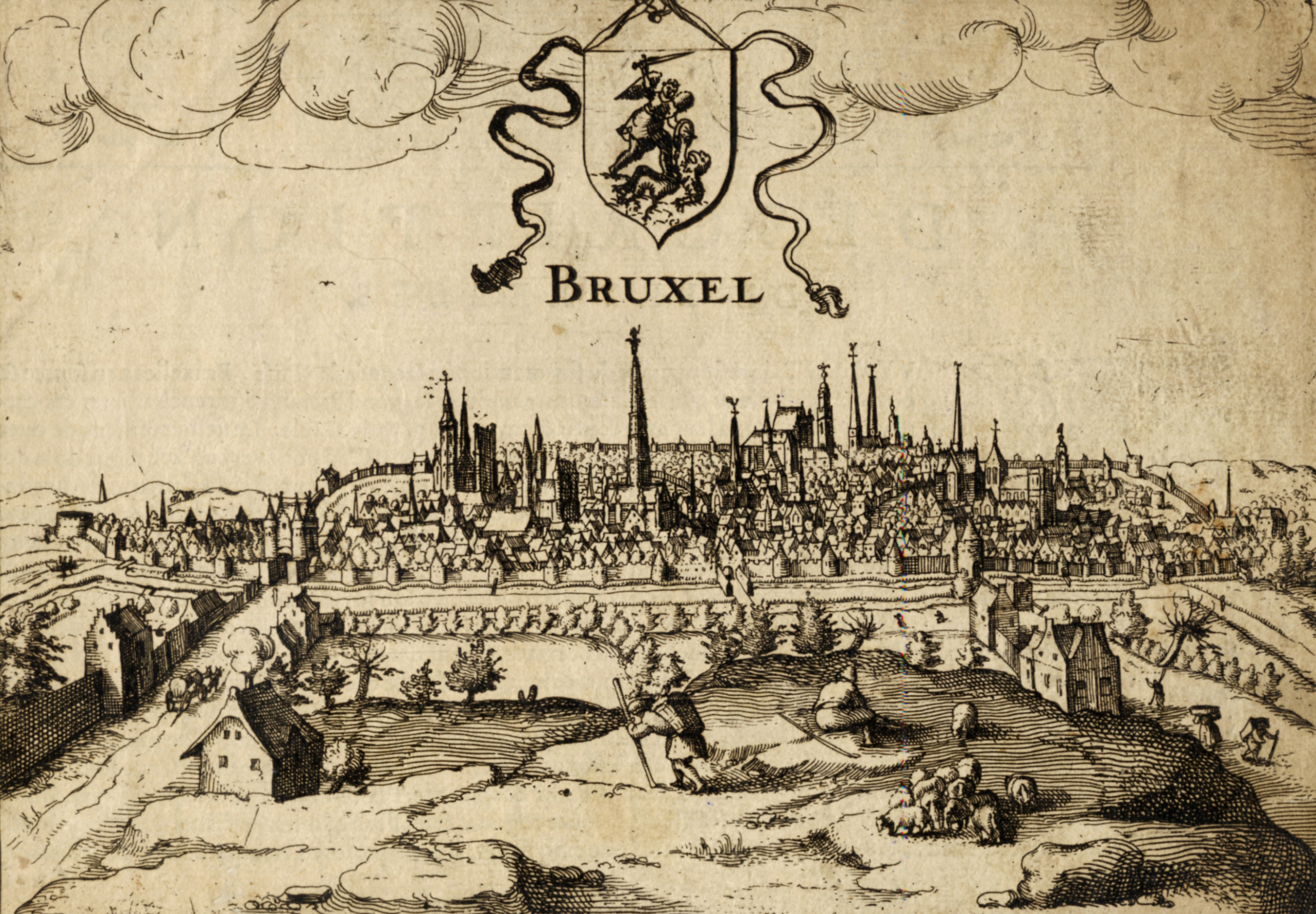
Vista di Bruxelles nel 1610

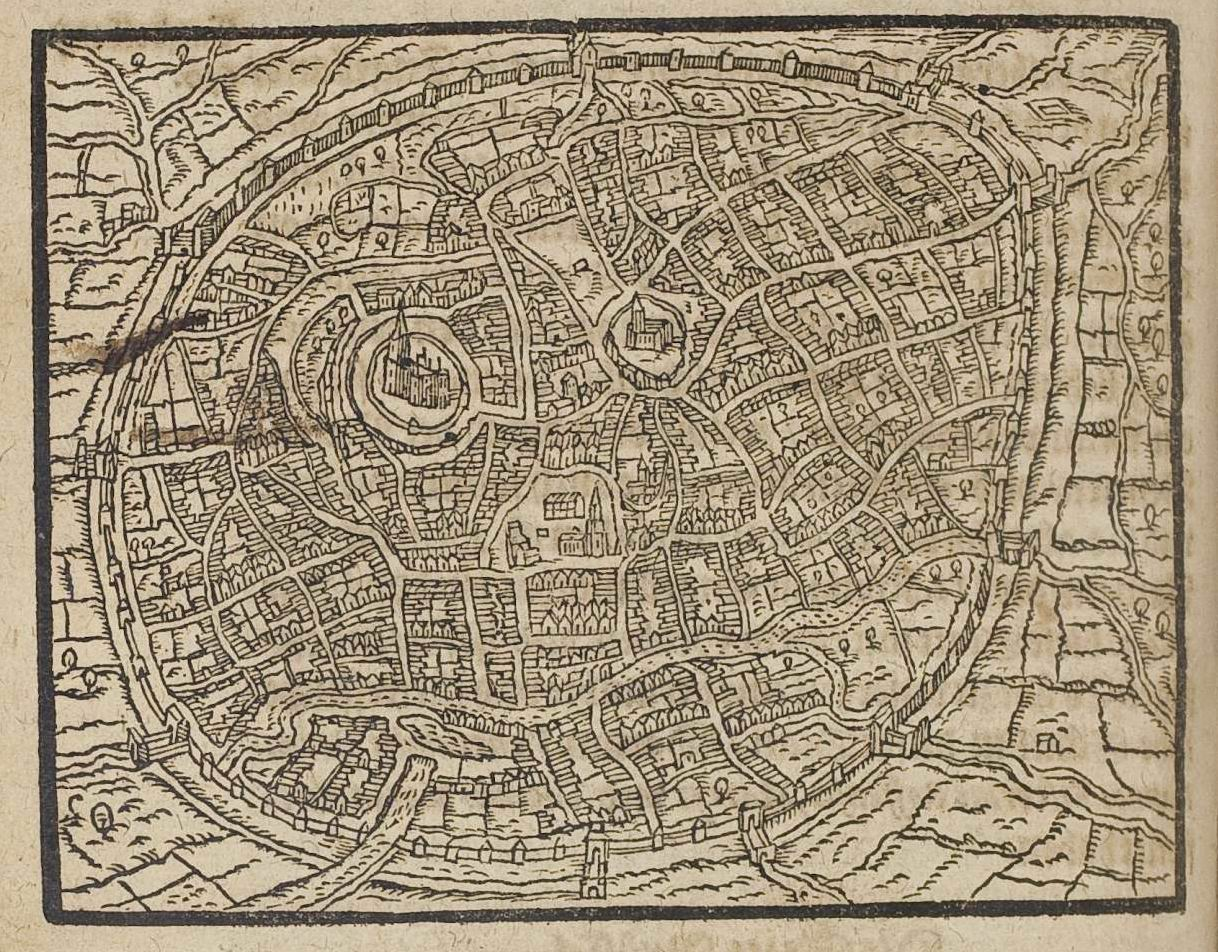
Bruxelles nel 1610 (Theatrum Urbium)

Nel 1555, nel Palazzo del Coudenberg, Carlo V abdicò tutti i suoi possedimenti e passò i Paesi Bassi al re di Spagna Filippo II. La dominazione spagnola non fu però ben accolta e nel 1567, per soffocare i moti autonomisti, il Duca d'Alba adottò metodi fortemente repressivi, arrivando a far decapitare 1.800 persone, da qui nacque un lungo e lacerante conflitto durato 80 anni. Il dominio spagnolo, che si protrasse per tutto il XVII secolo, si rivelò inetto e disastroso e causò un rapido declino economico, che portò a sua volta gli artigiani e i mercanti alla sollevazione popolare.

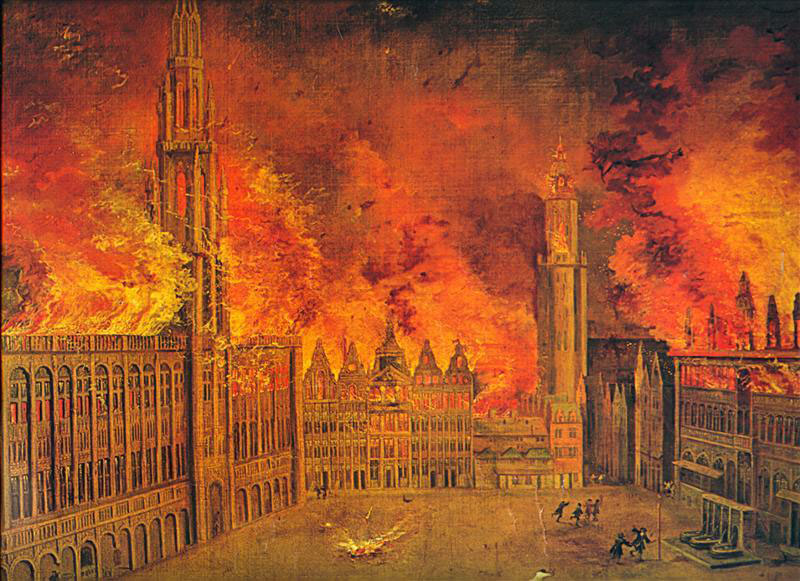
La Grand Place durante il bombardamento di Bruxelles del 1695

Tra XVI e XVII secolo Bruxelles era un fiorente centro per l'industria del merletto, inoltre, l'arazzo di Bruxelles era appeso alle pareti dei castelli in tutta Europa. Nel 1695, durante la guerra dei nove anni, re Luigi XIV di Francia inviò l’esercito a bombardare Bruxelles con l'artiglieria, che, con l'incendio risultante, è stato l'evento più distruttivo di tutta la storia di Bruxelles. La Grand Place fu distrutta, insieme ad altri 4.000 edifici, un terzo di tutti gli edifici della città. La ricostruzione del centro della città, effettuata negli anni successivi, ne cambiò profondamente l'aspetto e lasciò numerose tracce ancora visibili oggi.

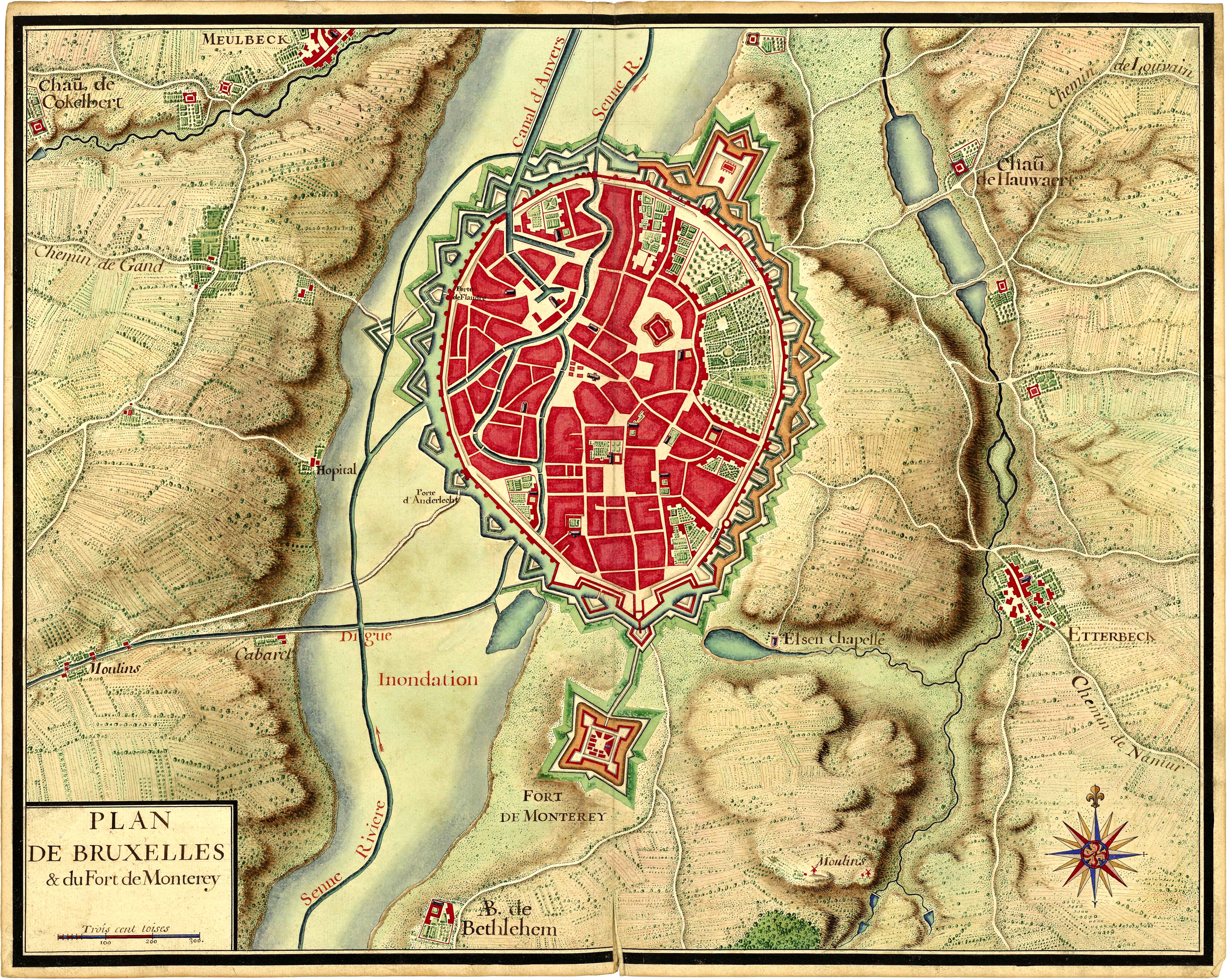
Bruxelles nel 1700 (mappa di Luigi XIV)

In seguito al trattato di Utrecht del 1713, la sovranità spagnola sui Paesi Bassi meridionali fu trasferita al ramo austriaco degli Asburgo, dando nascita ai Paesi Bassi austriaci. Bruxelles fu occupata dalle truppe francesi Francia nel 1746, durante la guerra di successione austriaca, ma fu restituita all'Austria 2 anni dopo con il trattato di Aquisgrana, che governarono in modo avveduto, promuovendo tra l'altro un programma di rinnovamento urbanistico. La città rimase austriaca fino al 1795, quando i Paesi Bassi meridionali furono conquistati e annessi dalla Francia e la città divenne la capitale del Dipartimento della Dyle. Il dominio francese terminò nel 1815 con la sconfitta di Napoleone nella battaglia di Waterloo, a sud dell'attuale regione di Bruxelles-Capitale. Con il Congresso di Vienna del 1815 i Paesi Bassi meridionali si unirono al Regno Unito dei Paesi Bassi, sotto re Guglielmo I d'Orange e l'ex dipartimento di Dyle divenne la provincia del Brabante meridionale, con Bruxelles come capitale.

### XIX secolo

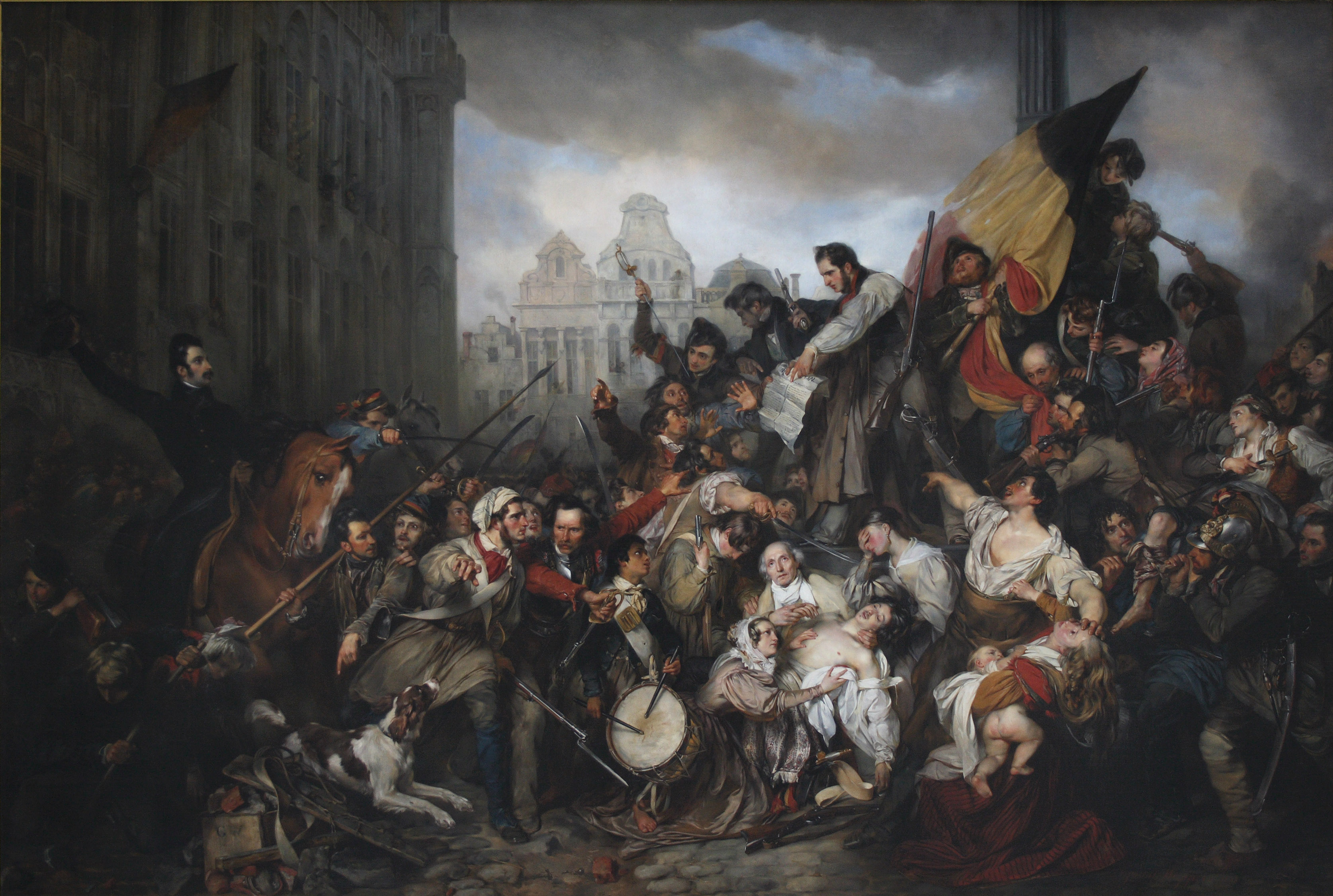
Episodio della Rivoluzione Belga del 1830, Gustaf Wappers, 1834

L’indipendenza venne raggiunta nel 1830 con lo scoppio della Rivoluzione belga, iniziata a Bruxelles il 25 agosto a seguito una rappresentazione dell'opera, di Daniel Auber, “La muta di Portici” al Teatro Reale della Monnaie. La città divenne la capitale e la sede del governo della nuova nazione, ed il Brabante meridionale fu rinominato semplicemente Brabante, con Bruxelles come centro amministrativo. Il 21 luglio 1831, Leopoldo I, il primo re dei belgi, salì al trono, intraprendendo la distruzione delle mura della città e la costruzione di numerosi edifici.

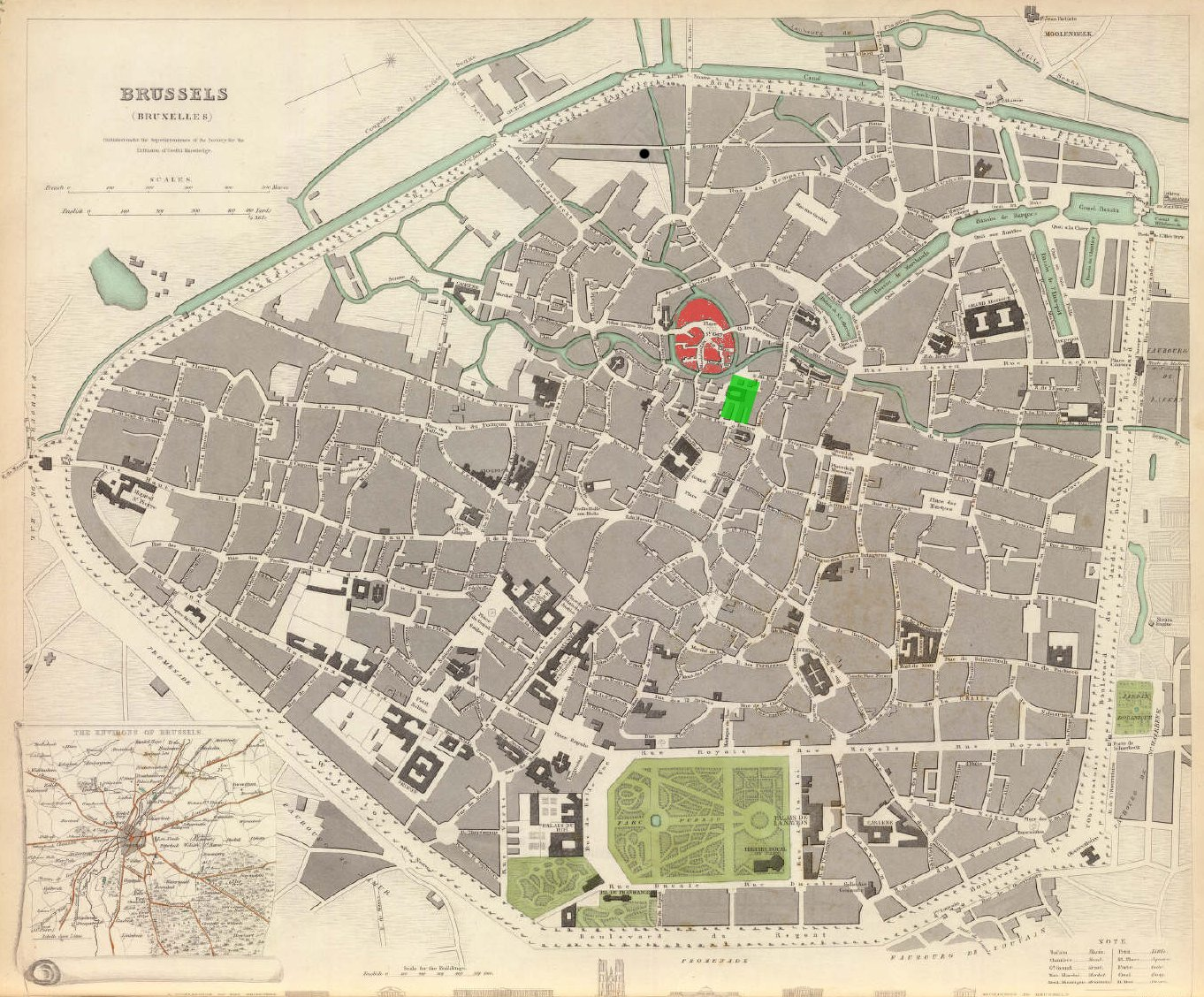
Bruxelles nel 1837

Dopo l'indipendenza Bruxelles subì molti cambiamenti: divenne un centro finanziario, grazie alle decine di società lanciate dalla Société générale de Belgique; la rivoluzione industriale e l'apertura del Canale Charleroi-Bruxelles nel 1832 portarono prosperità alla città attraverso il commercio e la produzione; la Libera università di Bruxelles fu fondata nel 1834 e l'Università Saint-Louis nel 1858; nel 1835 venne costruita la prima ferrovia per passeggeri, al di fuori dell'Inghilterra, che collegava il comune di Molenbeek-Saint-Jean con Mechelen.
Nel 1847 fu commissionata la costruzione dell'Avenue Louise, una strada monumentale fiancheggiata da castagni che avrebbe consentito un facile accesso al noto Bois de la Cambre. Tuttavia, il contiguo comune di Ixelles, attraverso il quale territorio sarebbe dovuta passare la strada, oppose una forte resistenza al progetto e, dopo anni di negoziati infruttuosi, nel 1864 Bruxelles annesse al proprio territorio comunale la stretta fascia di terra necessaria per la via, più il Bois de la Cambre stesso. Tale decisione spiega l'insolita protrusione sud-orientale della città di Bruxelles e la separazione di Ixelles in due parti separate. Anche il campus dell'Université libre de Bruxelles a Solbosch fa parte del comune di Bruxelles.

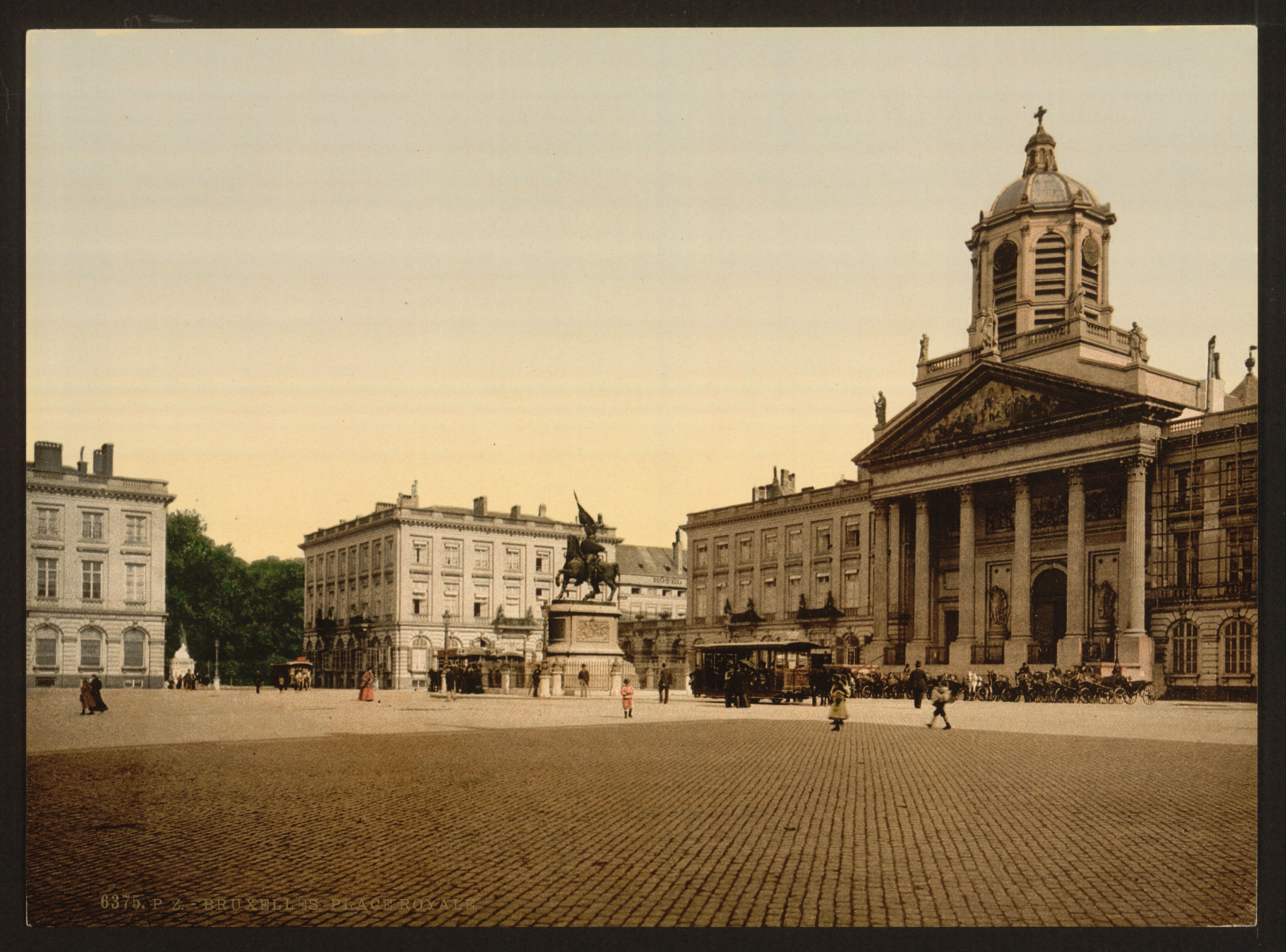
La Place Royale alla fine del XIX secolo

Durante il XIX secolo la popolazione di Bruxelles crebbe considerevolmente, passando da circa 80.000 a più di 625.000 abitanti tra la città e i suoi dintorni. Il Senne era diventato un grave pericolo per la salute dei cittadini e così, dal 1867 al 1871, sotto il mandato dell'allora sindaco della città, Jules Anspach, il suo intero corso attraverso l'area urbana venne completamente coperto. Ciò permise il rinnovamento urbano e la costruzione di edifici moderni in stile Haussmann lungo i grandi viali centrali, caratteristici del centro di Bruxelles oggi, iniziando uno sviluppo protrattosi per tutto il regno di Leopoldo II. Edifici che risalgono a questo periodo sono la Borsa di Bruxelles del 1873, il Palazzo di Giustizia del 1883 e la Chiesa Reale di Santa Maria del 1885. Inoltre, grazie all'Esposizione Internazionale del 1897, ci fu una notevole promozione delle infrastrutture. Tra le altre cose, il Palazzo delle Colonie, l'attuale Museo reale per l'Africa Centrale, nel sobborgo di Tervuren, venne collegato alla capitale dalla costruzione di un grande viale lungo 11 km.
Bruxelles divenne una delle principali città europee per lo sviluppo dello stile Art Nouveau negli anni 1890 e nei primi anni del 1900. Gli architetti Victor Horta, Paul Hankar e Henry van de Velde erano noti per i loro innovativi progetti, molti dei quali sopravvivono oggi.

### Dal XX secolo ad oggi

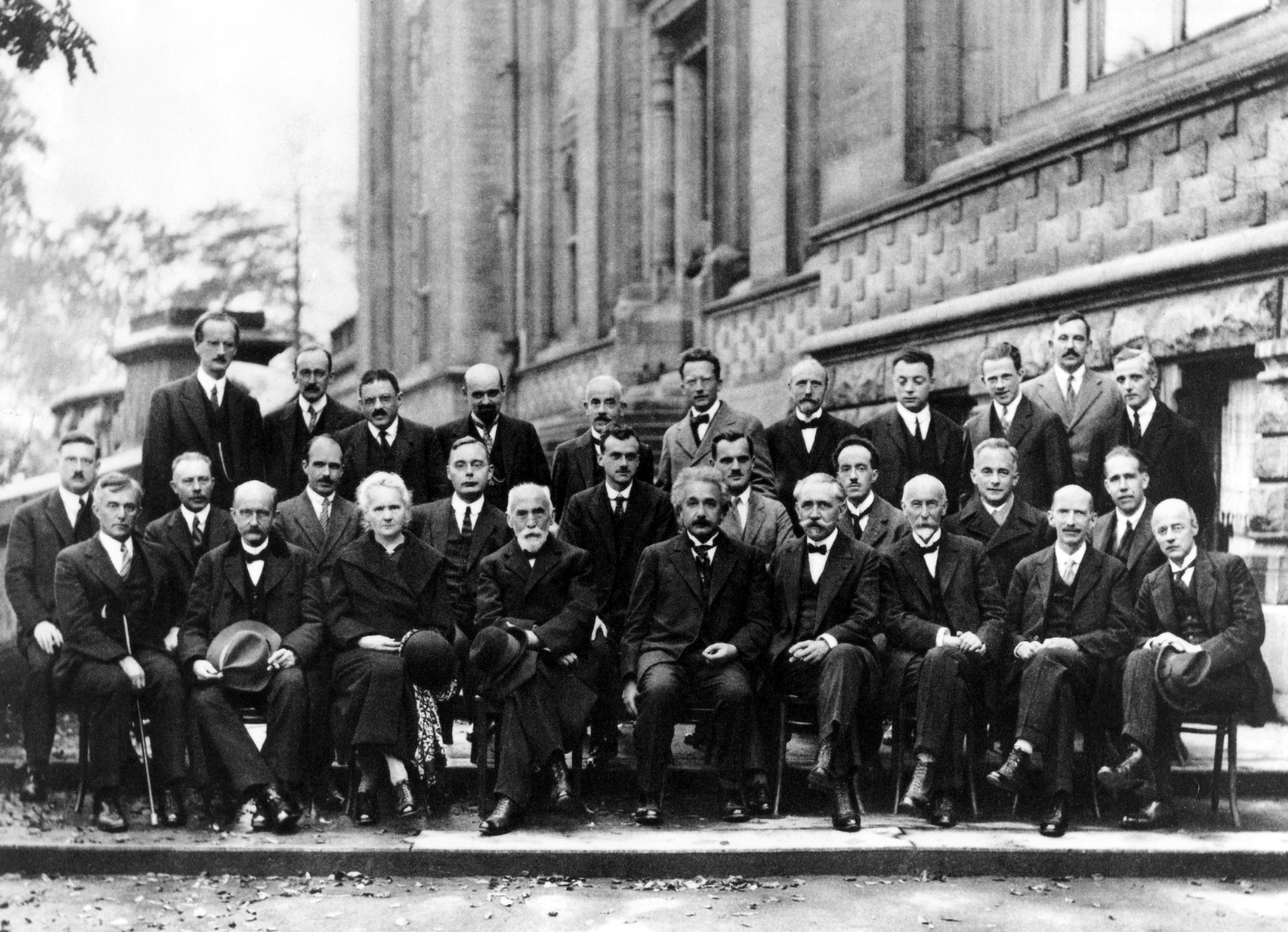
La Conferenza Solvay del 1927, la quinta conferenza mondiale sulla fisica.

Durante il XX secolo la città ha ospitato varie fiere e conferenze, tra cui una Conferenza Solvay sulla chimica e sulla fisica nel 1927 e tre fiere mondiali: l'Esposizione internazionale di Bruxelles del 1910, l'Esposizione internazionale di Bruxelles del 1935 e la Fiera mondiale di Bruxelles del 1958. Nel 1914, durante la prima guerra mondiale, Bruxelles venne occupata dalle truppe tedesche che, tuttavia non causarono ingenti danni. 
Nel 1921 il comune di Bruxelles inglobò i comuni settentrionali di Haren, Laken e Neder-Over-Heembeek.

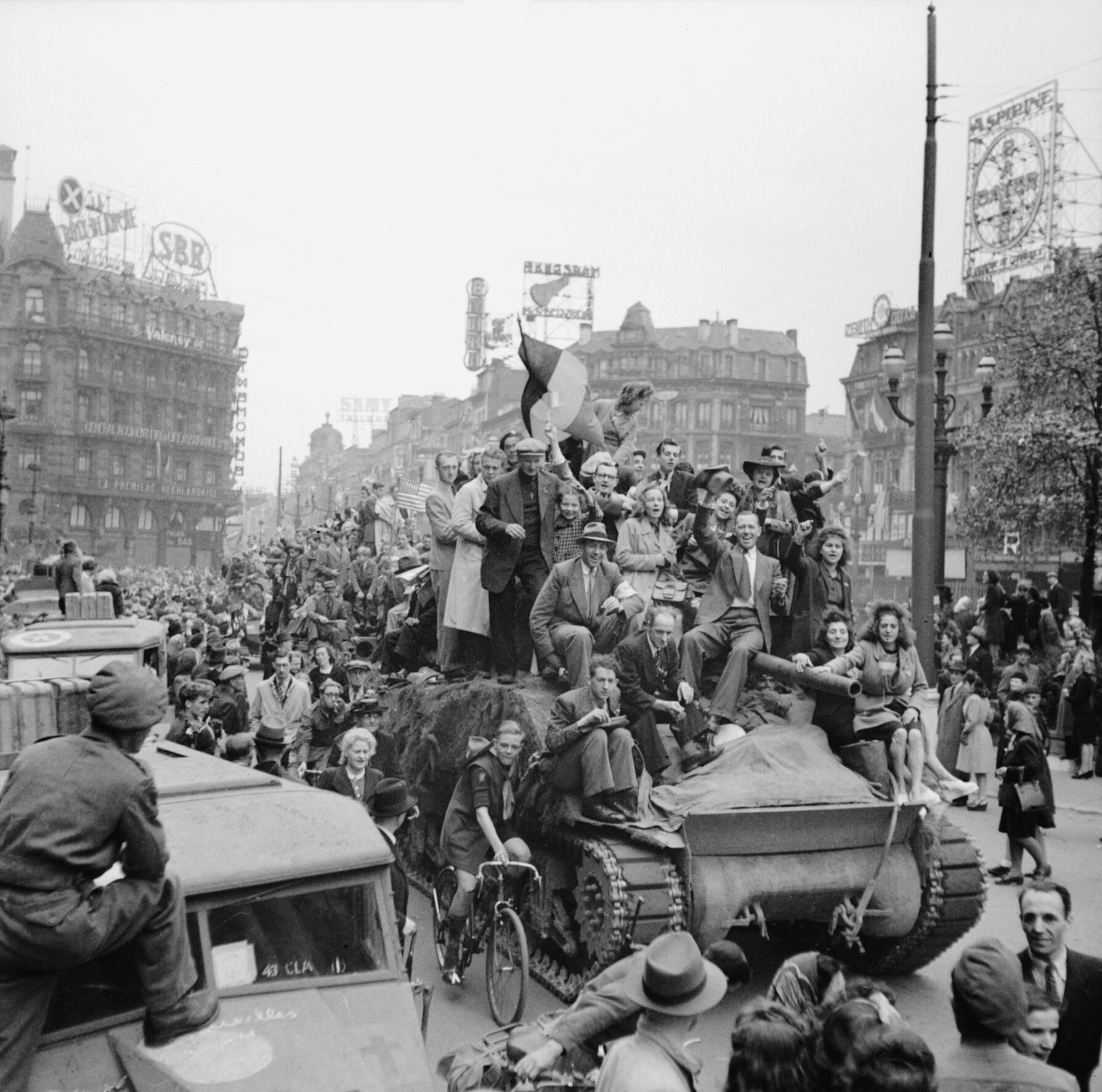
Le truppe inglesi entrano a Bruxelles il 4 Settembre 1944

Nel 1941, durante la seconda guerra mondiale, fu nuovamente occupata dalle forze tedesche e non subí gravi danni, prima di essere liberata dalla British Guards Armoured Division il 3 settembre 1944. L'aeroporto di Bruxelles, nel sobborgo di Zaventem, risale all'occupazione tedesca.
Dopo la seconda guerra mondiale Bruxelles vide un'ampia modernizzazione: la costruzione del collegamento Nord-Sud, che collega le principali stazioni ferroviarie della città, fu completato nel 1952, mentre il primo servizio pre-metro (metropolitana) è stato lanciato nel 1969 e la prima linea della metropolitana è stata aperta nel 1976. A partire dai primi anni 1960 Bruxelles divenne la capitale de facto di quella che sarebbe poi diventata l’Unione europea, motivo per cui furono costruiti numerosi edifici moderni che hanno profondamente modificato la morfologia cittadina, ciò avvenne con poco riguardo per l'estetica degli edifici più recenti e numerosi punti di riferimento architettonici sono stati demoliti per far posto a edifici più nuovi che spesso si scontravano con l’estetica dell'ambiente circostante, denominando tale processo Brusselizzazione.
A differenza di quanto avvenne nelle altre città principali del Belgio, i comuni contigui a Bruxelles, rimasti indipendenti, mantennero la loro autonomia con le riforme amministrative del 1964, 1970 e 1975, e oggi fanno parte, assieme al comune di Bruxelles, della Regione di Bruxelles-Capitale, ormai completamente urbanizzata, mentre altri comuni circostanti, parte dell'area metropolitana brussellese, fanno parte della provincia del Brabante Fiammingo nella regione delle Fiandre, di cui la regione brussellese è un'enclave.
La Regione di Bruxelles-Capitale è stata costituita il 18 giugno 1989, dopo una riforma costituzionale dell’anno precedente . È una delle tre regioni federali del Belgio, insieme alle Fiandre e alla Vallonia, e ha uno status bilingue. L'iride gialla è l'emblema della regione (in rimando alla presenza di questi fiori sul sito originale della città) e una versione stilizzata è presente sulla sua bandiera ufficiale.
Negli ultimi anni Bruxelles è diventata sede di importanti eventi internazionali: nel 2000 è stata nominata Capitale europea della cultura insieme ad altre otto città europee; nel 2013 la città è stata sede dell'accordo di Bruxelles; nel 2014 ha ospitato il 40° vertice del G7 e nel 2017, 2018 e 2021 rispettivamente il 28°, il 29° e il 31° vertice NATO.
Il 22 marzo 2016 l'area metropolitana di Bruxelles è stata vittima di una serie di attentati rivendicati dall'ISIS con due attacchi all'aeroporto di Bruxelles-National ed uno alla stazione della metropolitana di Maelbeek/Maalbeek, causando 32 vittime, la morte dei 3 attentatori suicidi e 330 feriti. Il duplice attacco è il più grave mai subito dal Belgio in tempo di pace.

## Società

### Evoluzione demografica
| Anno                         | 1830   | 1846    | 1856*   | 1866*   | 1876    | 1880    | 1890    | 1900    | 1910    | 1920    | 1930*   | 1947    | 1961    | 1970    | 1980    | 1990    | 2000    | 2010    | 2015    | 2016    | 2017    |
| ---------------------------- | ------ | ------- | ------- | ------- | ------- | ------- | ------- | ------- | ------- | ------- | ------- | ------- | ------- | ------- | ------- | ------- | ------- | ------- | ------- | ------- | ------- |
| Abitanti                     | 98 279 | 123 874 | 152 828 | 157 905 | 161 816 | 162 498 | 176 138 | 183 686 | 177 078 | 154 801 | 200 433 | 184 838 | 170 489 | 161 080 | 143 957 | 136 706 | 133 859 | 157 673 | 177 849 | 176 512 | 178 118 |
| Indice                       | 100    | 126     | 156     | 161     | 165     | 165     | 179     | 187     | 180     | 158     | 204     | 188     | 173     | 164     | 146     | 139     | 136     | 160     | 181     | 180     | 181     |
| Dati INS - 1830 = Indice 100 |        |         |         |         |         |         |         |         |         |         |         |         |         |         |         |         |         |         |         |         |         |

- 1856* : Nel 1853 una parte del comune di Saint-Josse-ten-Noode è annessa al comune di Bruxelles
- 1866* : Nel 1860 l'avenue Louise è annessa al comune
- 1930* : Nel 1921 i comuni di Laeken, Haren e Neder-over-Heembeek sono annessi

Le dieci nazionalità più rappresentate nella popolazione del comune di Bruxelles nel 2016.
| Paese di nascita | Popolazione |
| ---------------- | ----------- |
| Francia          | 8 670       |
| Marocco          | 8 187       |
| Romania          | 7 025       |
| Italia           | 4 609       |
| Spagna           | 4 507       |
| Polonia          | 3 263       |
| Portogallo       | 1 802       |
| Paesi Bassi      | 1 746       |
| RD del Congo     | 1 723       |
| Grecia           | 1 560       |

## Geografia antropica

### Centro storico (Pentagone)

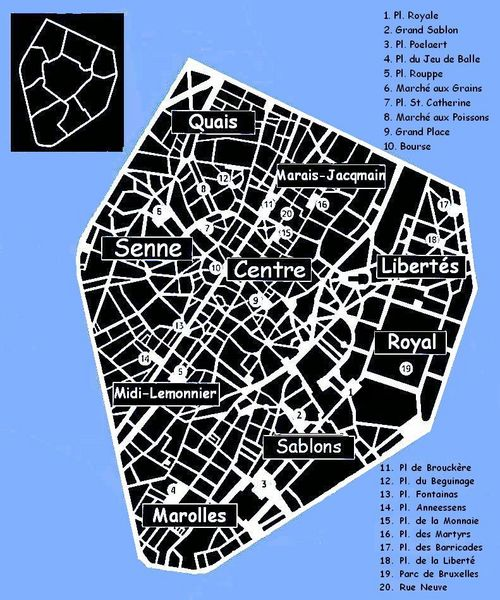
I quartieri del centro storico di Bruxelles (Pentagone)

Il centro storico, detto Pentagone, sorge su sette colli: St.Michielsberg, Koudenberg, Warmoesberg, Kruidtuin, Kunstberg, Zavel e St.Pietersberg.

#### Quartiere centrale
È nel cuore dell'isola di Saint-Géry, formata dalla Senne e sulla quale fu costruita una prima segreta attorno al 979, che si trova l'origine della città. Oggi, il quartiere intorno alle Halles Saint-Géry, un ex mercato coperto, è uno dei quartieri alla moda della capitale. Nel centro della città ci sono alcune vestigia delle prime mura di Bruxelles del XIII secolo, che circondavano il primo porto sulla Senne, la chiesa romanica, in seguito sostituita dalla Cattedrale di San Michele e Santa Gudula, e il castello ducale di Coudenberg (quartiere reale). Nel centro di questo triangolo, si trova la Grand Place, il distretto dell'Îlot Sacré (che prende il nome dalla resistenza ai progetti di demolizione), a sua volta attraversato dalle Galeries Royales Saint-Hubert, il quartiere di Saint-Jacques che accoglieva i pellegrini sulla strada per Santiago di Compostela e il quartiere della Borsa (Place de la Bourse), costruito sul sito di un ex convento.

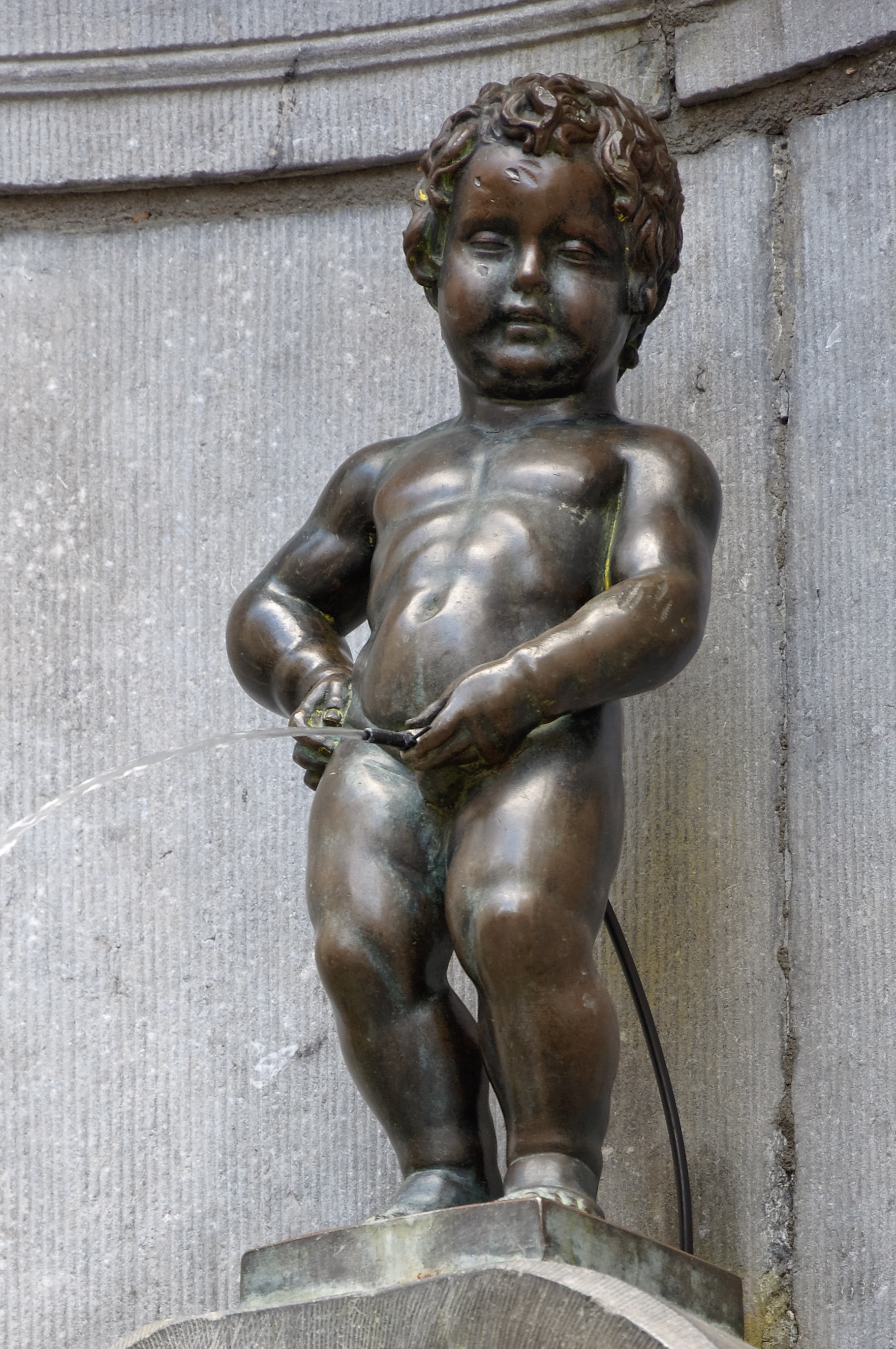
Manneken Pis
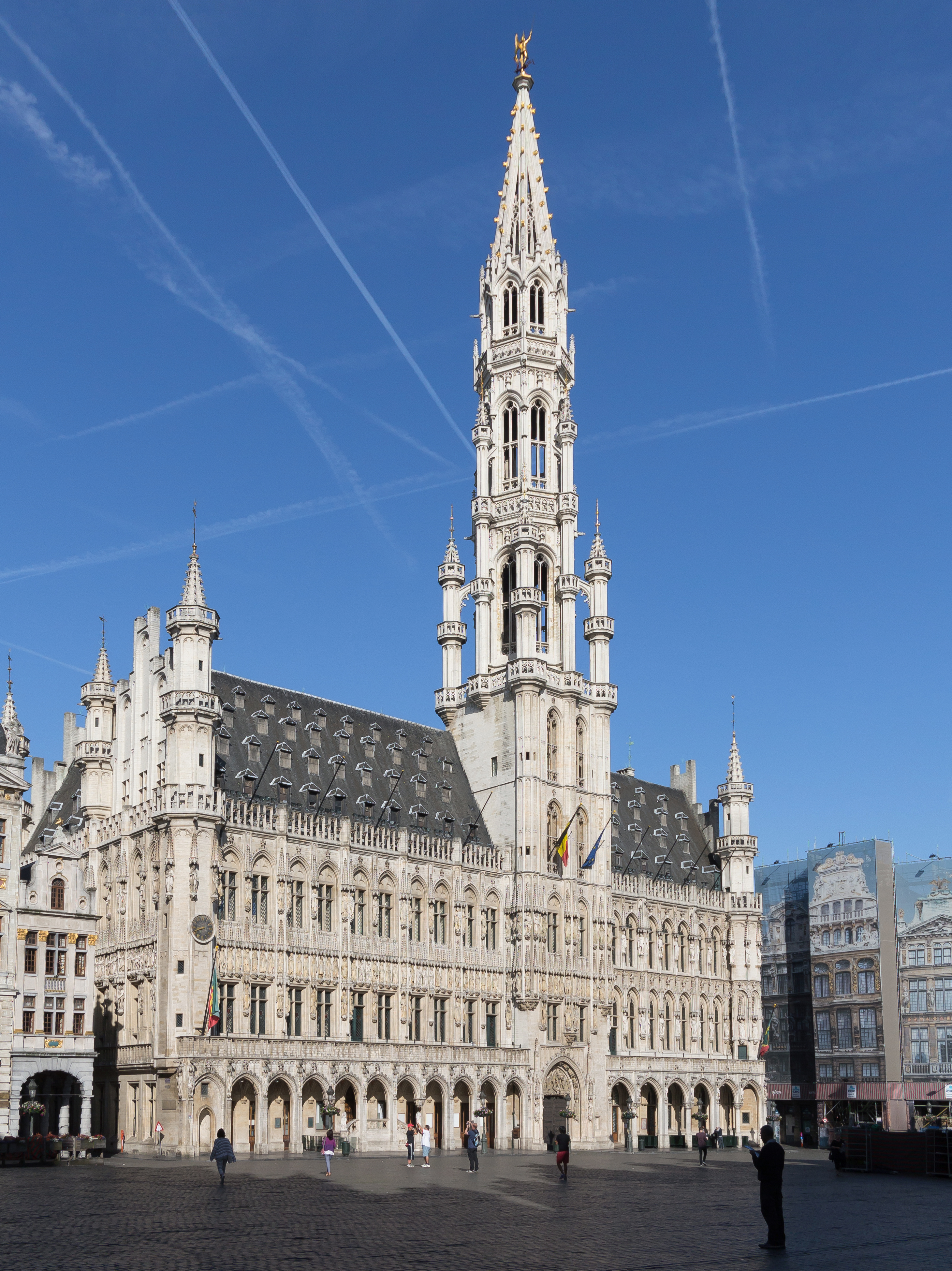
Municipio di Bruxelles
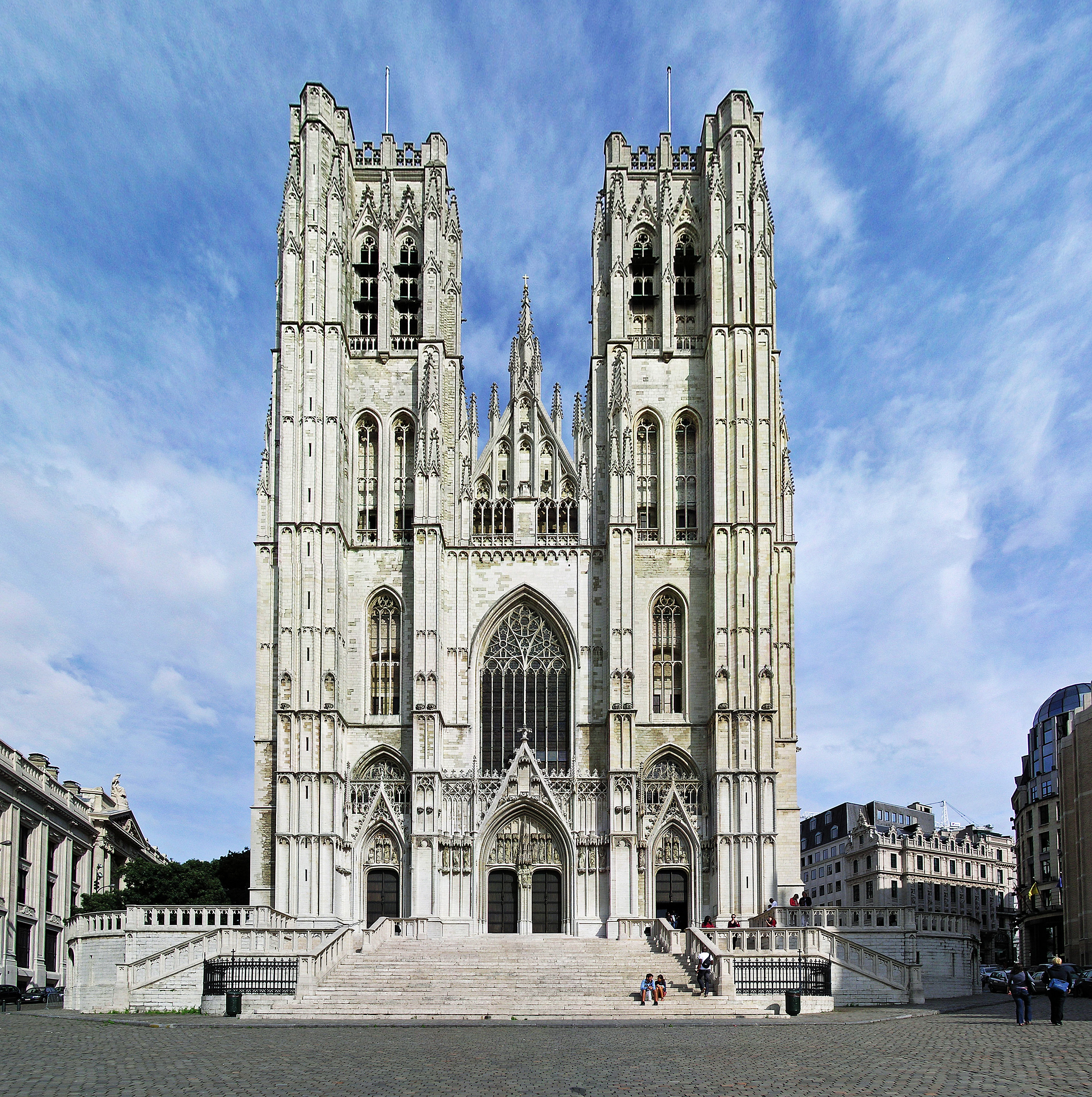
Concattedrale di San Michele e Santa Gudula
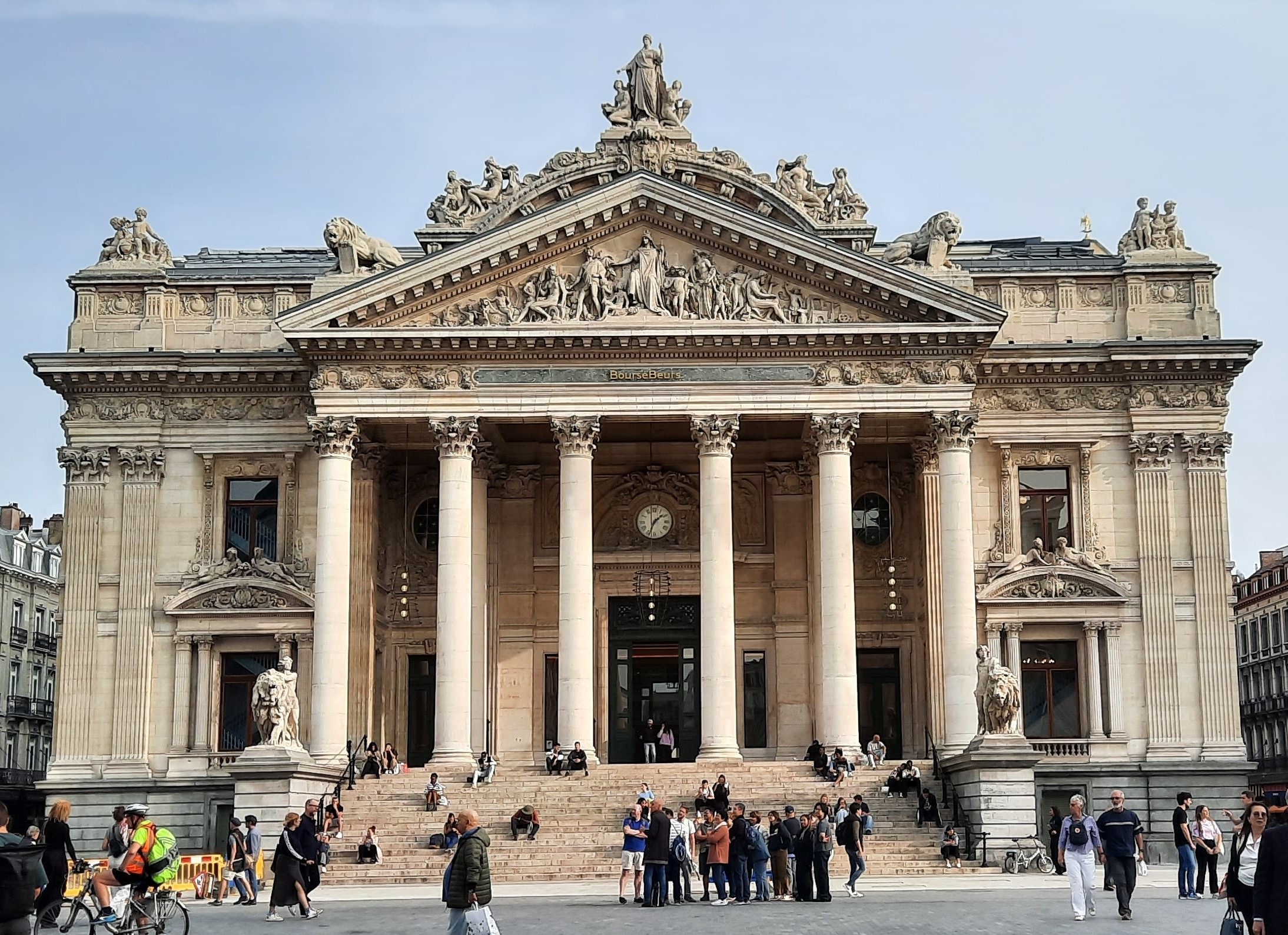
Borsa di Bruxelles
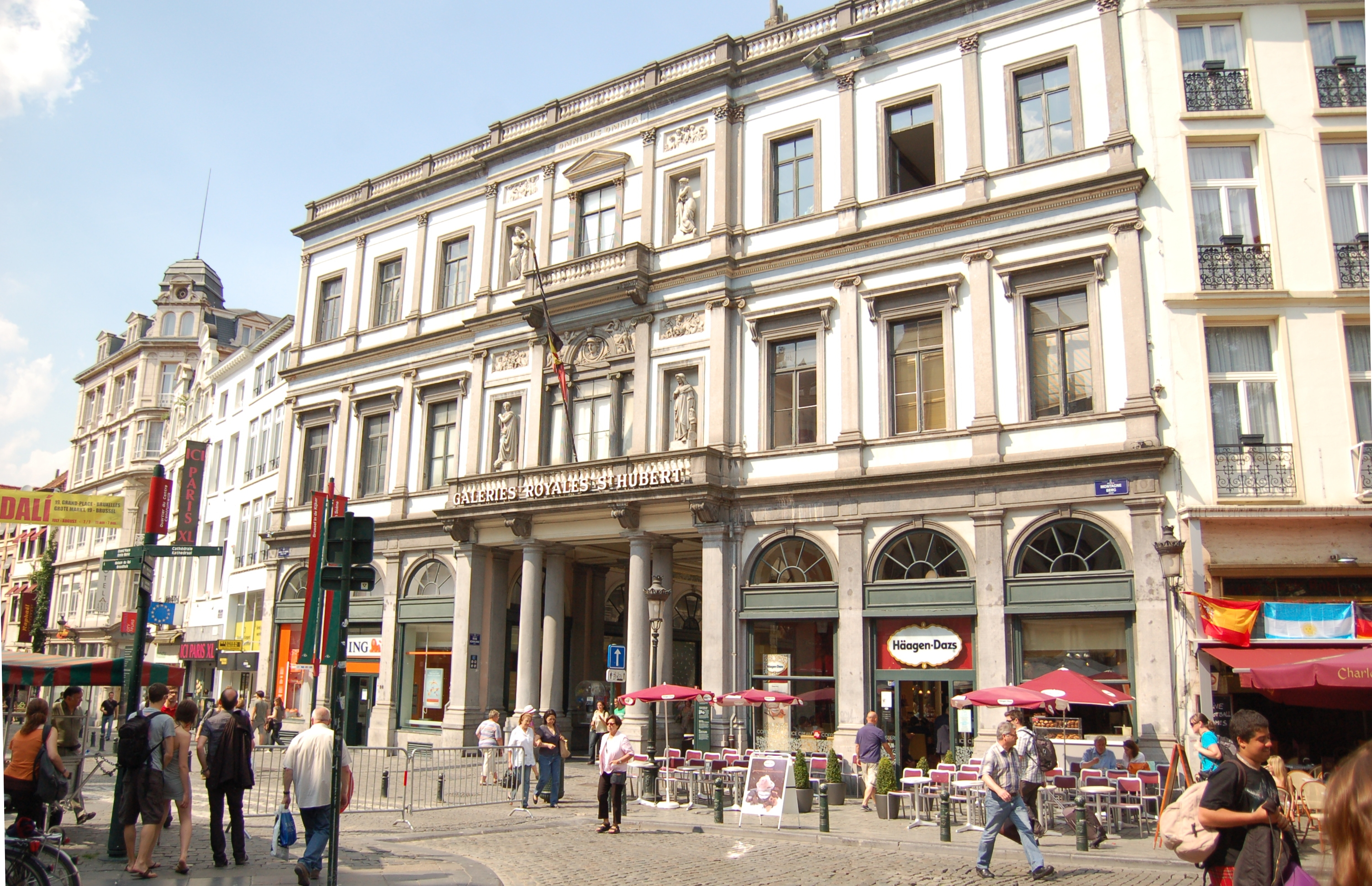
Galeries Royales Saint-Hubert

#### Quartiere reale
Così chiamato perché ospita, da un lato, la Place Royale, costruita sotto Carlo Alessandro di Lorena sul colle Coudenberg, sul sito dell'ex Palazzo dei Duchi di Brabante, di cui esistono ancora alcuni livelli di fondazione, e d'altra parte, Place des Palais, delimitata dal Palazzo Reale e dal Parco di Bruxelles (Parc Royal), dall'altra parte del quale si trova il Parlamento del Belgio. Di seguito la stazione centrale di Bruxelles e il Mont des Arts dove si trovano la Biblioteca reale del Belgio, il Royal Belgian Film Archive (Cinematek), il Brussels Centre for Fine Arts, il Museum of Cinema, il Musical Instrument Museum (MIM), il BELvue Museo e il Museo reale delle belle arti del Belgio.

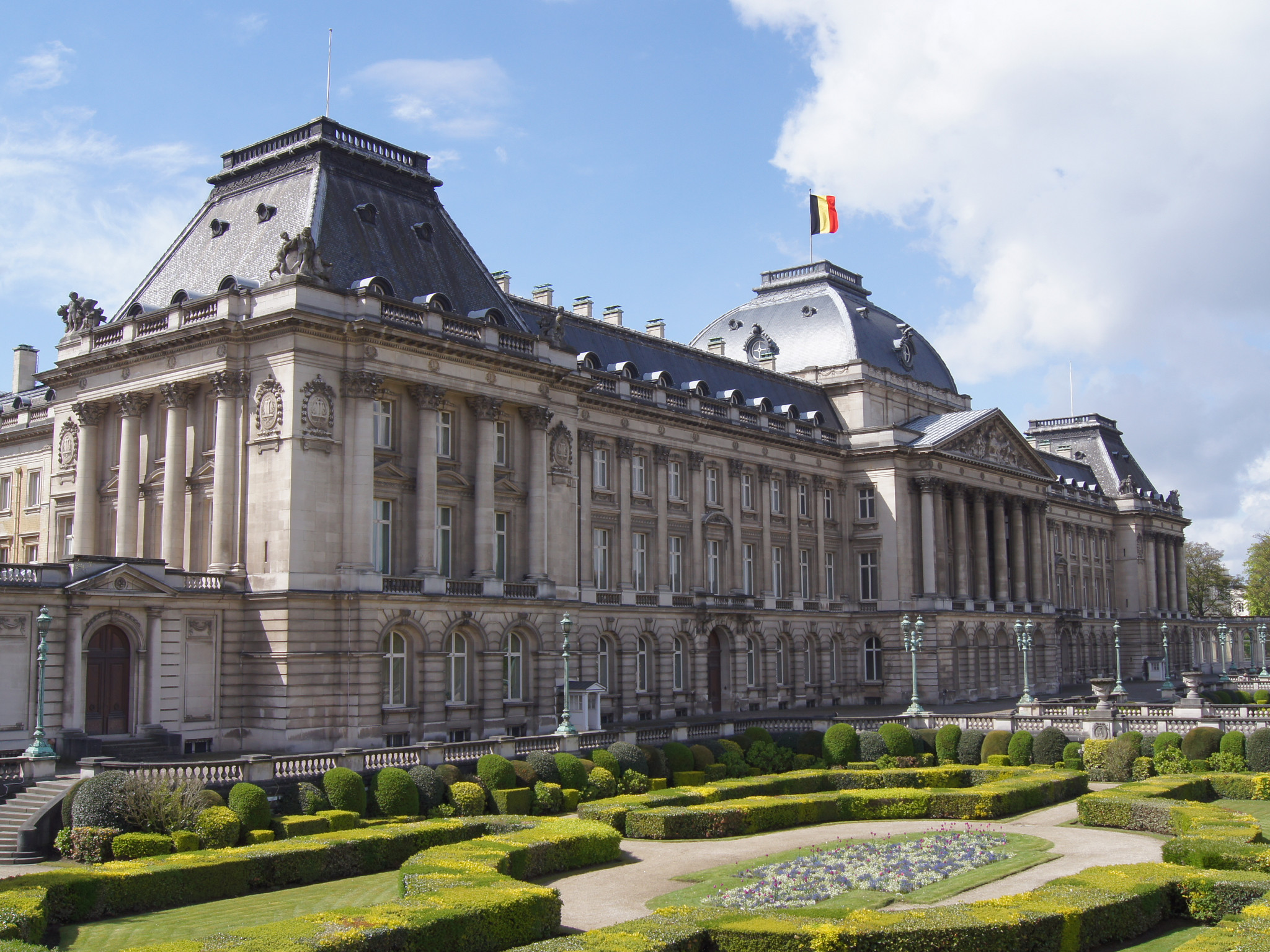
Palazzo Reale di Bruxelles
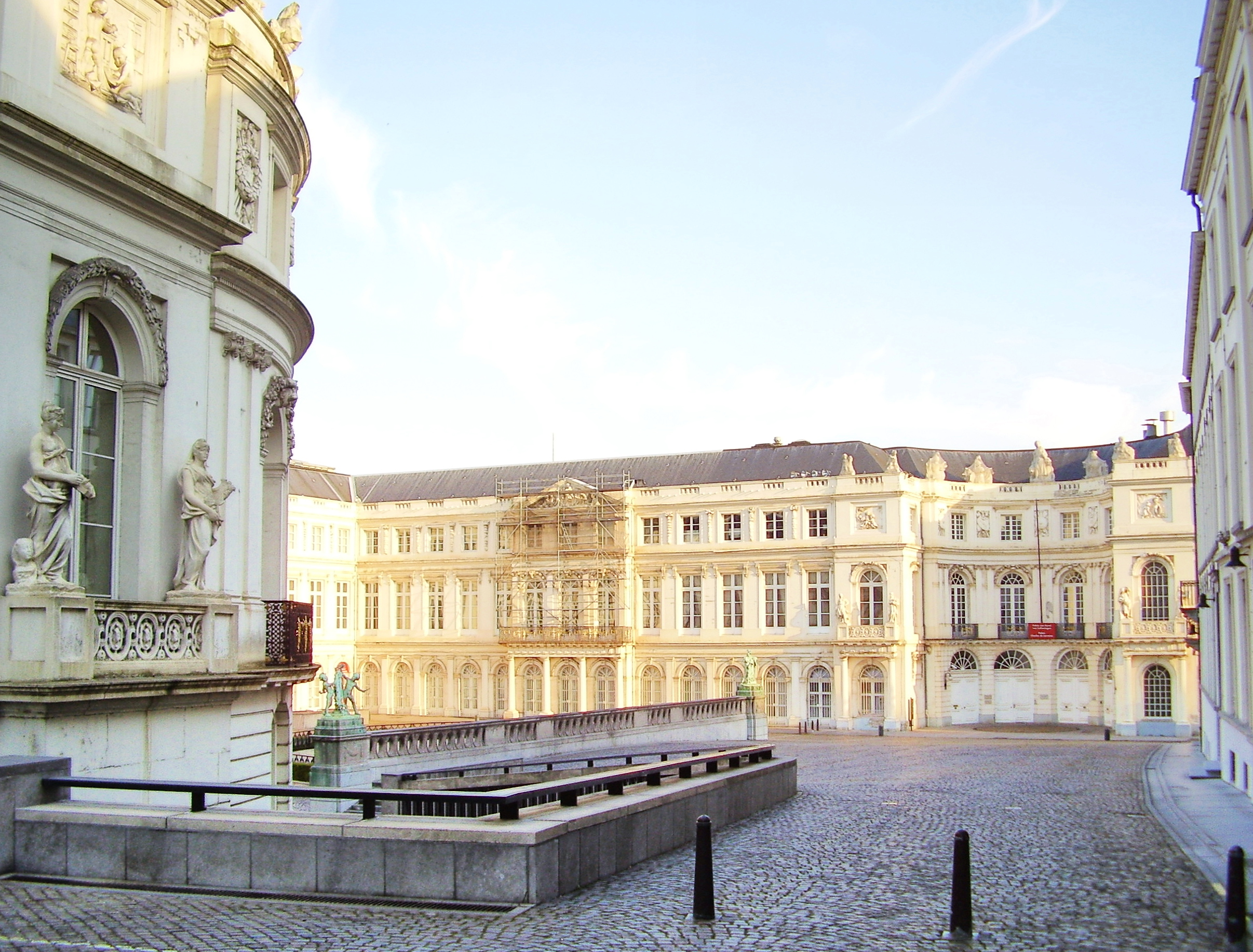
Place du Musée
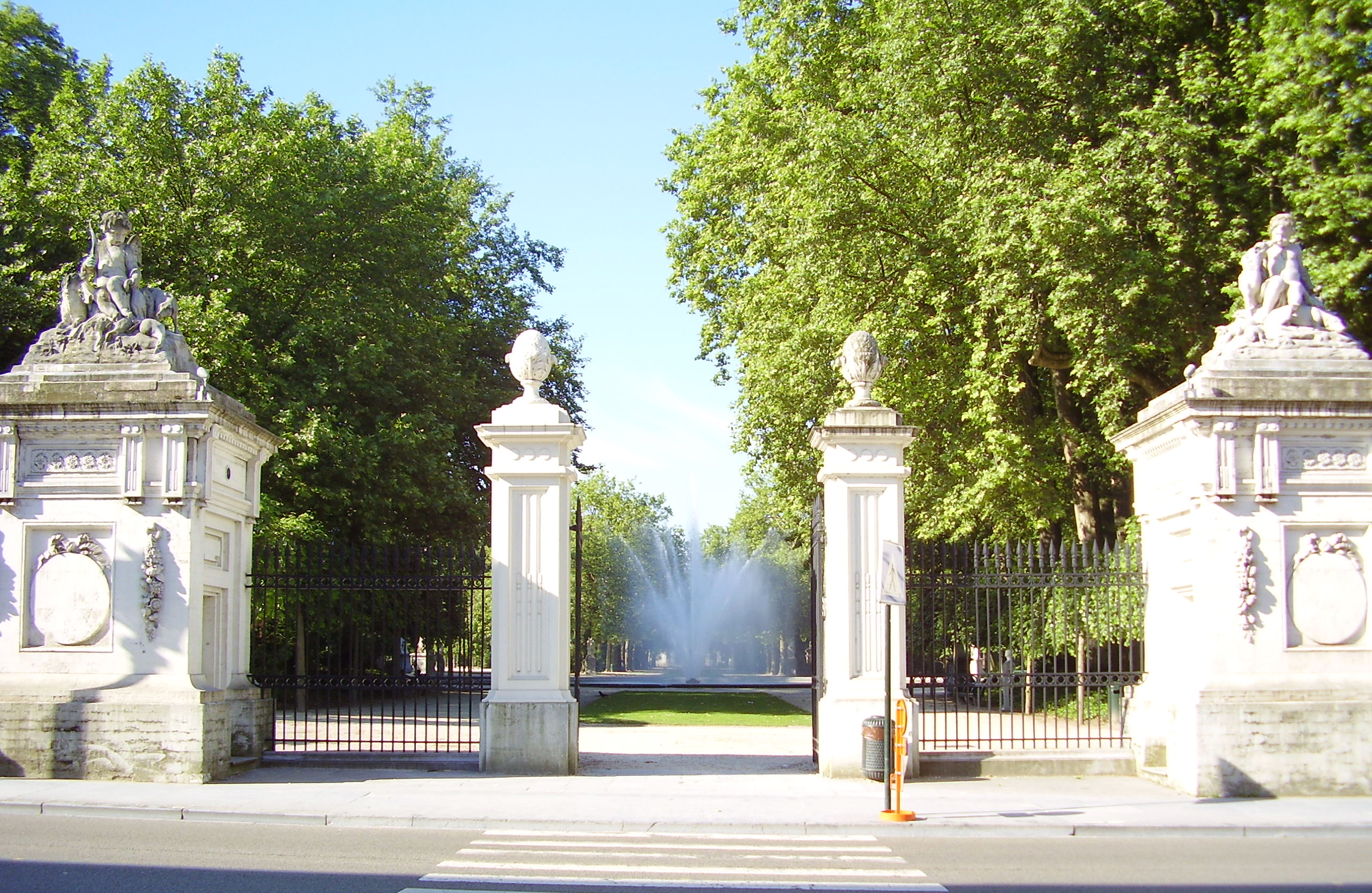
Parco di Bruxelles
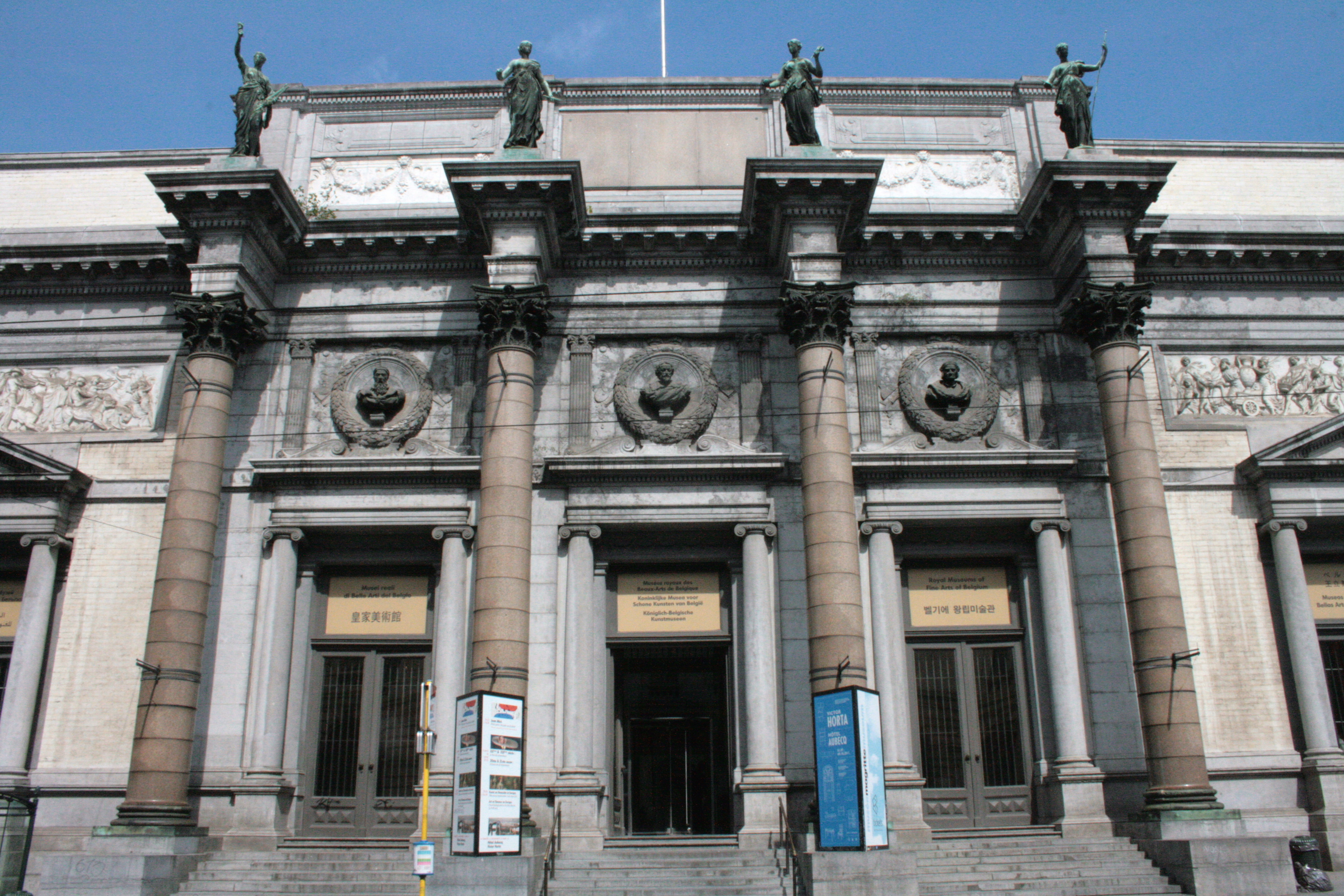
Museo reale delle belle arti del Belgio
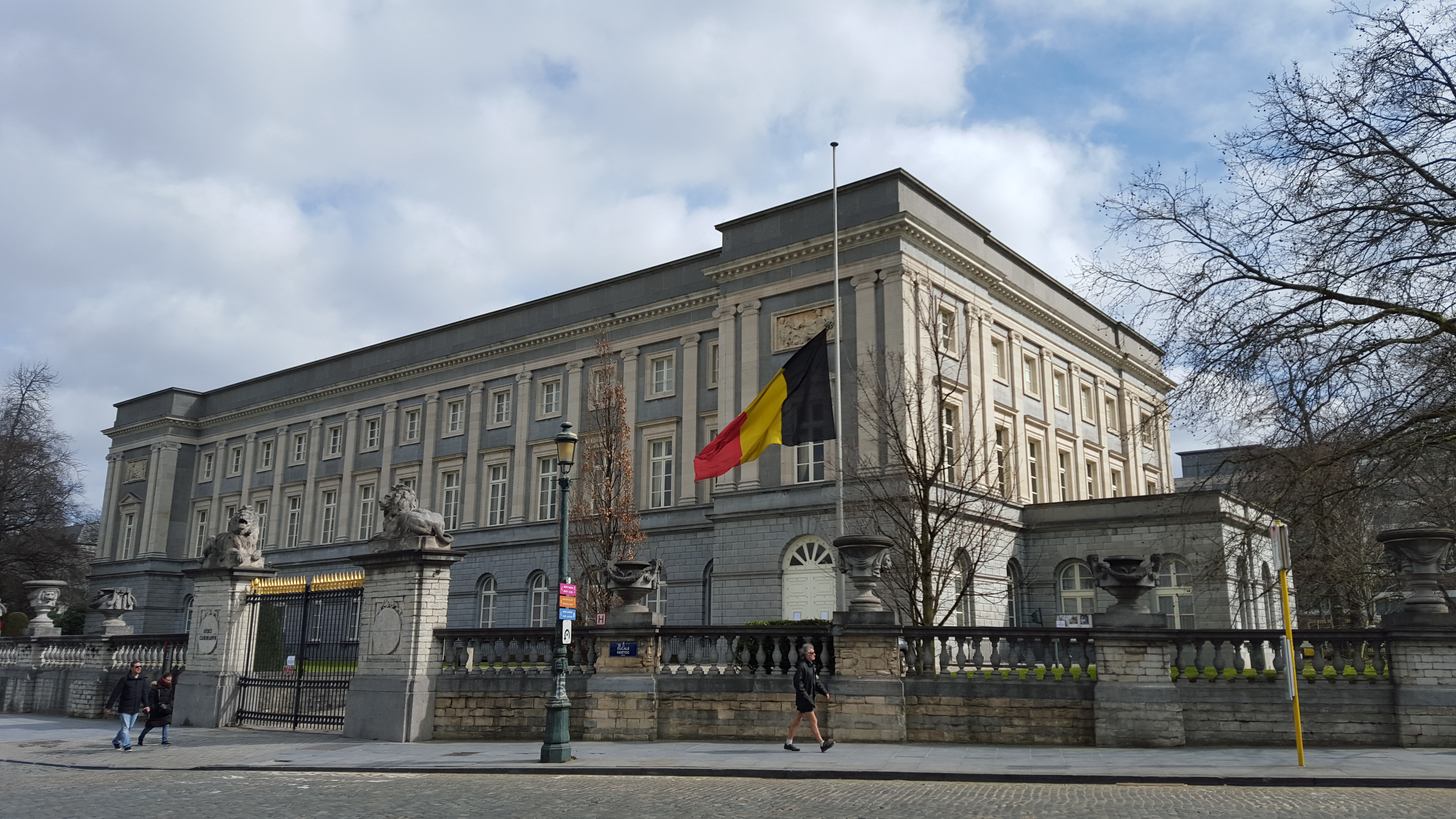
Palazzo dell'Accademia

#### Quartiere deiSablons
Dalla piazza reale, la rue de la Régence attraversa i quartieri del Petit et Grand Sablon, un quartiere elegante dove si trova la chiesa della Madonna del Sablon e dove si svolge il mercato dell'antiquariato, in cui commercianti d'antiquariato, mercanti d'arte e altri negozi di lusso hanno le loro attività. Non lontano da lì c'era la Maison du Peuple di Victor Horta, in stile Art Nouveau. Vi si trovano anche il Palazzo d'Egmont (sede del ministero degli esteri belga) e il Conservatorio Reale di Bruxelles, oltre alla Sinagoga di Bruxelles.

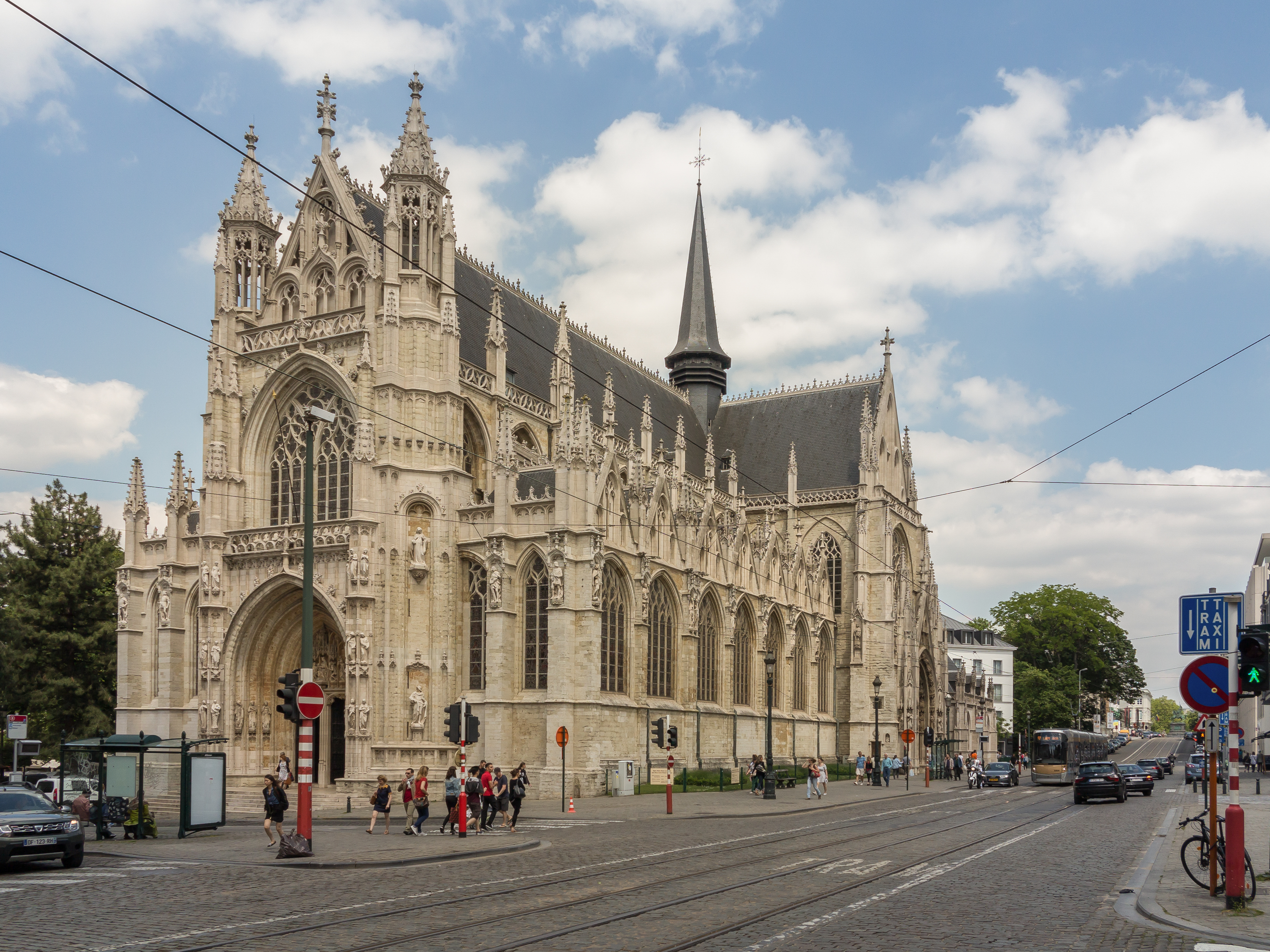
Notre-Dame du Sablon
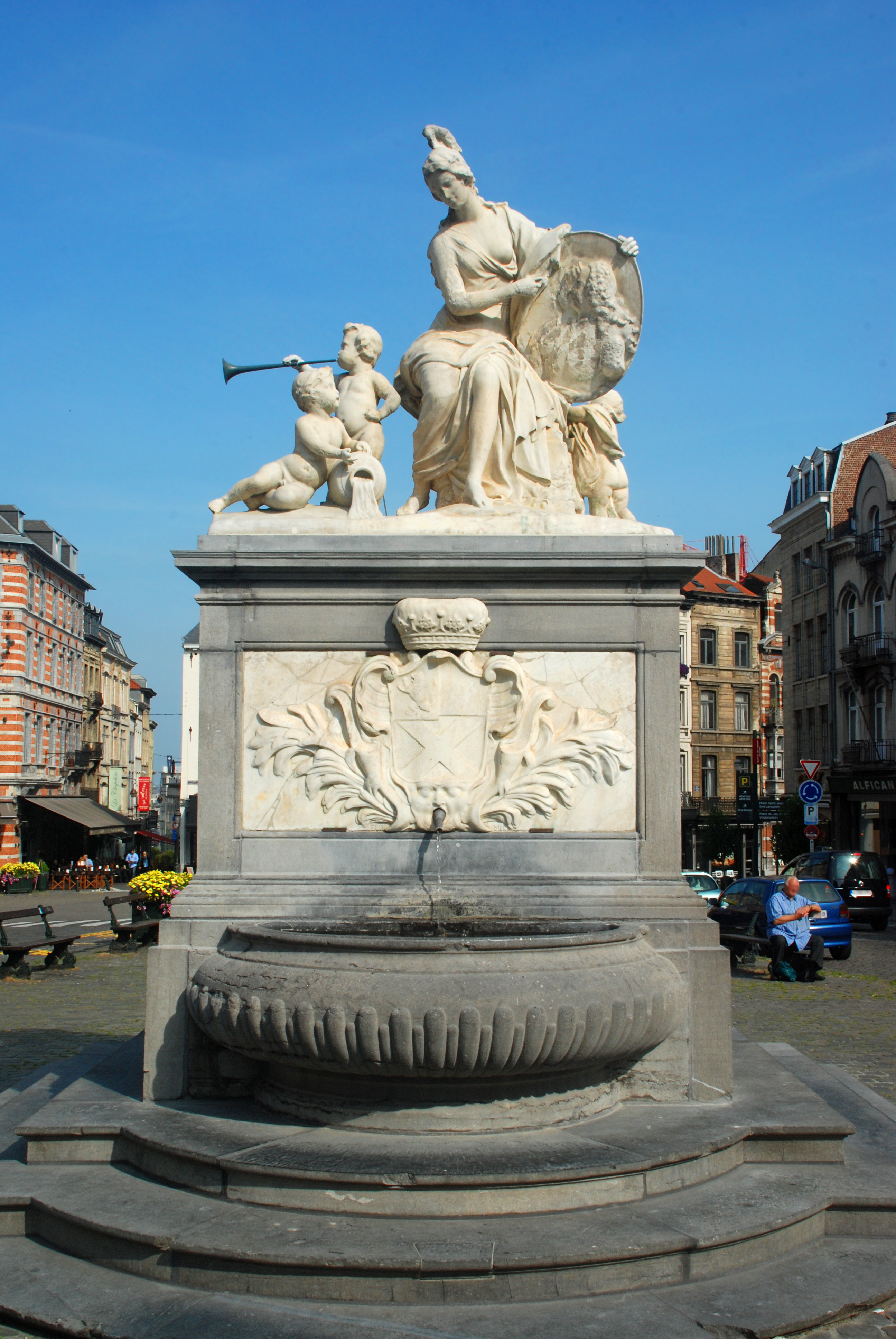
Fontana di Minerva
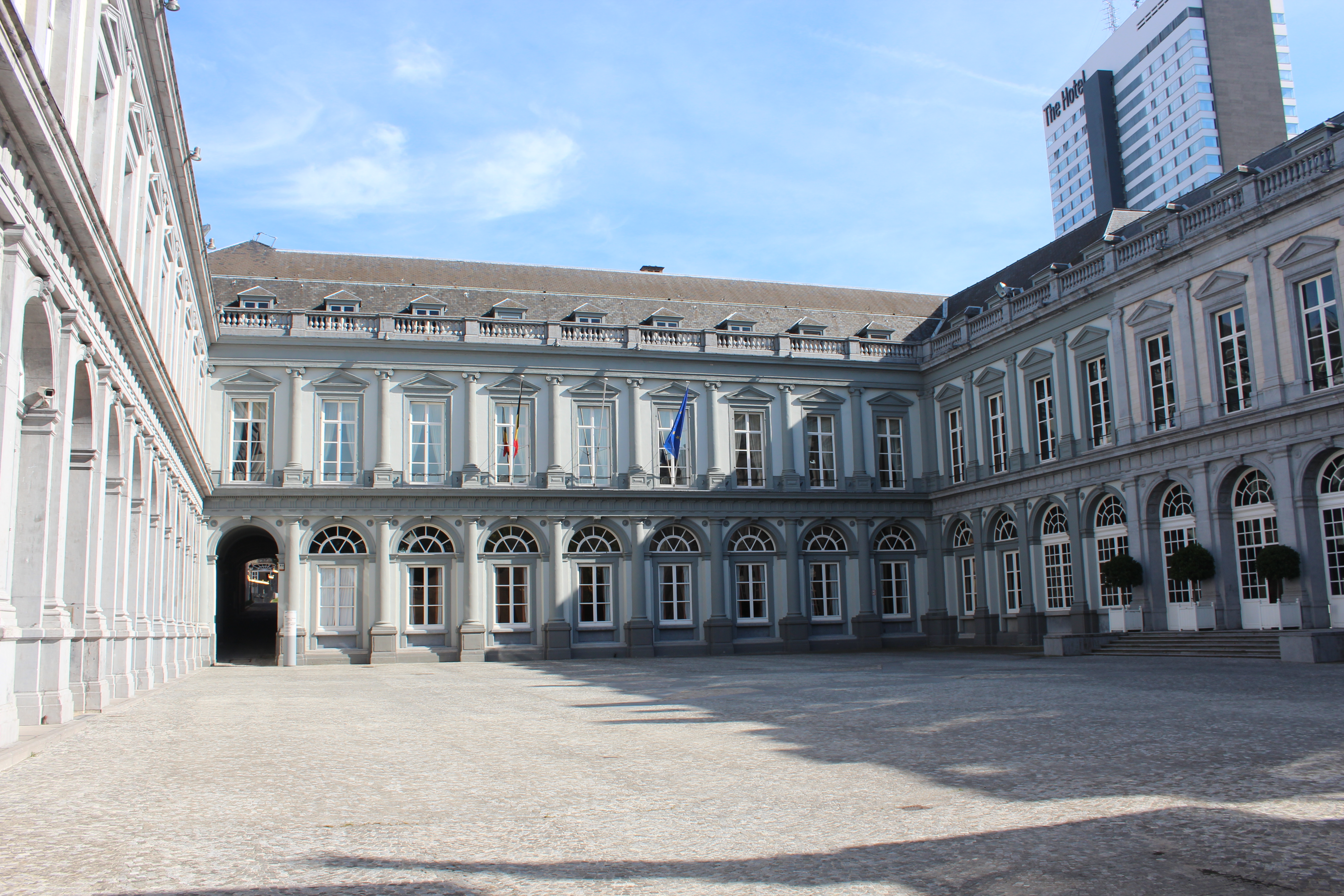
Palazzo d'Egmont
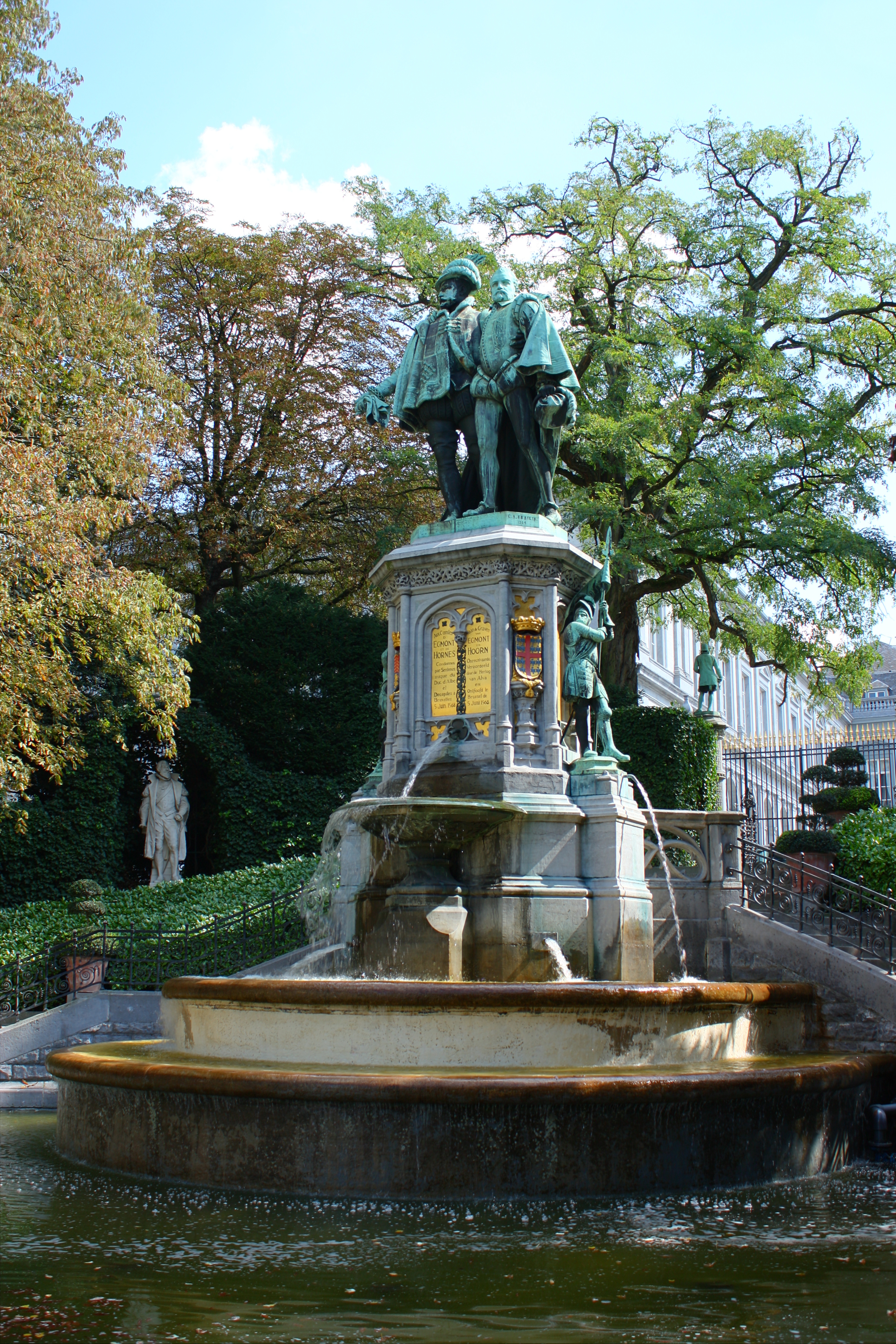
Fontana dei conti di Egmont e Horn
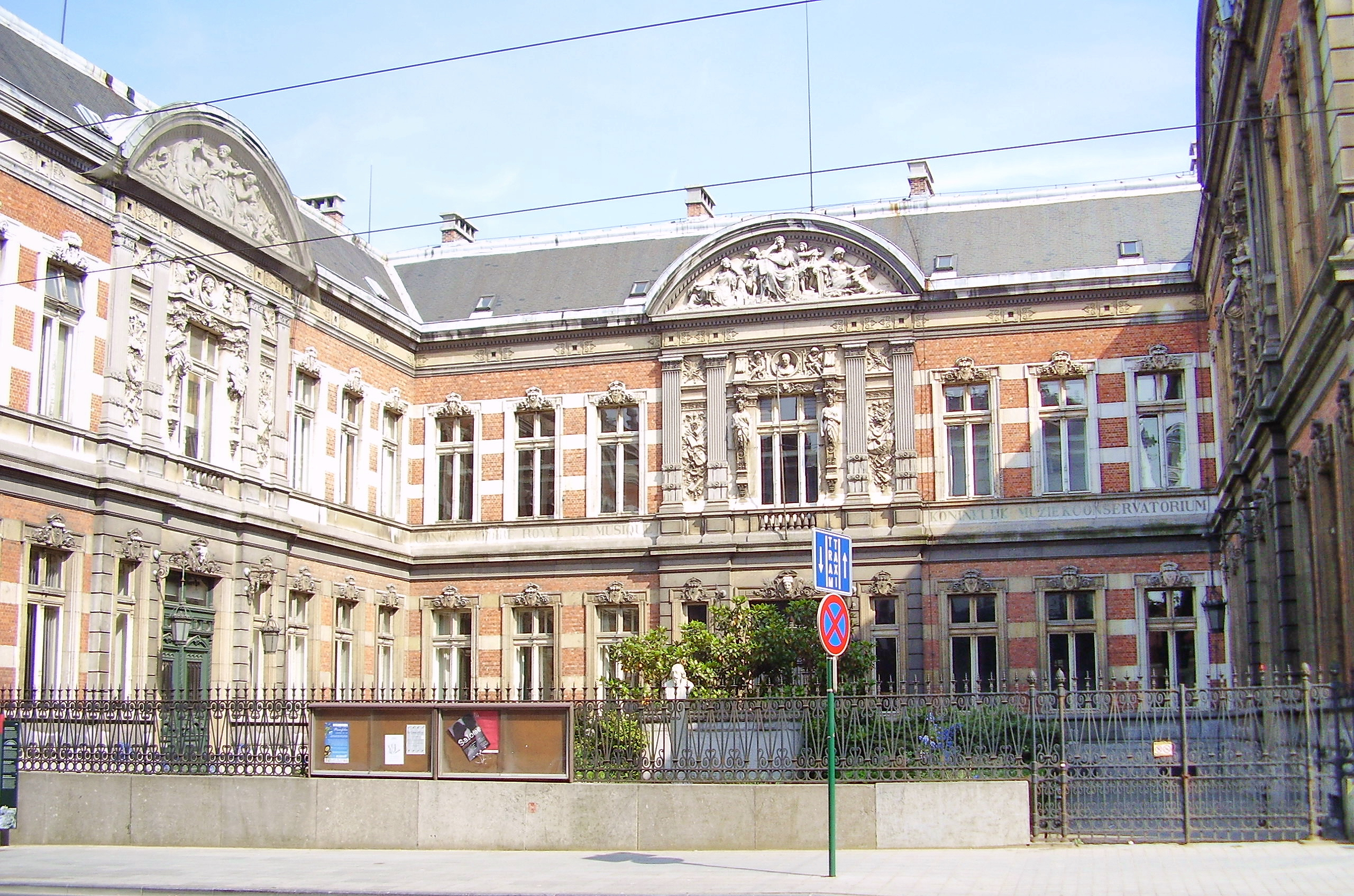
Conservatorio Reale di Bruxelles

#### Quartiere deiMarolles
All'ombra del gigantesco Palazzo di Giustizia, si trova il vecchio quartiere dei Marolles (da non confondere con la "Marolle" che i puristi delimitano a solo 7 strade). Da Place de la Chapelle a Place du Jeu de Balle, dove dal 1873 si svolge il mercatino delle pulci, lungo rue Haute e rue Blaes, i negozi di seconda mano e i negozi popolari hanno da anni lasciato il posto a negozi di antiquariato, con un profondo cambiamento nel vicinato. La Cité Hellemans, un esempio notevole dei primi complessi abitativi collettivi del XX secolo, fu costruita sul sito dei tanti squallidi vicoli ciechi del quartiere. Rue Haute, una delle strade più lunghe e antiche della città, segue il corso di una vecchia strada gallo-romana, corre lungo l'Hopital Saint-Pierre, costruito nel 1935 sul sito di un lebbrosario, per finire alla Porta di Halle, l'unica superstite della serie di porte che permetteva il passaggio all'interno delle seconde mura di Bruxelles.

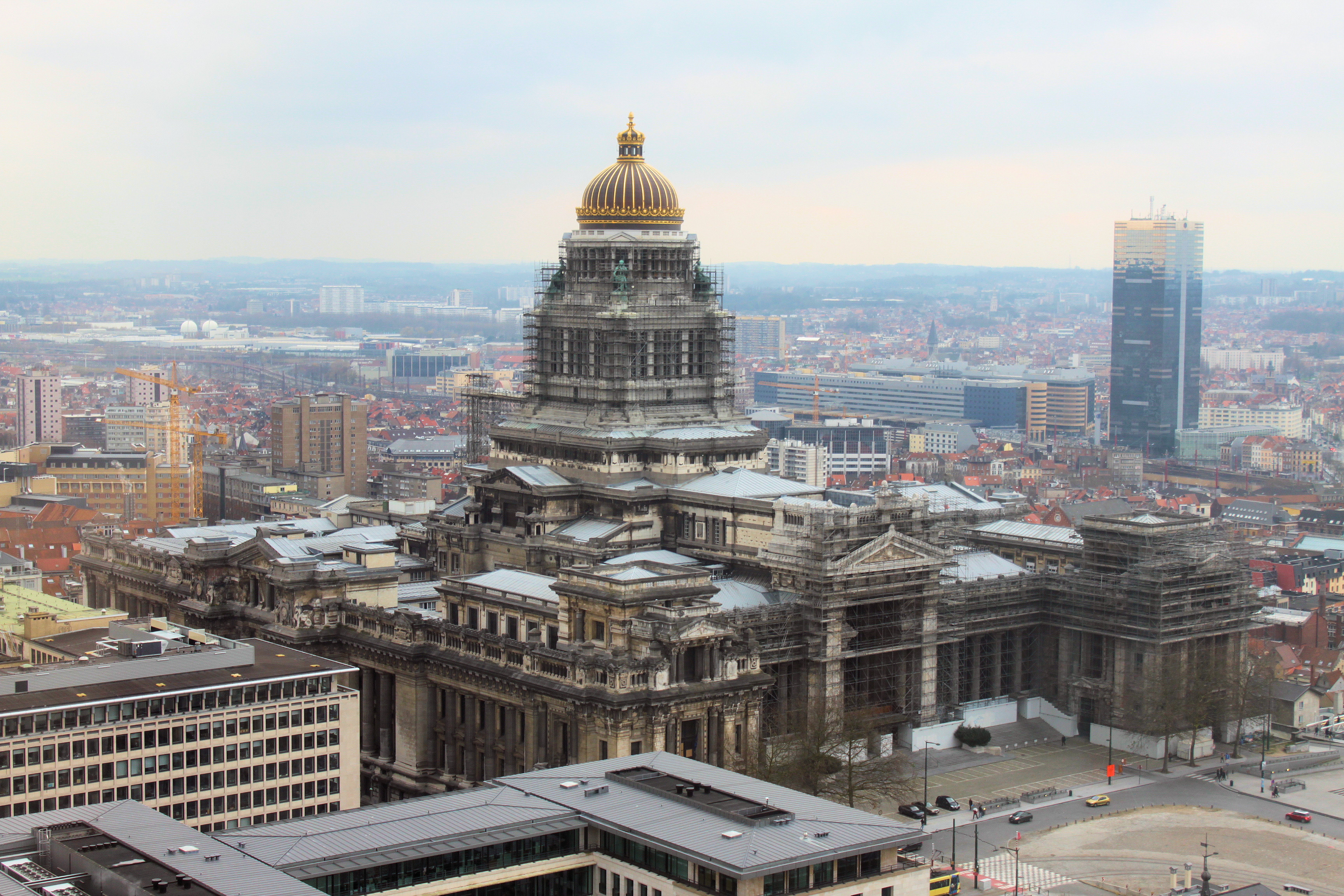
Palazzo di Giustizia
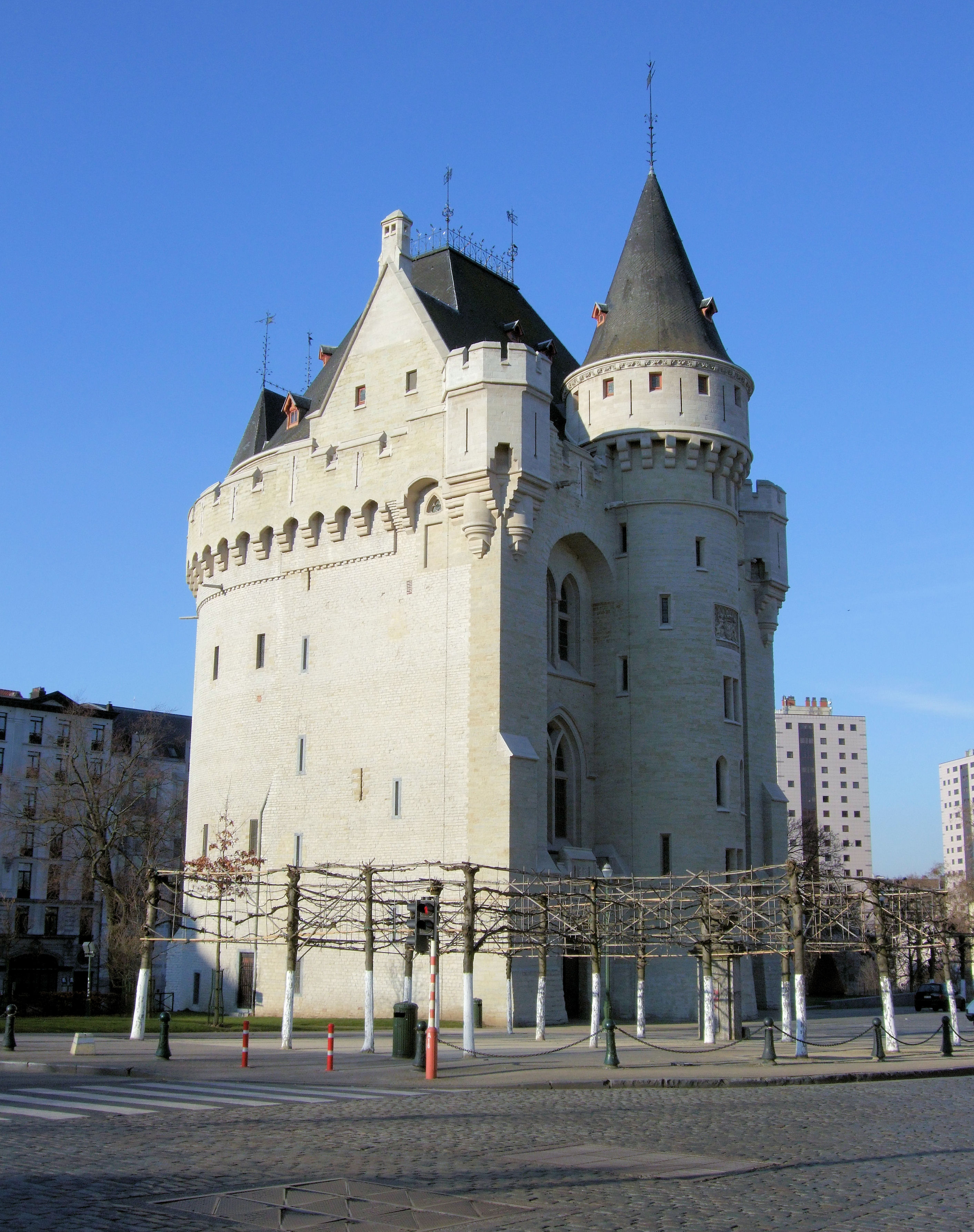
Porta di Halle
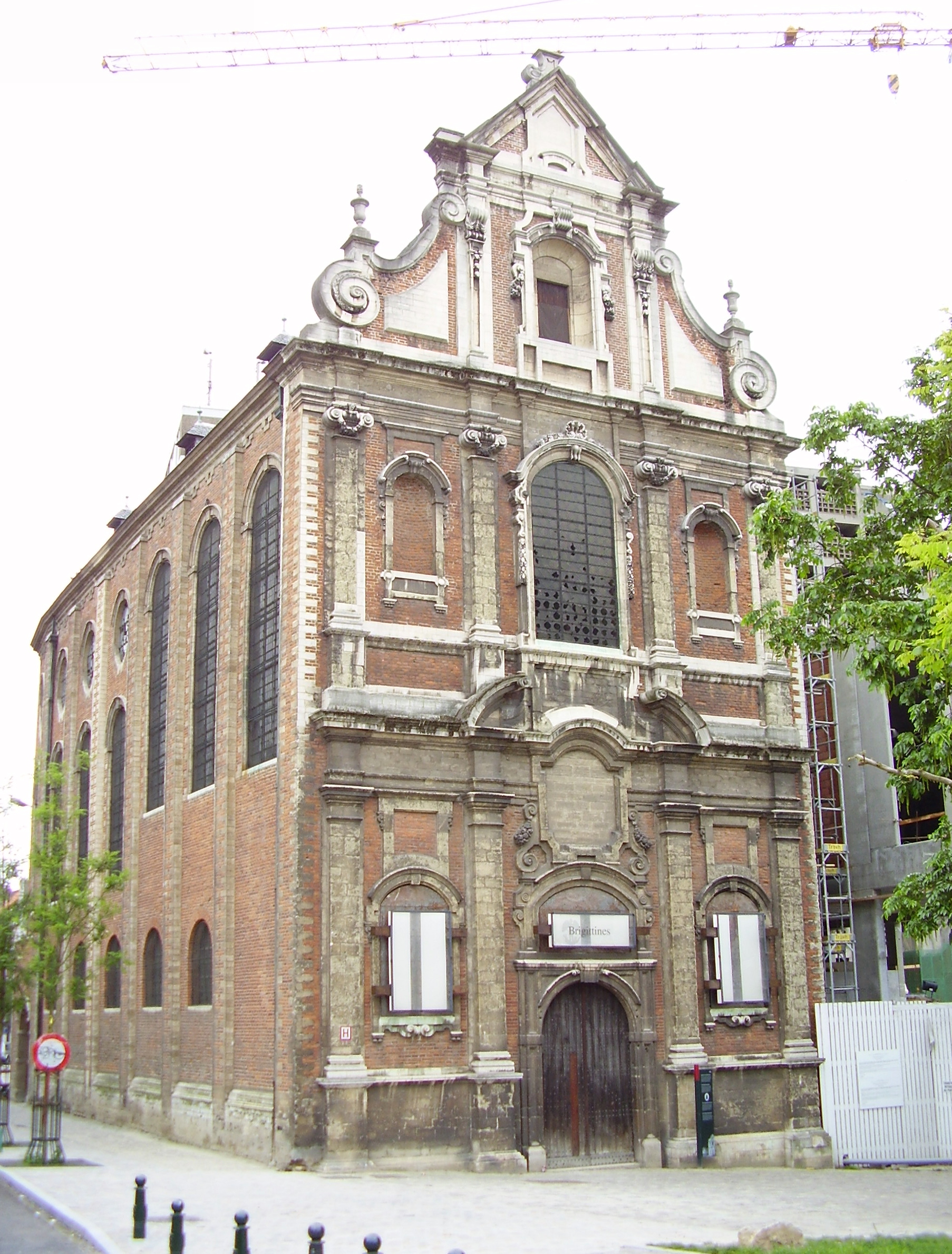
Cappella delle Brigittines
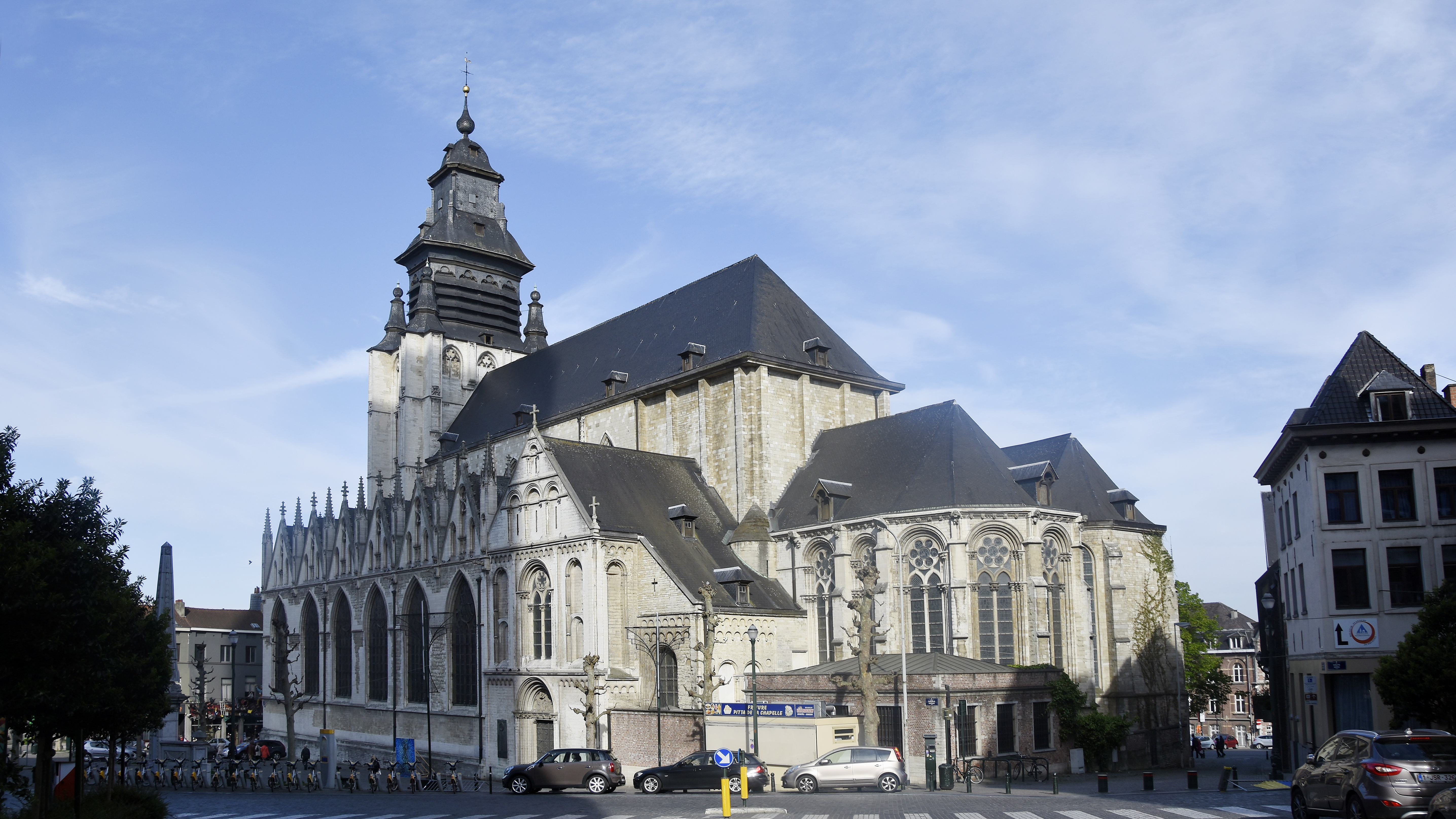
Notre-Dame de la Chapelle
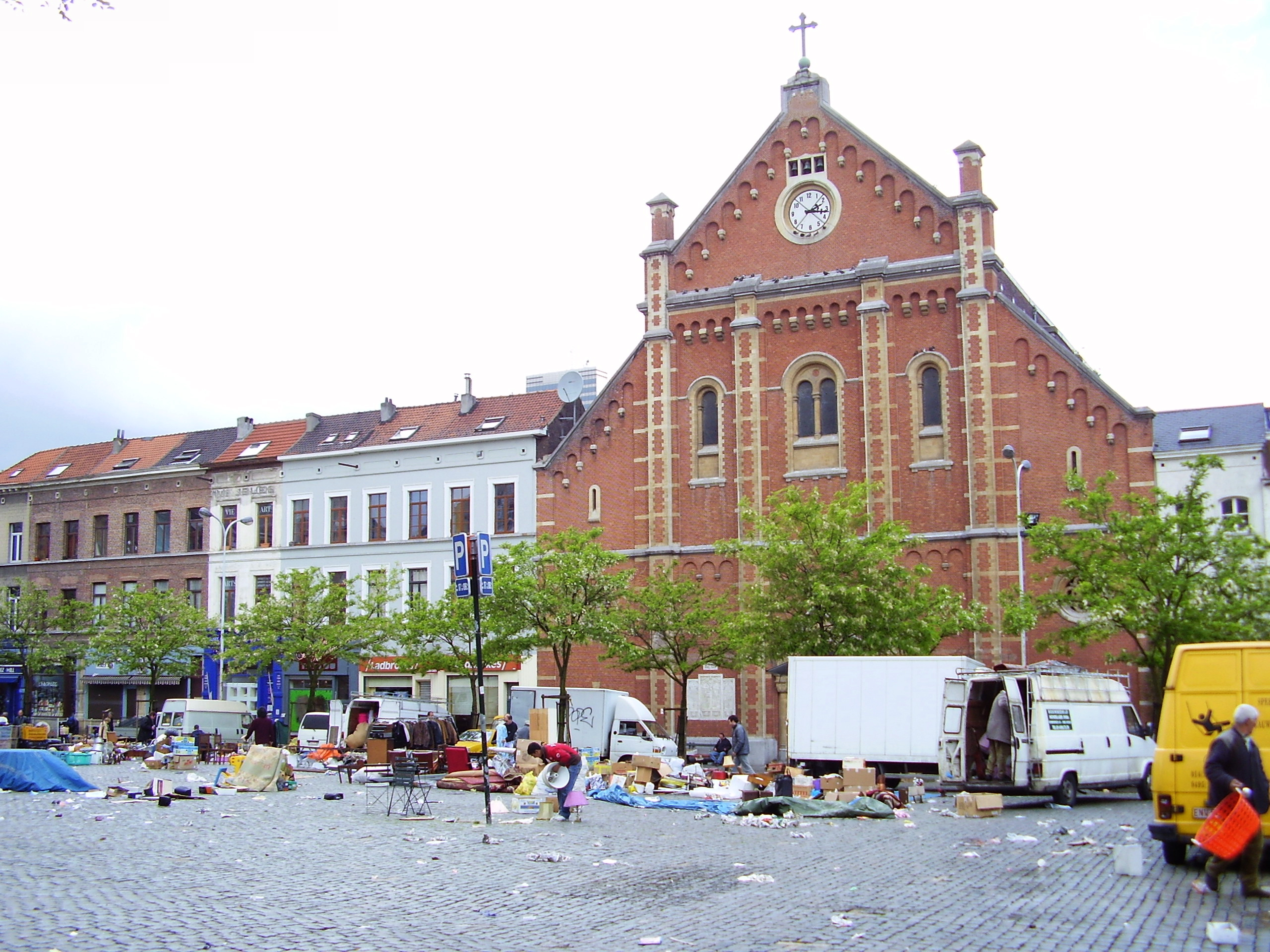
Place du Jeu de Balle
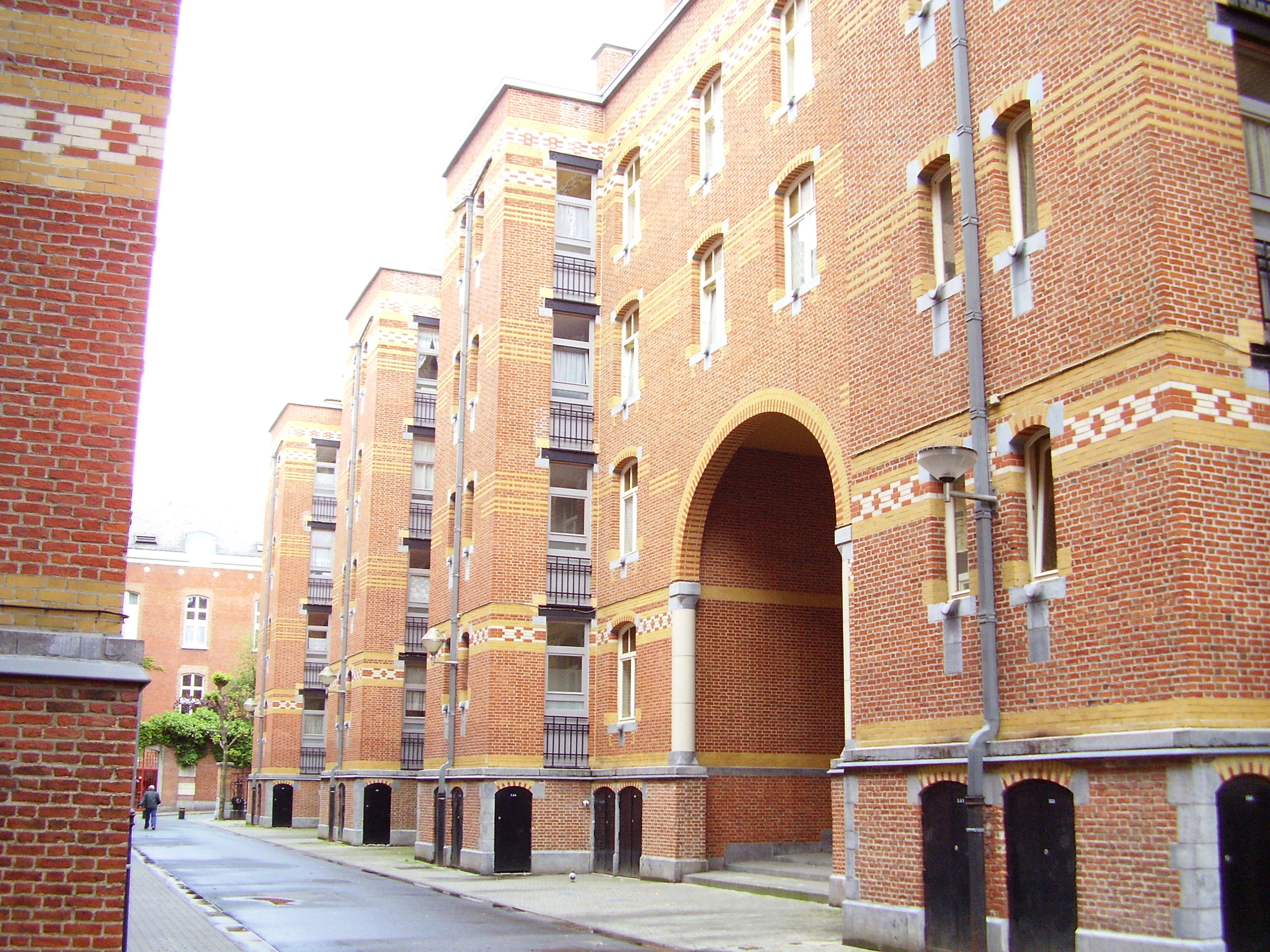
Cité Hellemans, rue Blaes

#### Quartiere Midi-Lemonnier
È nel cuore di questo quartiere, dove oggi si trova la piazza Rouppe, che nel 1839 si trovava la prima stazione sud di Bruxelles, capolinea della linea sud, chiamata stazione Bogards, in memoria del convento omonimo sul cui sito era stata costruita, e alla quale la rue des Bogards è oggi l'unico riferimento. La presenza di una stazione in questa località spiega l'insolita larghezza dell'attuale Avenue Stalingrad, dove si può ammirare la Maison Jamaer, e che va dalla piazza alla petite ceinture, liberata dalle sue ferrovie dall'inaugurazione della Stazione Sud di Bruxelles, costruita fuori dal Pentagono, nel 1869. Allo stesso tempo, in seguito alla copertura della Senne, il quartiere vide la costruzione, in stile haussmanniano, dei grandi viali centrali, tra cui il boulevard Maurice Lemonnier, delimitato da Fontainas e Square Anneessens (sede dell'ex Mercato Vecchio) e dal Palais du Midi.

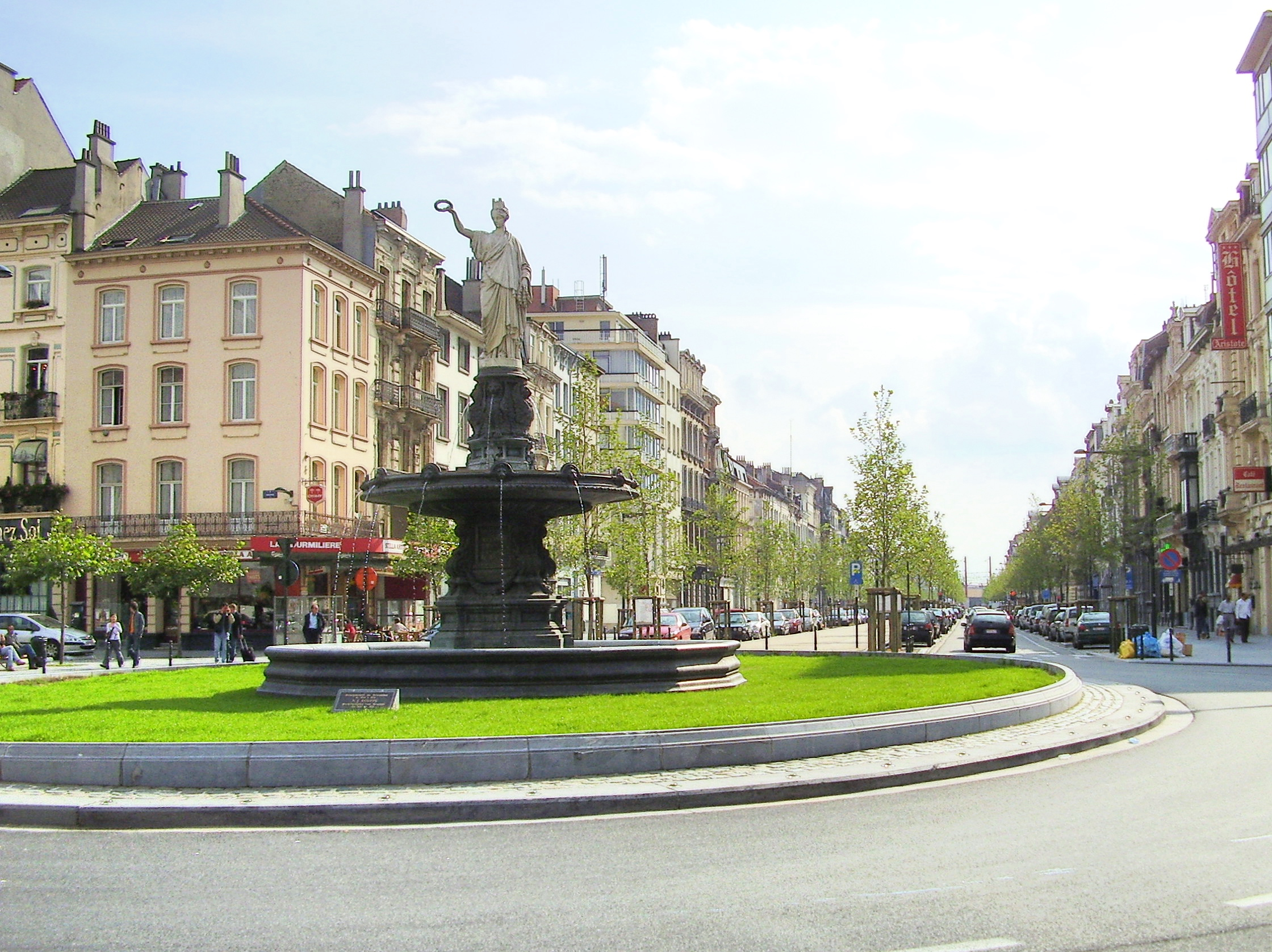
Place Rouppe e avenue Stalingrad
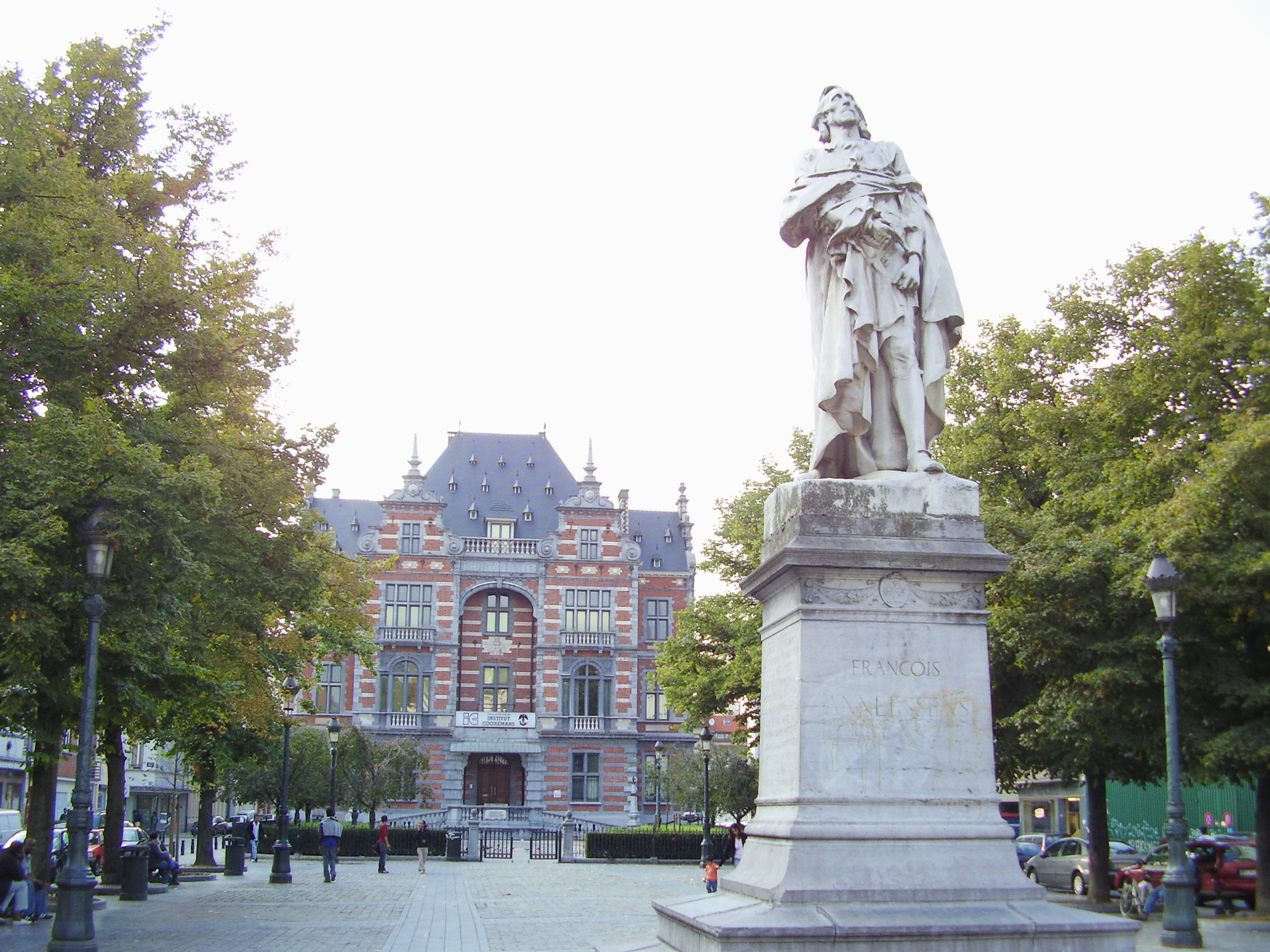
Place Anneessens e Institut Lucien Cooremans
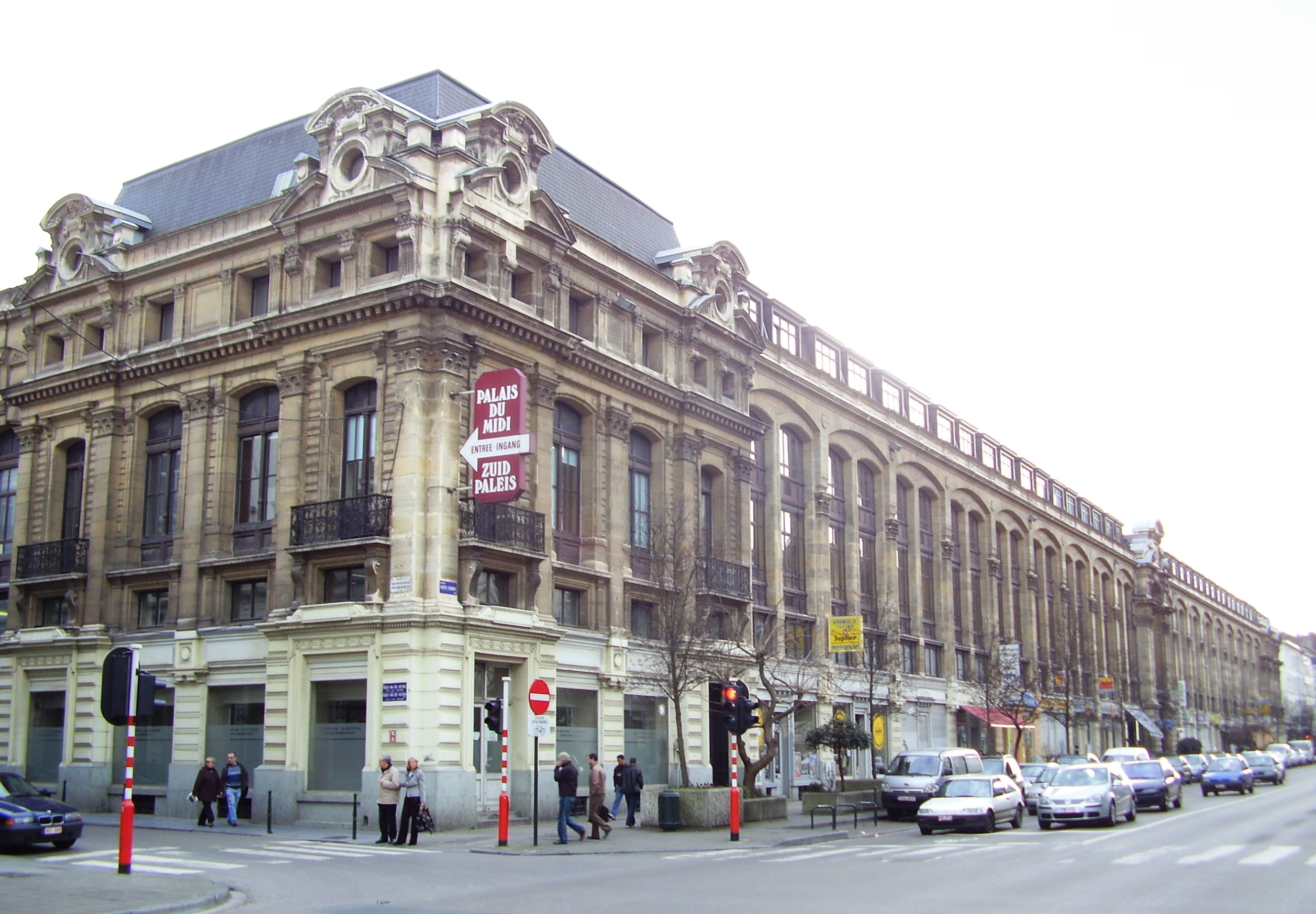
Boulevard Lemonnier e Palais du Midi
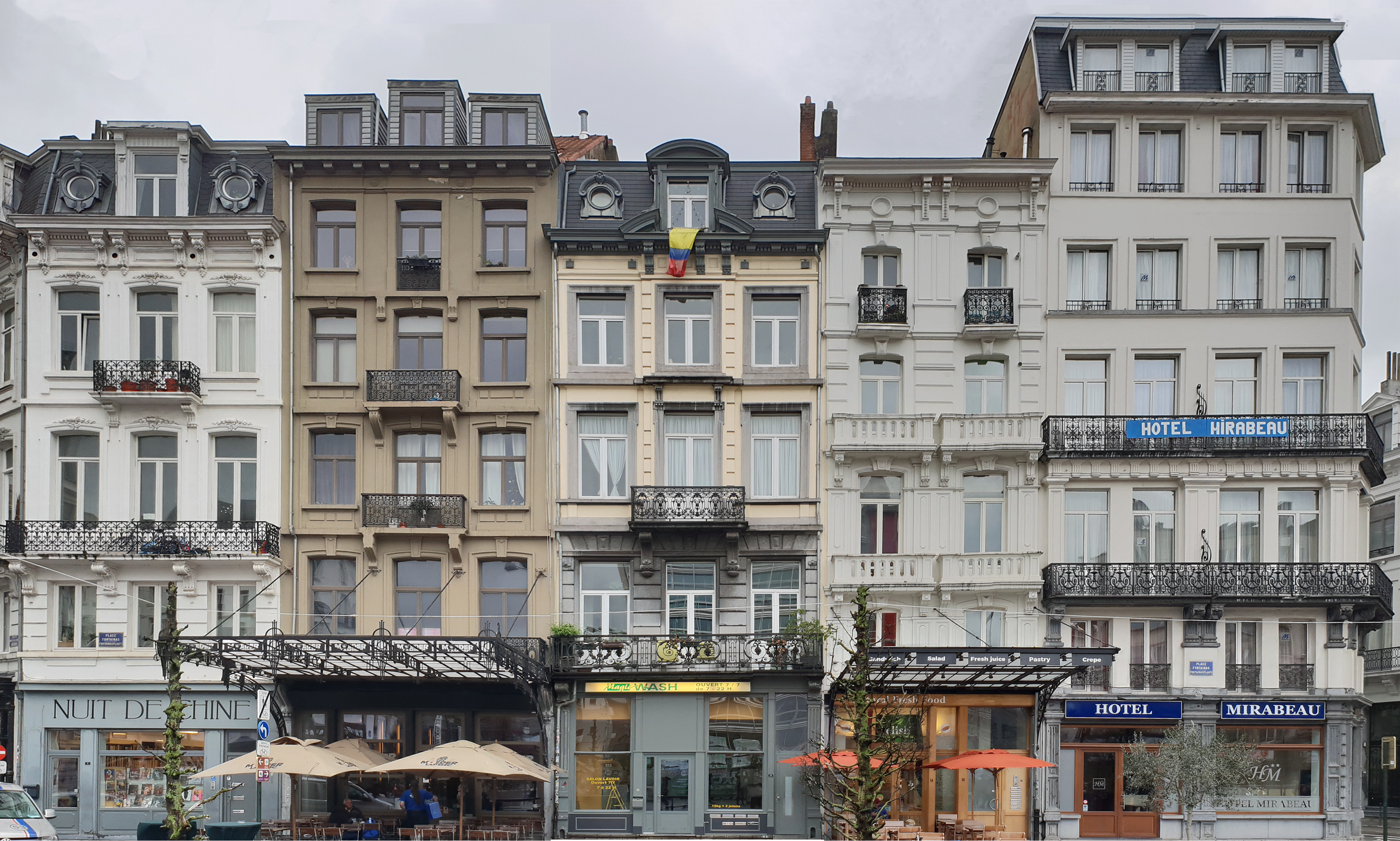
Place Fontainas

#### Quartiere della Senne
I terreni umidi e paludosi intorno a rue de la Senne e rue des Fabriques furono occupati da artigiani fin dal Medioevo. Un braccio del fiume attraversava le difese delle seconde mura a livello della Porta di Ninove, vicino alla piccola chiusa (Petite Écluse), che fungeva da porto. Successivamente, piccole industrie e molti birrifici artigianali, ora scomparsi, vi si sono stabiliti, che è ancora evidente dai nomi di rue du Houblon ("via del luppolo") e rue des Marchés aux Grains ("via del mercato del grano"). La Tour à Plomb ("Torre del piombo"), che è stata utilizzata per la produzione di pallini di piombo per la caccia, e rue de la Poudrière ("Via della polvere da sparo"), testimonia anche le precedenti attività del quartiere. A lungo trascurata dal trasferimento di aziende fuori dal centro, l'area è stata per qualche anno oggetto di un nuovo interesse a causa dei numerosi locali industriali dismessi convertiti in loft. L'area intorno a rue Antoine Dansaert, un nuovo quartiere alla moda, attrae una popolazione nuova, giovane e benestante, per lo più di lingua olandese. Questo nuovo sviluppi, che hanno come conseguenza l'aumento degli affitti e la gentrificazione, non sono senza problemi per gli abitanti meno fortunati del quartiere.

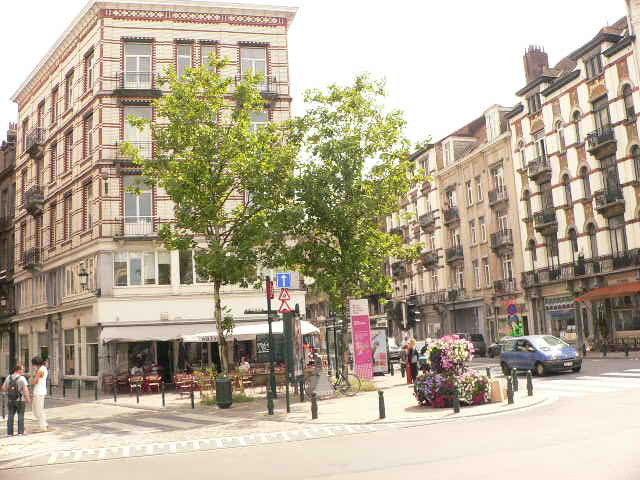
Rue Antoine Dansaert
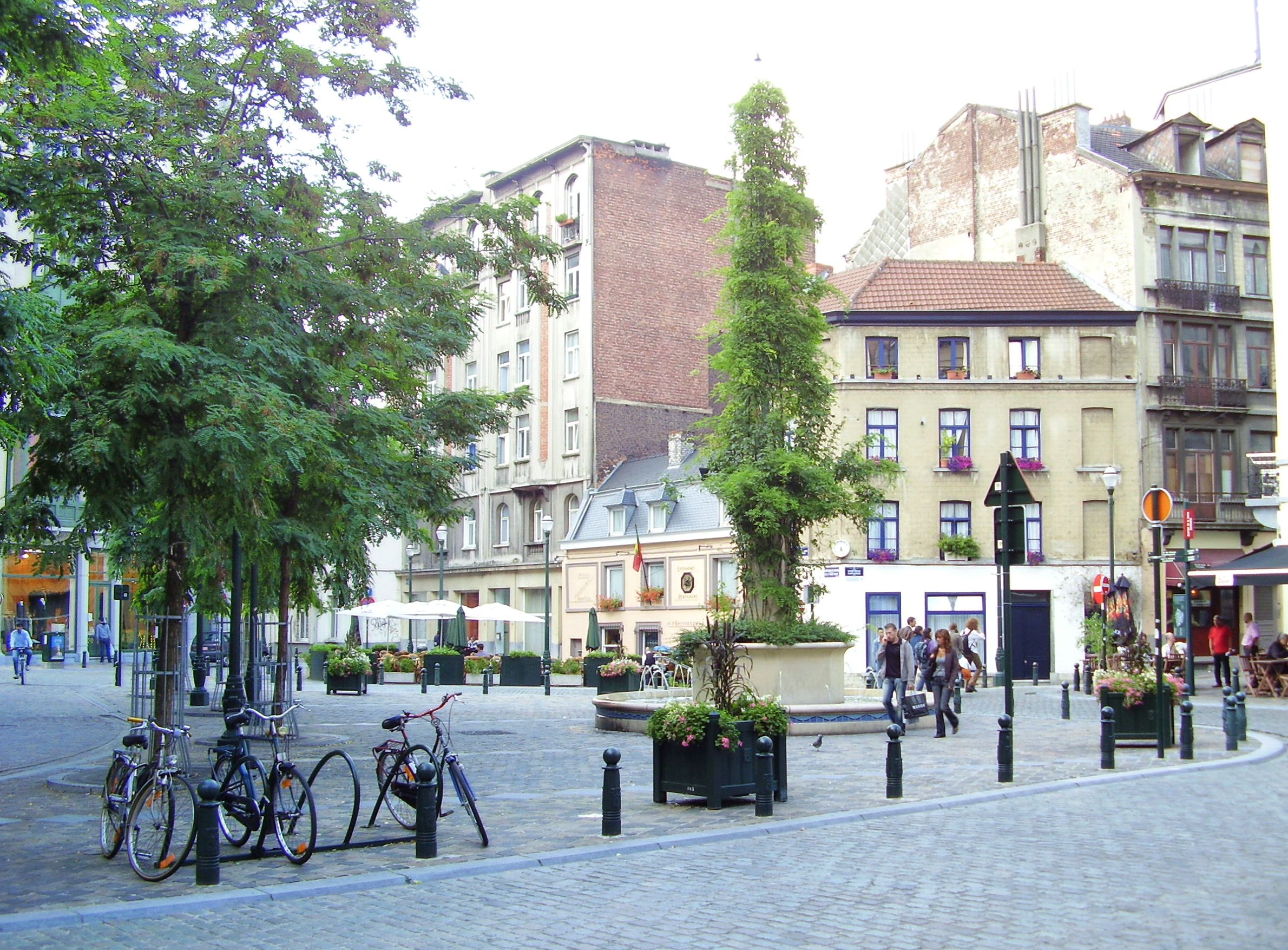
Place du Jardin aux fleurs
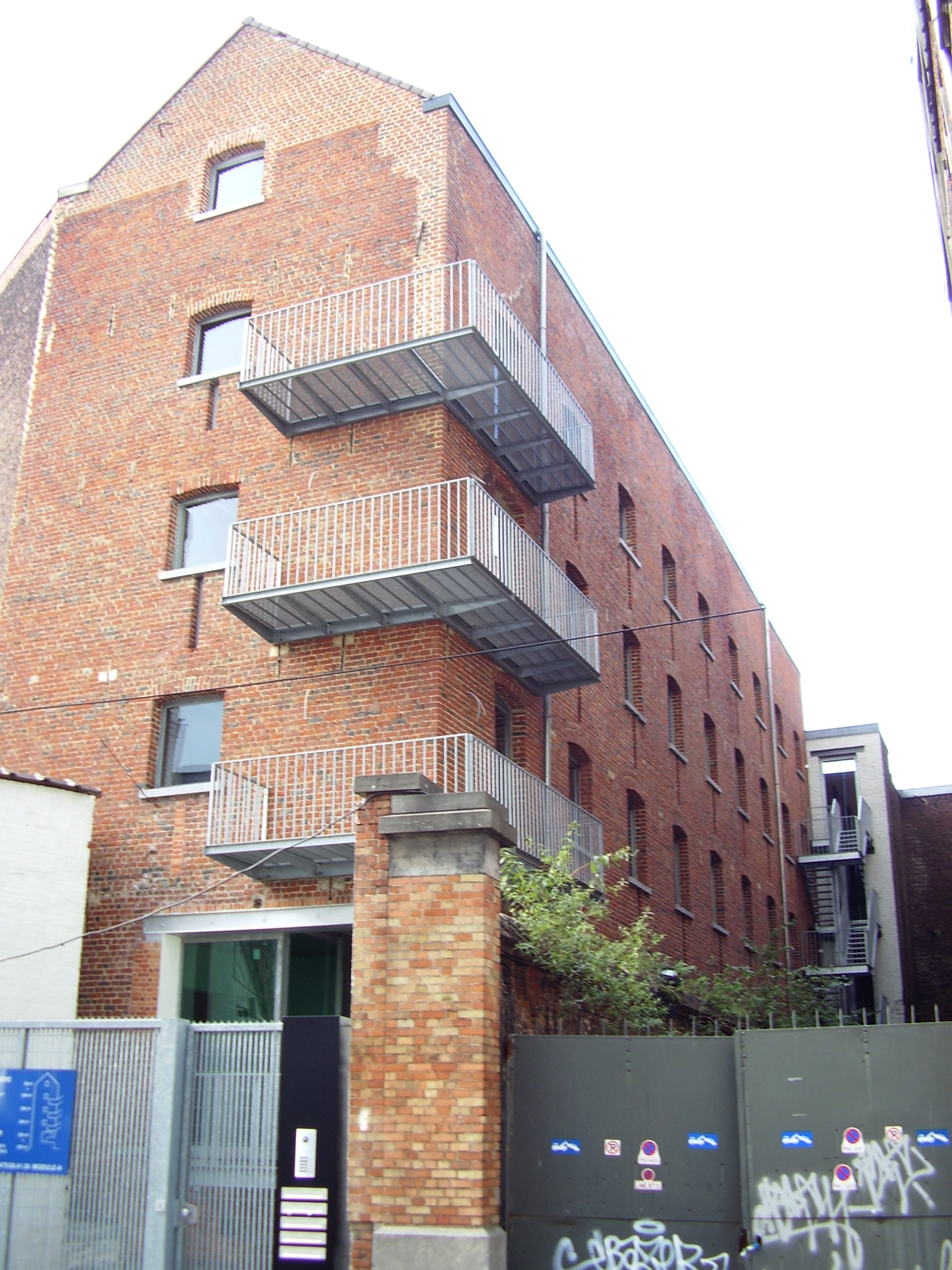
Loft
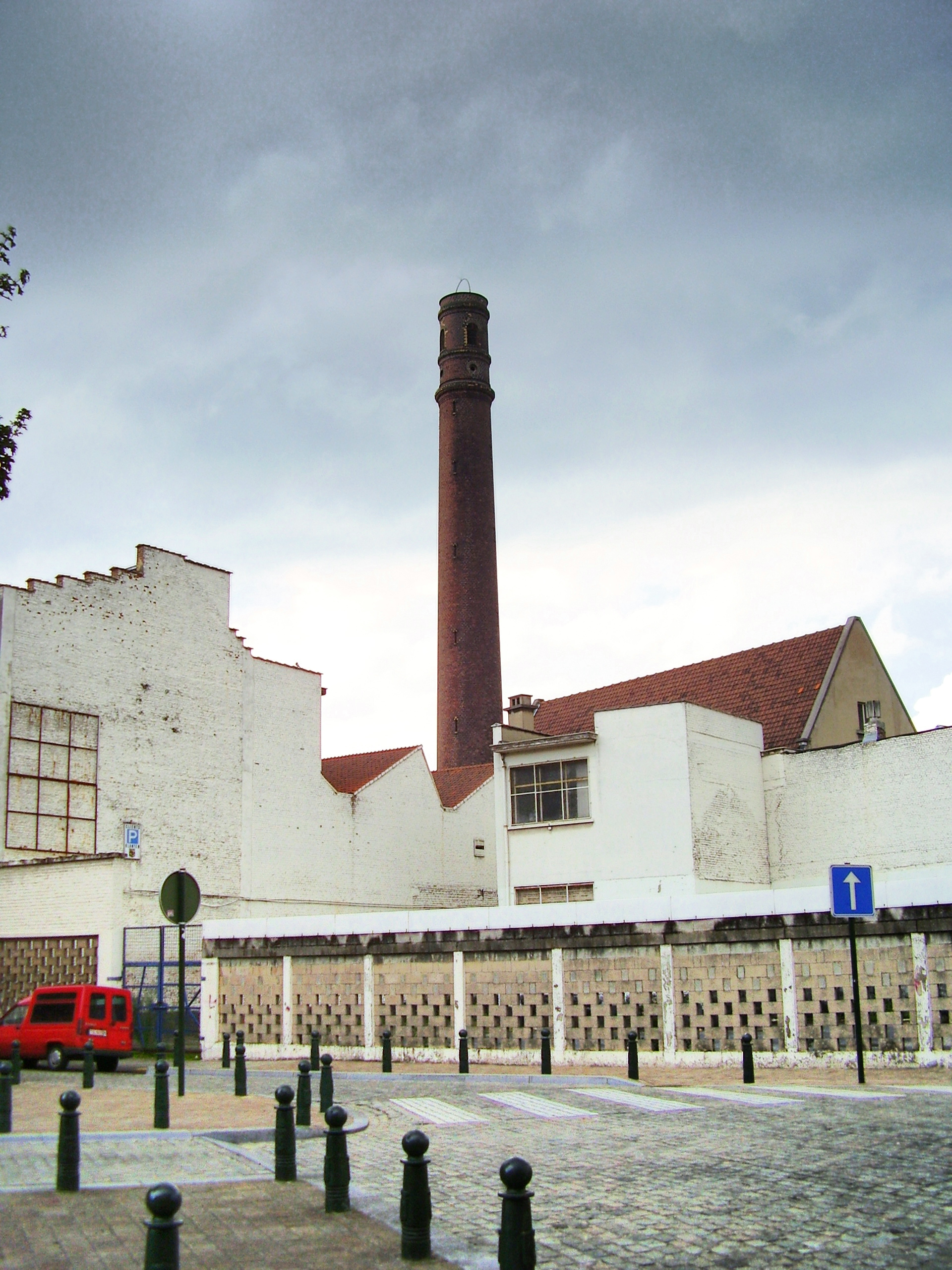
Tour à Plomb

#### Quartiere dei quai o quartiere marittimo
Questo quartiere è quello del vecchio porto di Bruxelles, che ha giocato a lungo il ruolo di ventre della città. Le barche provenienti dalla Schelda penetravano attraverso la Porte du Rivage, sul sito dell'attuale Piazza Yser, per raggiungere uno dei canali, di cui ogni bacino era riservato per un tipo di merci. Colmati nell'Ottocento, all'apertura del nuovo porto di Bruxelles, i canali sono sostituiti da ampi boulevard, i cui lati conservano nel loro nome il ricordo della loro funzione precedente: quai aux Briques, quai au Bois à Brûler, quai aux Pierres de Taille, quai au Foin, o riferimenti alle attività commerciali del quartiere: rue du Magasin, rue des Commerçants, rue du Marché aux Porcs e quai du Commerce. Lungo le banchine, numerose case borghesi appartenenti a ricchi mercanti hanno conservato gli ingressi ai magazzini. Sul boulevard de Ypres si possono ancora notare i grossisti alimentari, riforniti al giorno d'oggi da camion, che hanno sostituito le barche. Il quartiere comprende anche il Béguinage di Bruxelles, con la chiesa di San Giovanni Battista e il notevole Grand Hospice Pachéco.

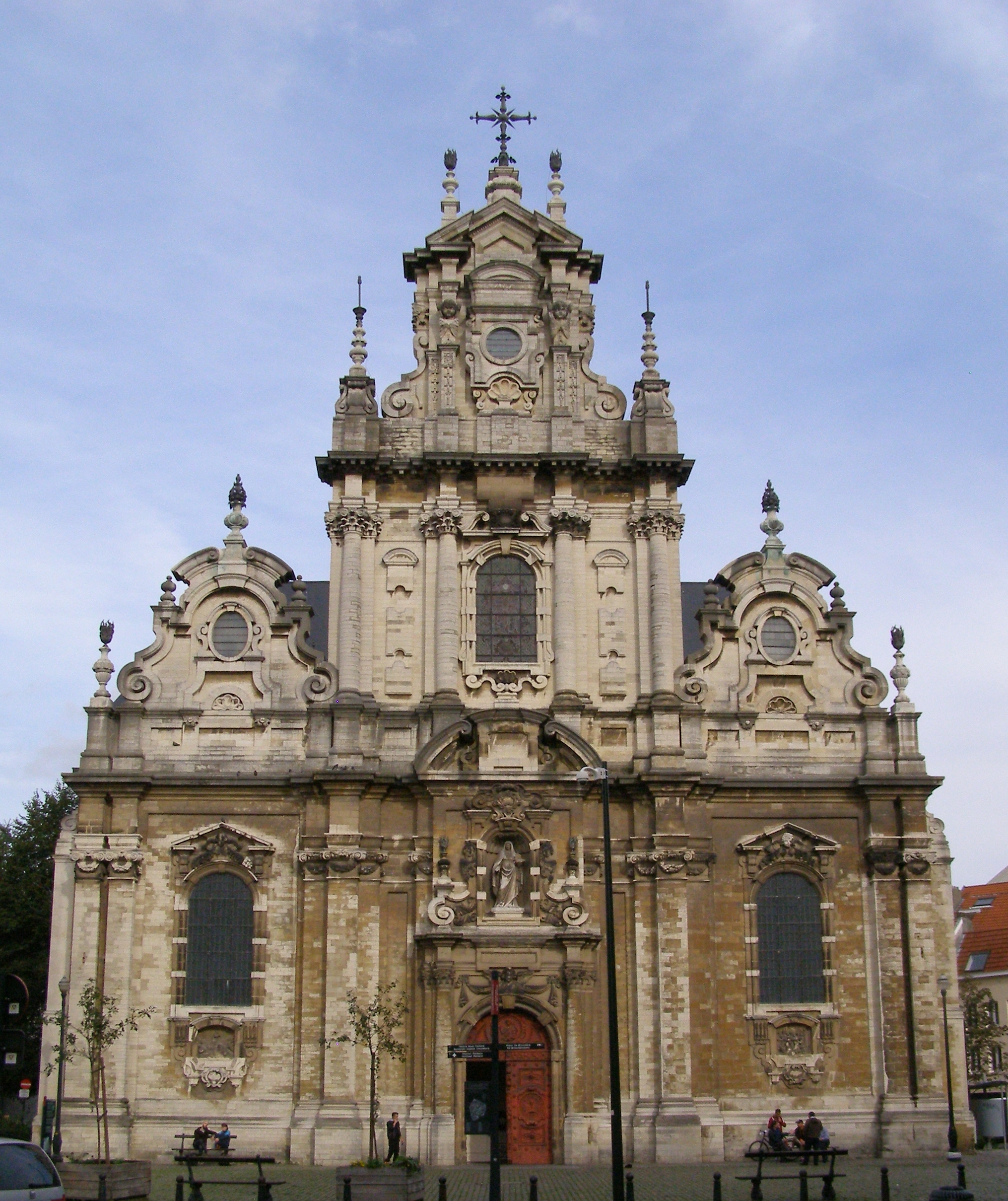
San Giovanni Battista al Beghinaggio
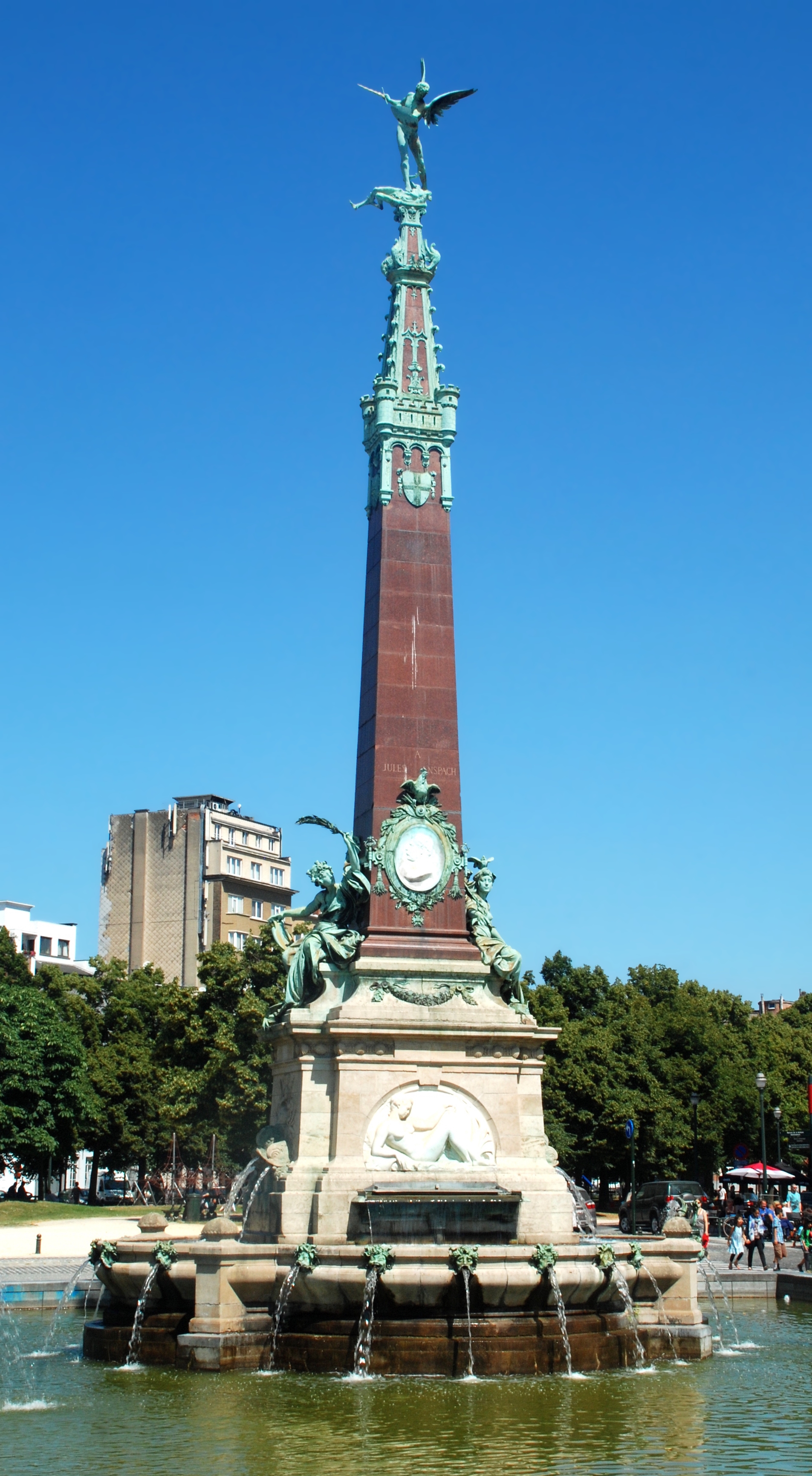
Fontana Anspach
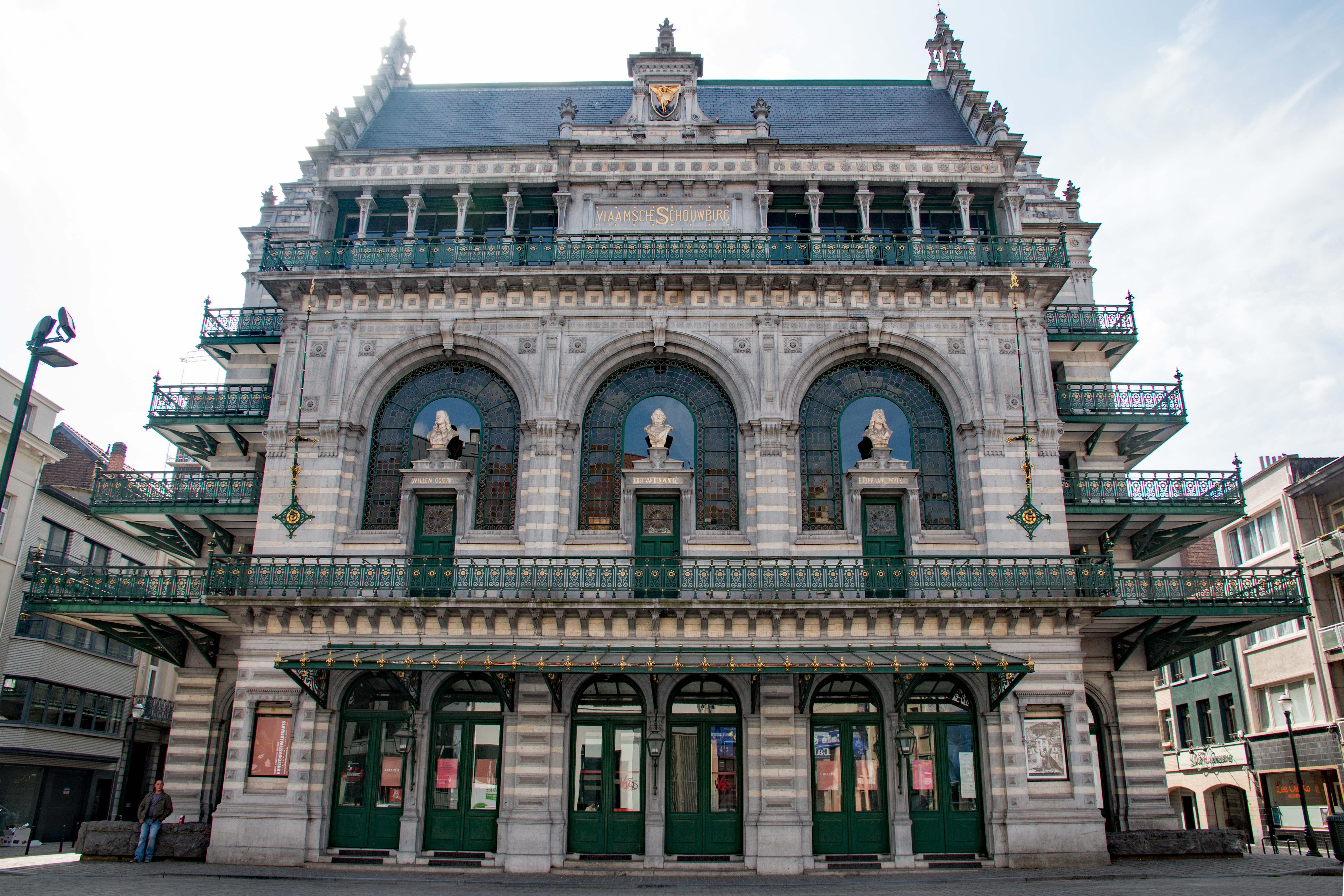
Teatro Reale Fiammingo di Bruxelles
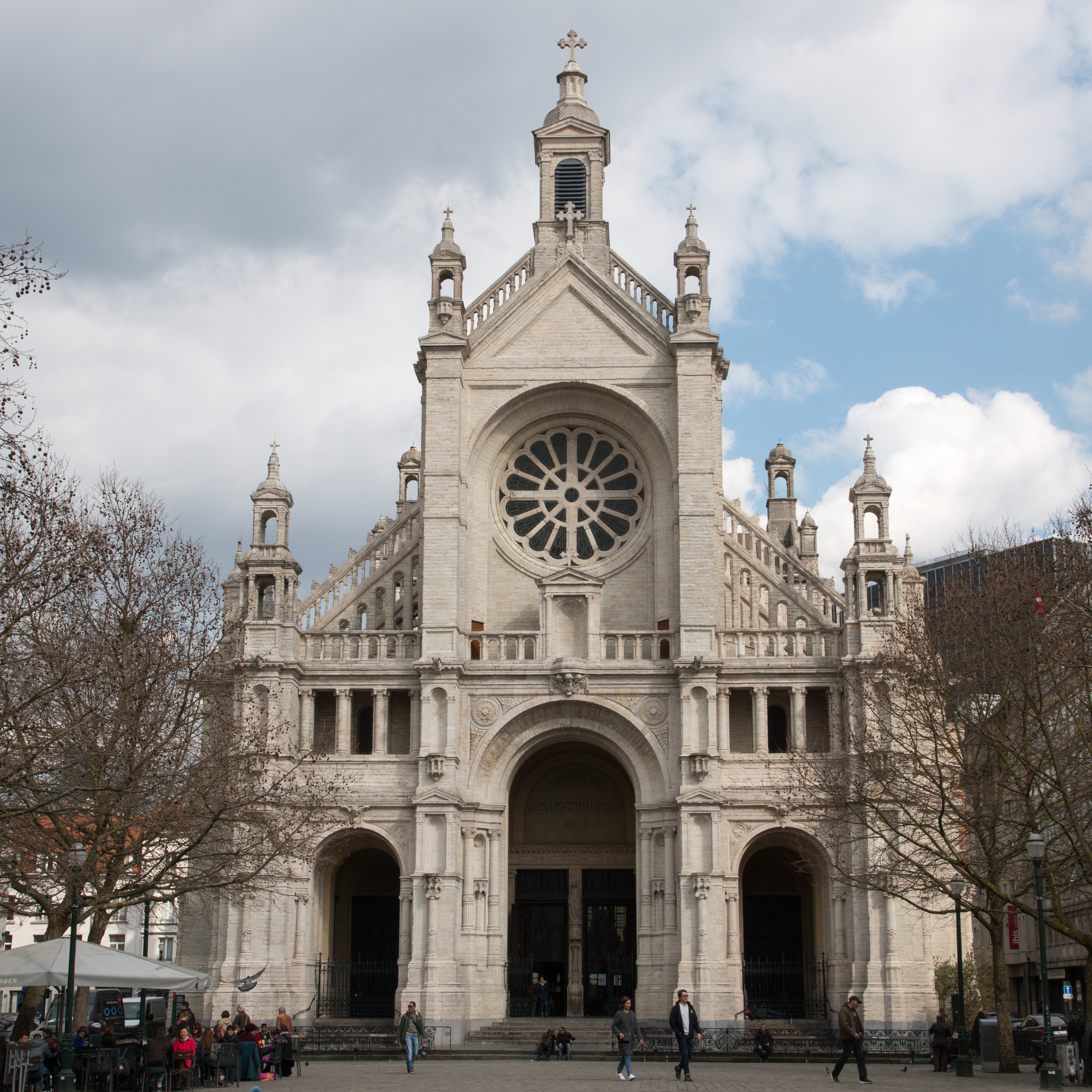
Chiesa di Santa Caterina
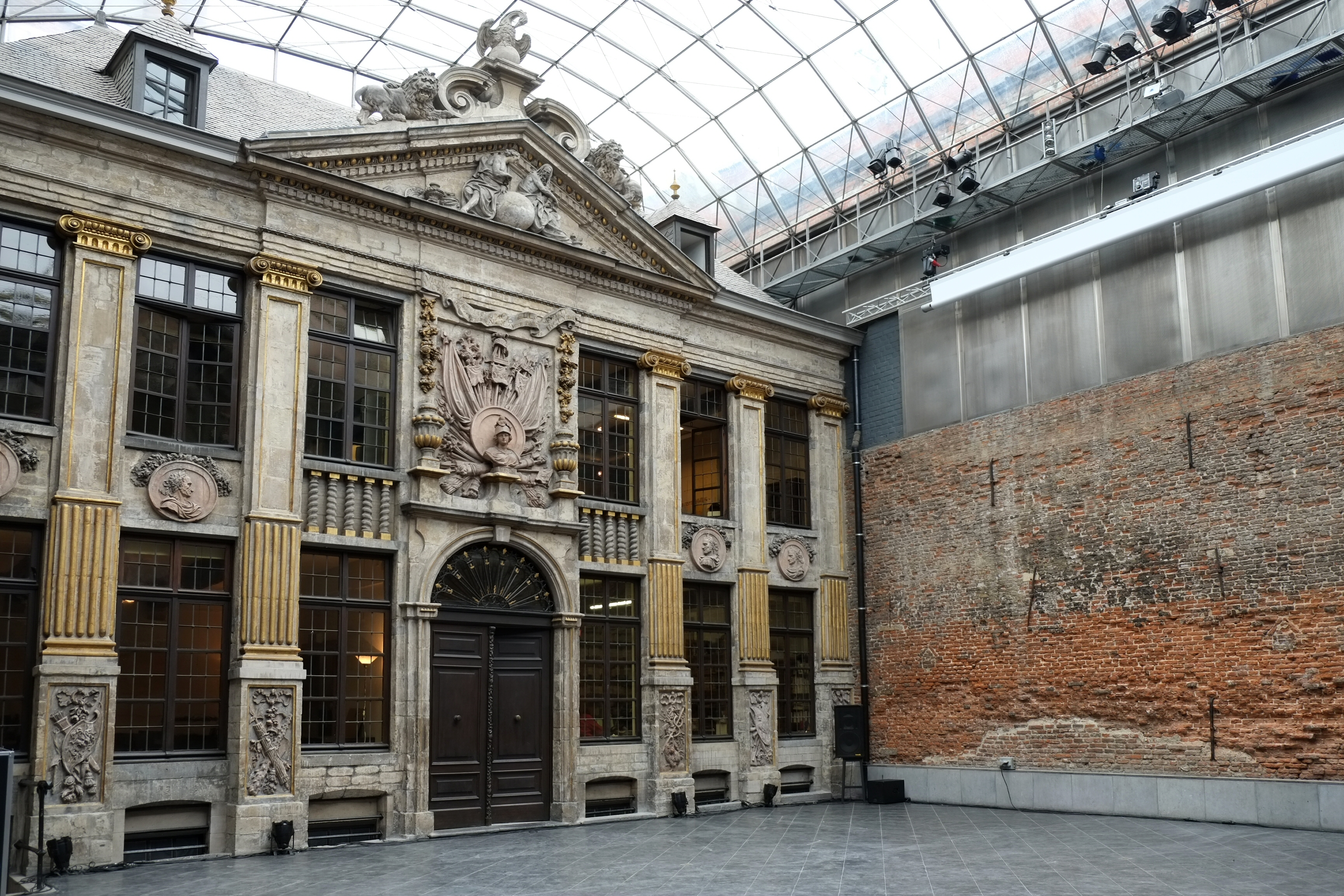
La Bellone

#### Quartiere Marais-Jacqmain
Pochi sono gli edifici nell'ex quartiere del Marais sfuggiti alla demolizione del XX secolo, dal boulevard Pachéco a Rue Neuve. Sono stati sostituiti dalla Città Amministrativa dello Stato, da stamperie, servizi bancari e gallerie commerciali. L'attuale tendenza è di ripristinare il mix sociale del quartiere attraverso la riqualificazione degli alloggi in ex edifici per uffici. Nonostante l'aspetto tormentato da lungo tempo del distretto, la tradizione di Meyboom è stata mantenuta per secoli, e gli ex magazzini Waucquez di Victor Horta (Art Nouveau) sono stati ristrutturati, dal 1993, per ospitare il Centro belga del fumetto. Un altro isolato conservato è la Place des Martyrs del XVIII secolo, in stile neoclassico, che è stata gradualmente rinnovata. Le vittime della rivoluzione belga del 1830 sono sepolte in una cripta aperta con un memoriale. Nelle vicinanze si trova Rue Neuve, una delle principali strade commerciali del Belgio, con i suoi due lati lunghi più di un chilometro interamente occupati da negozi; il Boulevard Adolphe Max, un'arteria tradizionale con facciate ottocentesche; e il Boulevard Émile Jacqmain dove è stato installato nel 2004, in un nuovo edificio, il Teatro Nazionale del Belgio La Monnaie/De Munt vicino a Place De Brouckère. Quest'ultimo, punto centrale molto frequentato del centro città, è dominato all'estremità meridionale da due torri d'uffici. Ma per il resto, ha totalmente (Hotel Metropole e il vicino Hotel Atlanta) o parzialmente (cinema UGC) conservato le vecchie facciate.

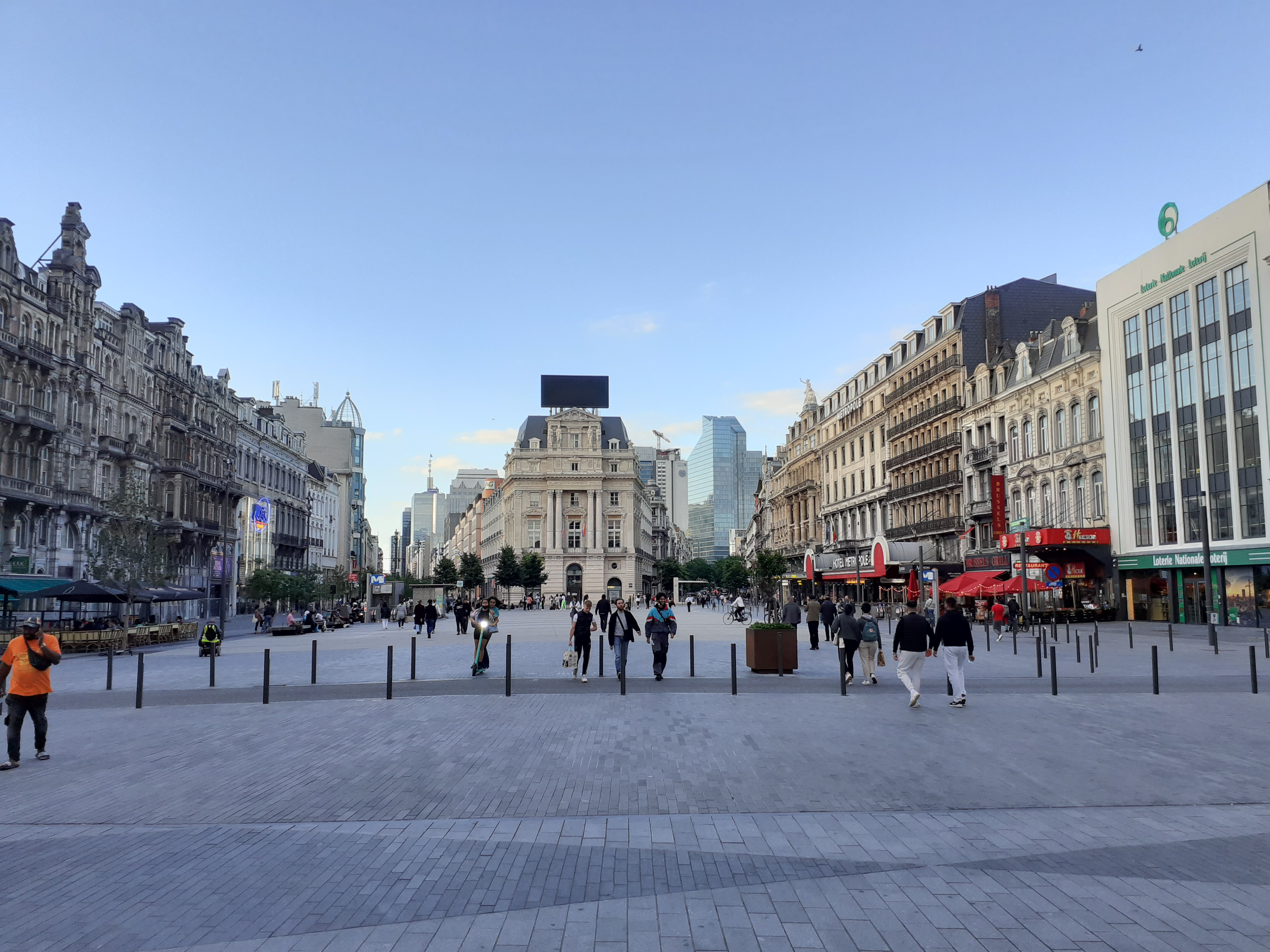
Place De Brouckère
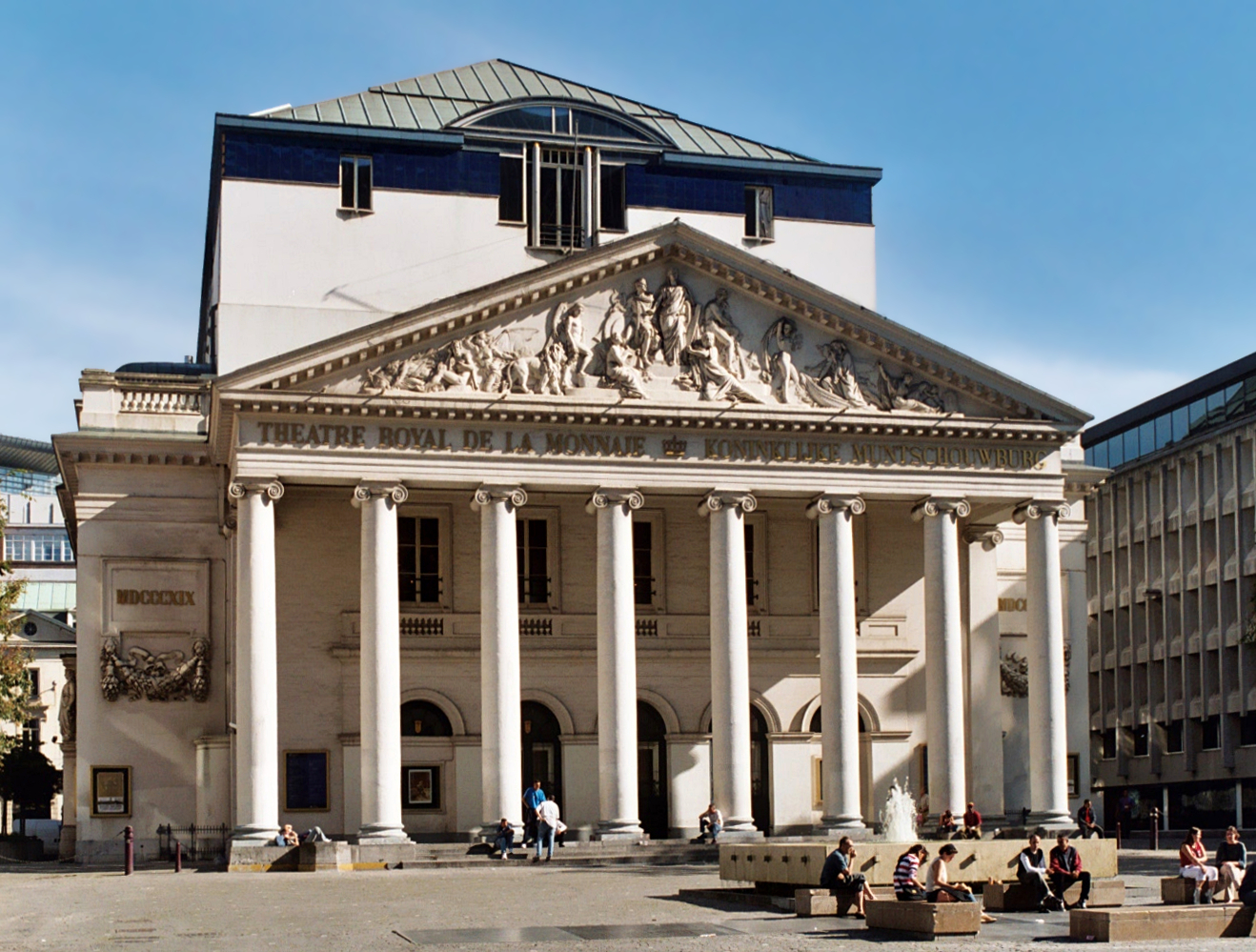
Teatro La Monnaie/De Munt
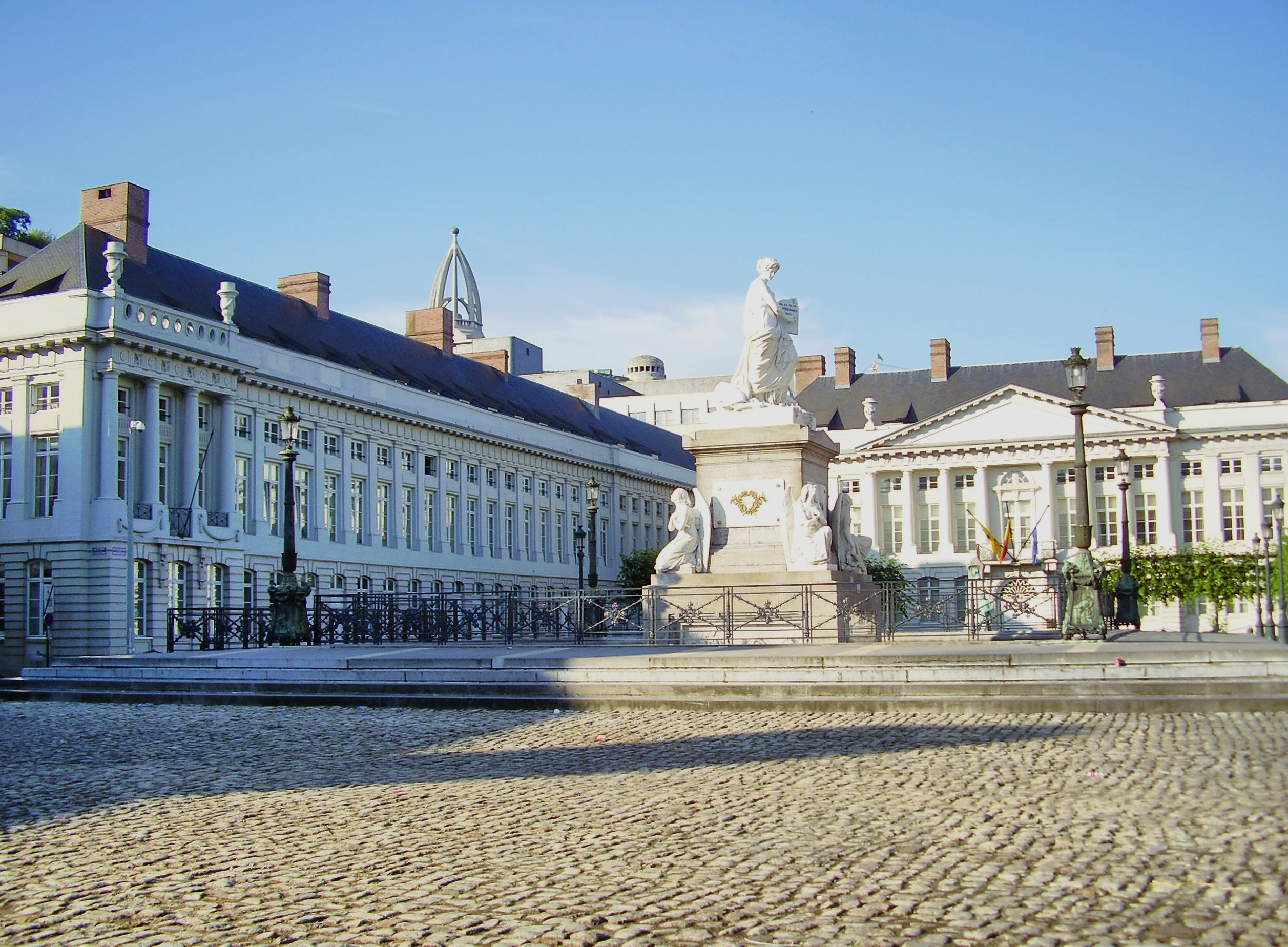
Place des Martyrs
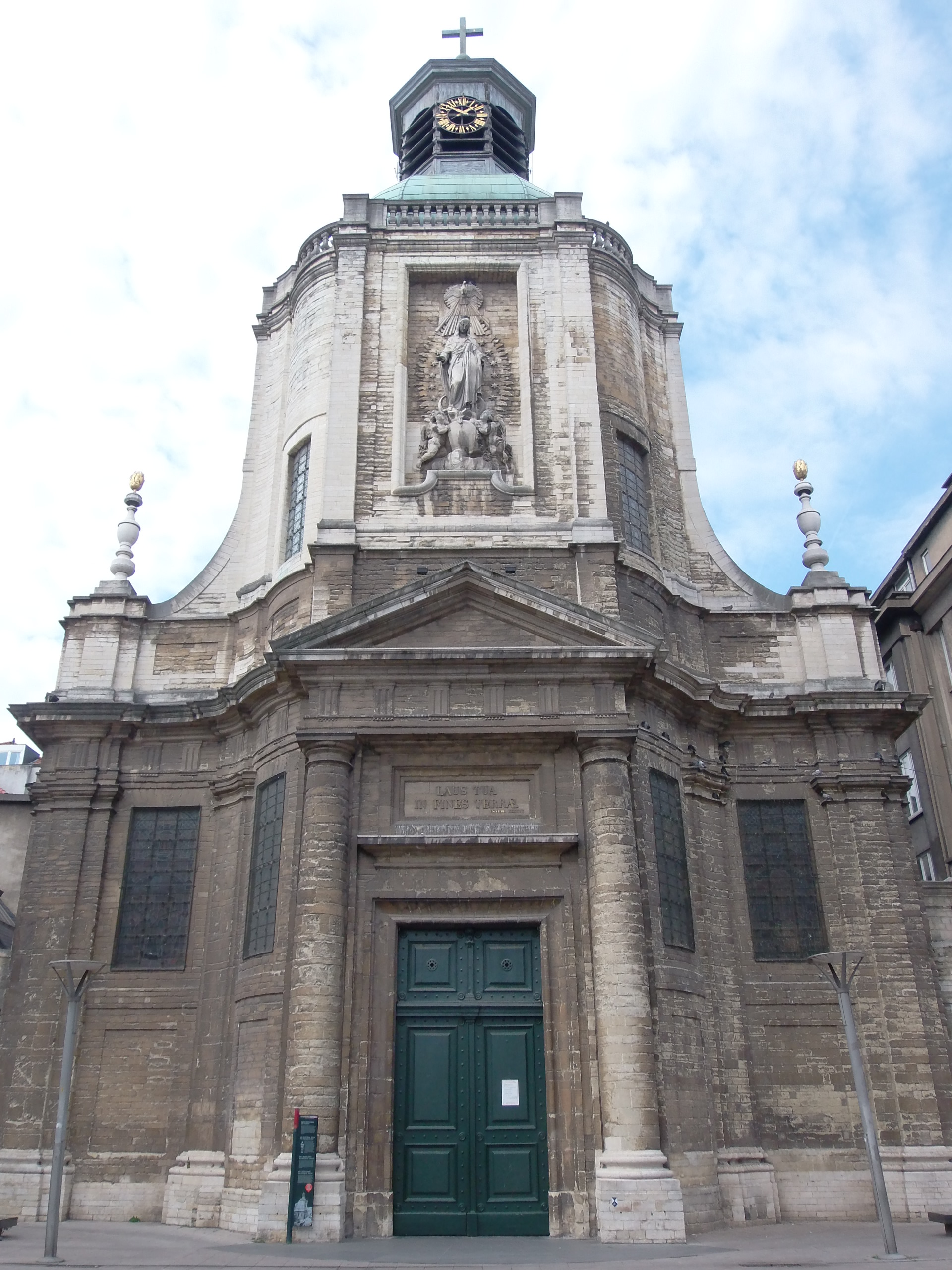
Notre-Dame du Finistère
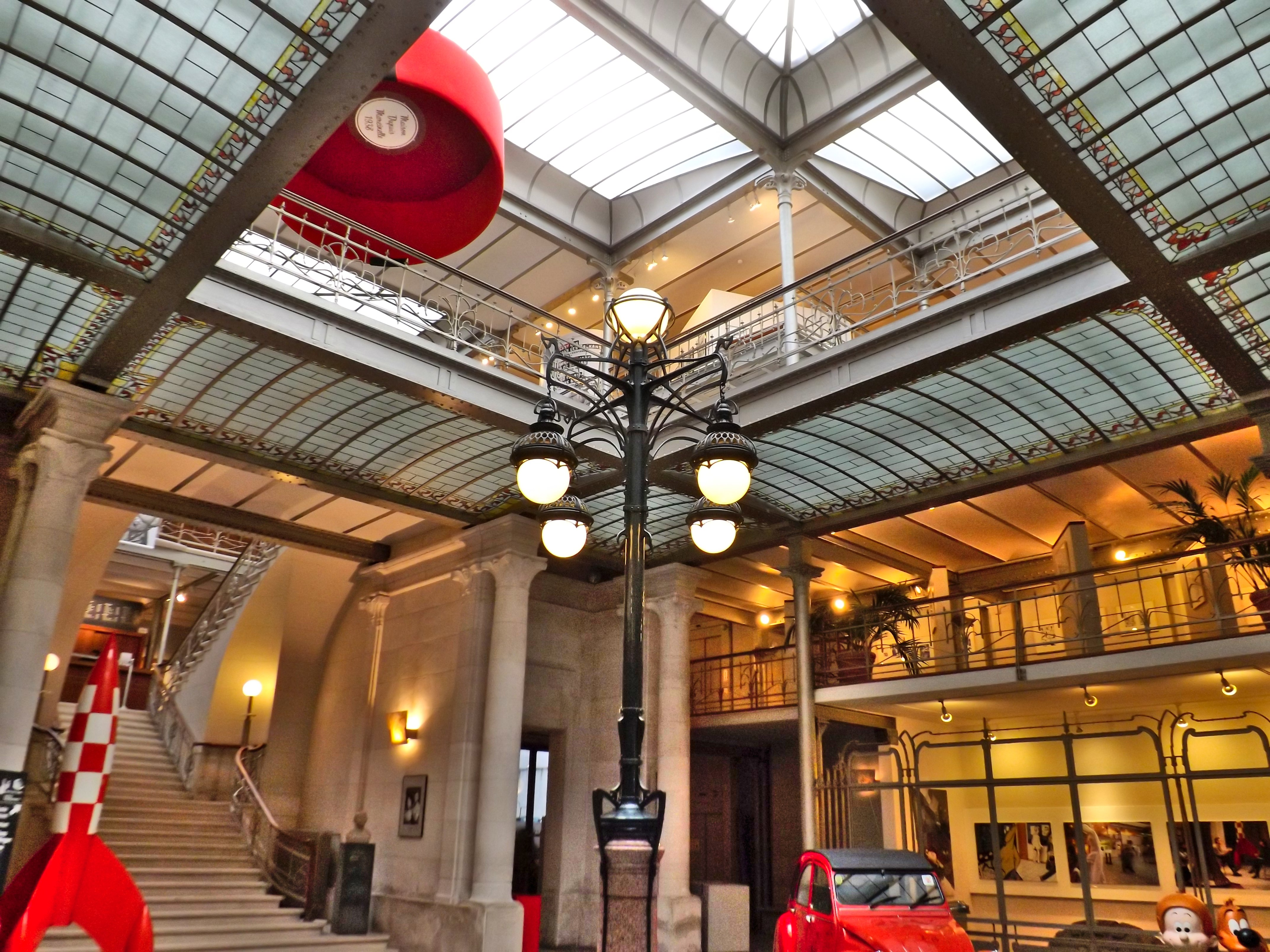
Centro belga del fumetto

#### QuartiereLibertés
Il quartiere Libertés, situato tra il Parlamento belga e la Rue Royale, non lontano dall'incrocio con la petite ceinture (Arts-Loi), ha il suo punto focale nella Colonna del Congresso, costruita in memoria del Congresso Nazionale del 1830-31, fondatore delle libertà democratiche nel Belgio; vi si trova anche la tomba del Milite Ignoto con la Sacra Fiamma. Non lontano da qui sorge l'Hotel Astoria, un palazzo del 1911, in fase di ristrutturazione e ampliamento. Nel diciannovesimo secolo, il distretto era conosciuto come Notre-Dame-aux-Neiges ed era abitata in maggioranza da gente della classe operaia. Il desiderio delle autorità di ripulire le parti squallide della città ha portato all'espulsione della popolazione e alla completa distruzione del quartiere. Un nuovo quartiere borghese vi è stato completamente ricostruito nell'ultimo quarto del secolo XIX. La scelta della toponomastica fu fatta per commemorare il ricordo dell'indipendenza belga: Piazza della Libertà, Piazza delle Barricate, Via della Rivoluzione, Via del Congresso, ecc. Le quattro strade che si affacciano su Piazza della Libertà portano i nomi delle quattro libertà costituzionali, simboleggiate dalle quattro figure femminili circostanti la Colonna del Congresso: libertà di stampa, religione, associazione e istruzione. Questo eclettico complesso urbano è oggi uno dei meglio conservati del Pentagono.

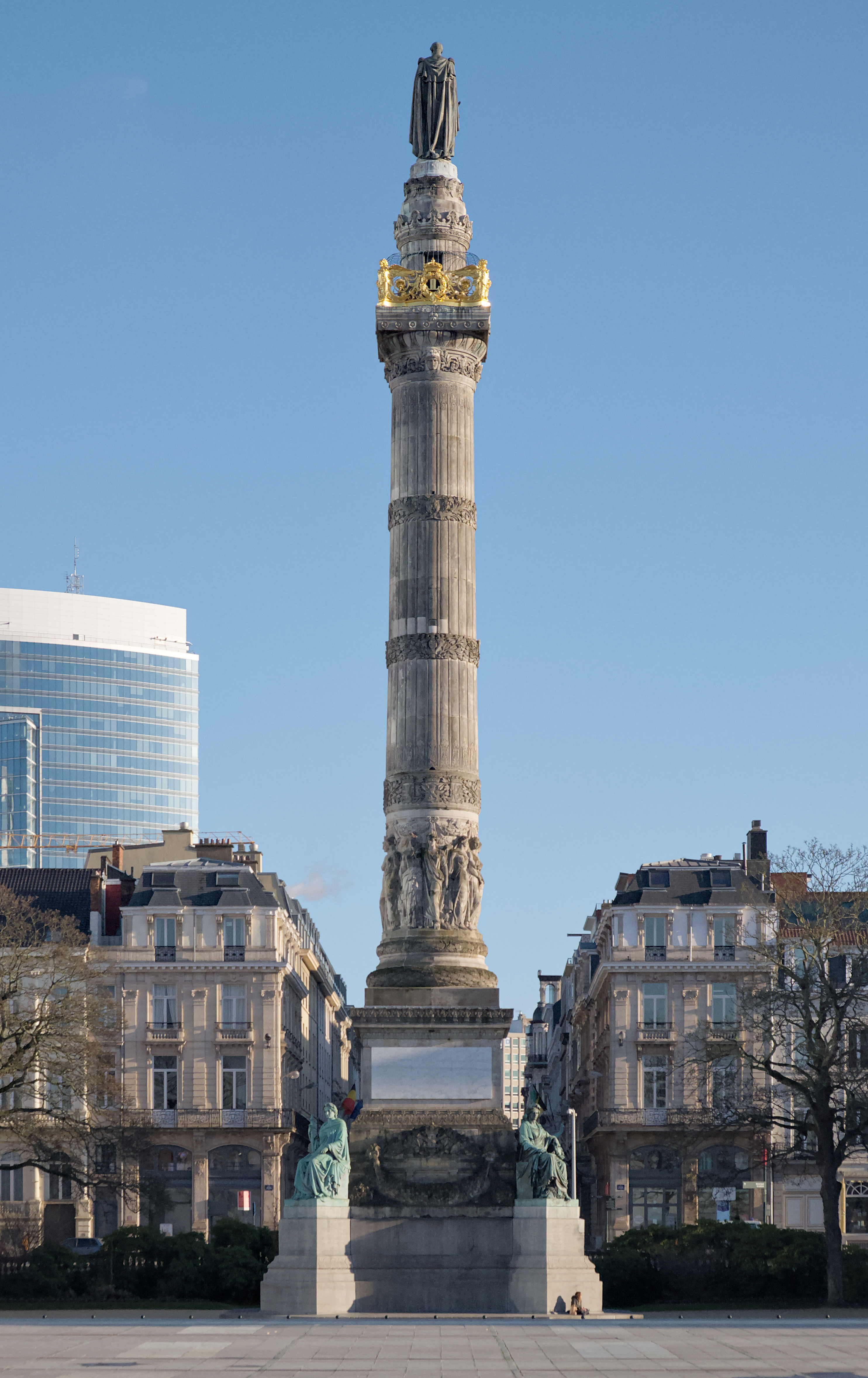
Colonne du Congrès
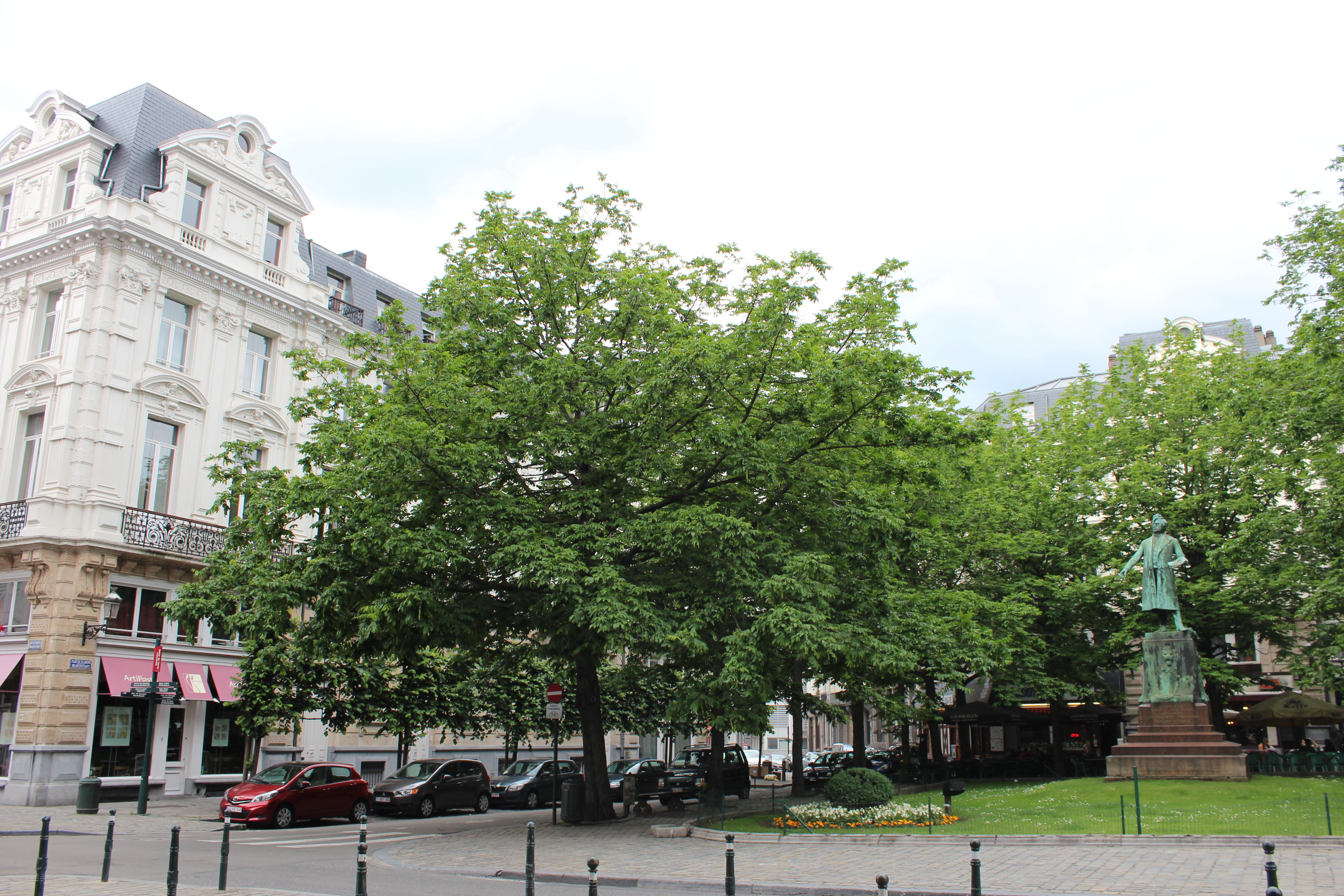
Place de la Liberté
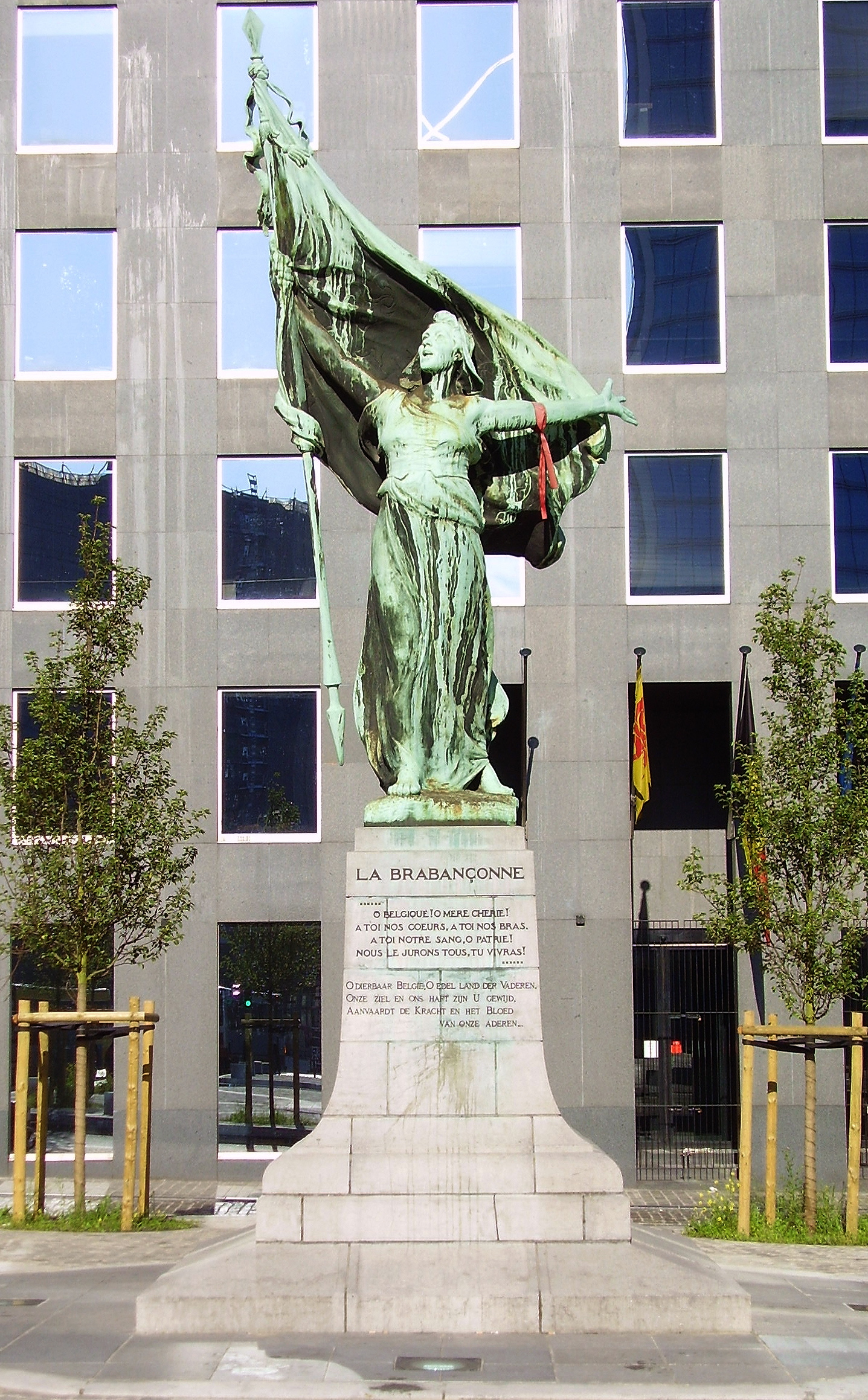
Place Surlet de Chokier
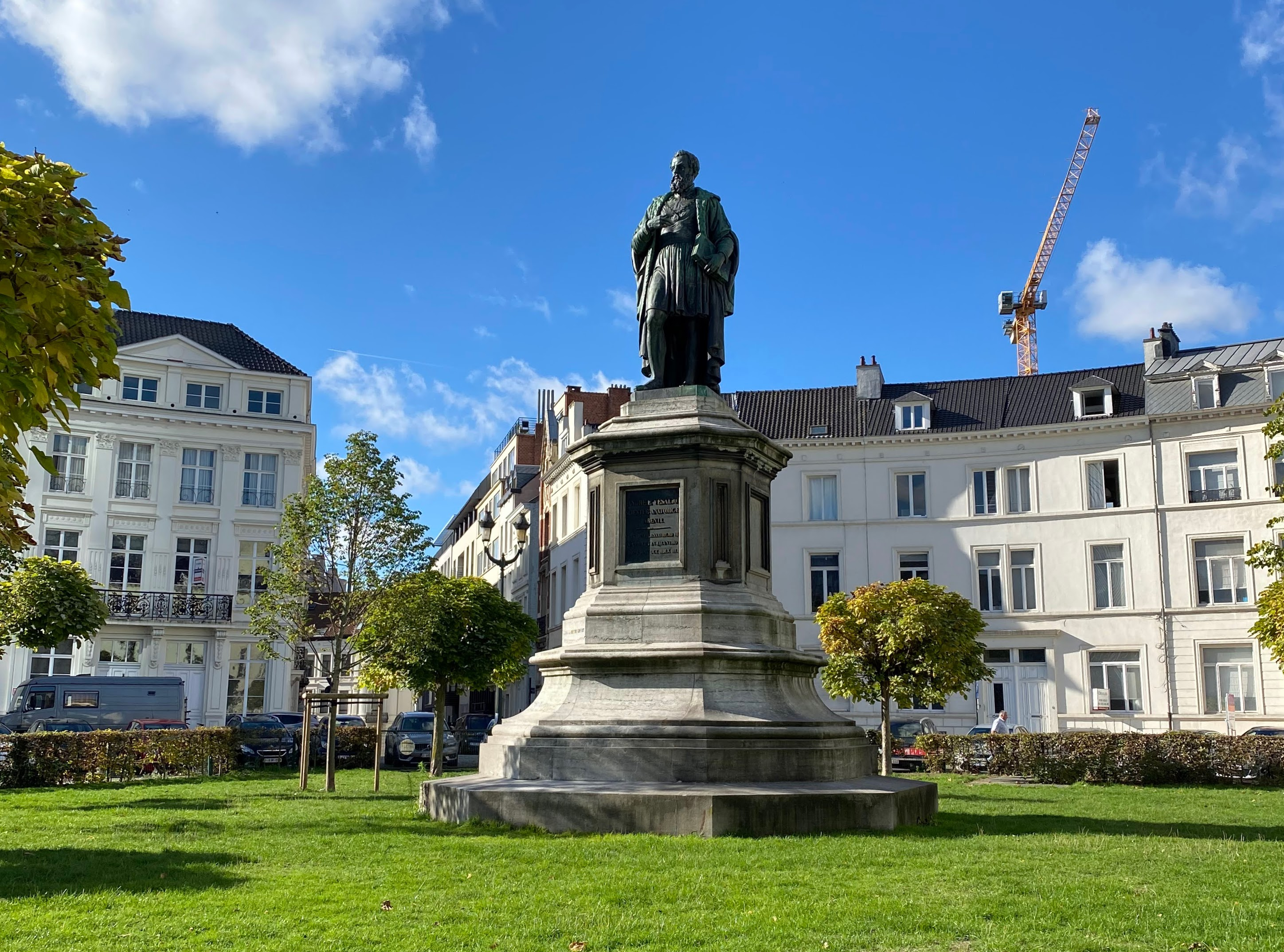
Place des Barricades

### Quartieri sud (Louise, Cambre-Etoile, Solbosch)
Sono composti da Avenue Louise, che raggiunge il Bois de la Cambre, l'avenue Franklin Roosevelt, il Solbosch che la percorre e alcune strade adiacenti.

Avenue Louise
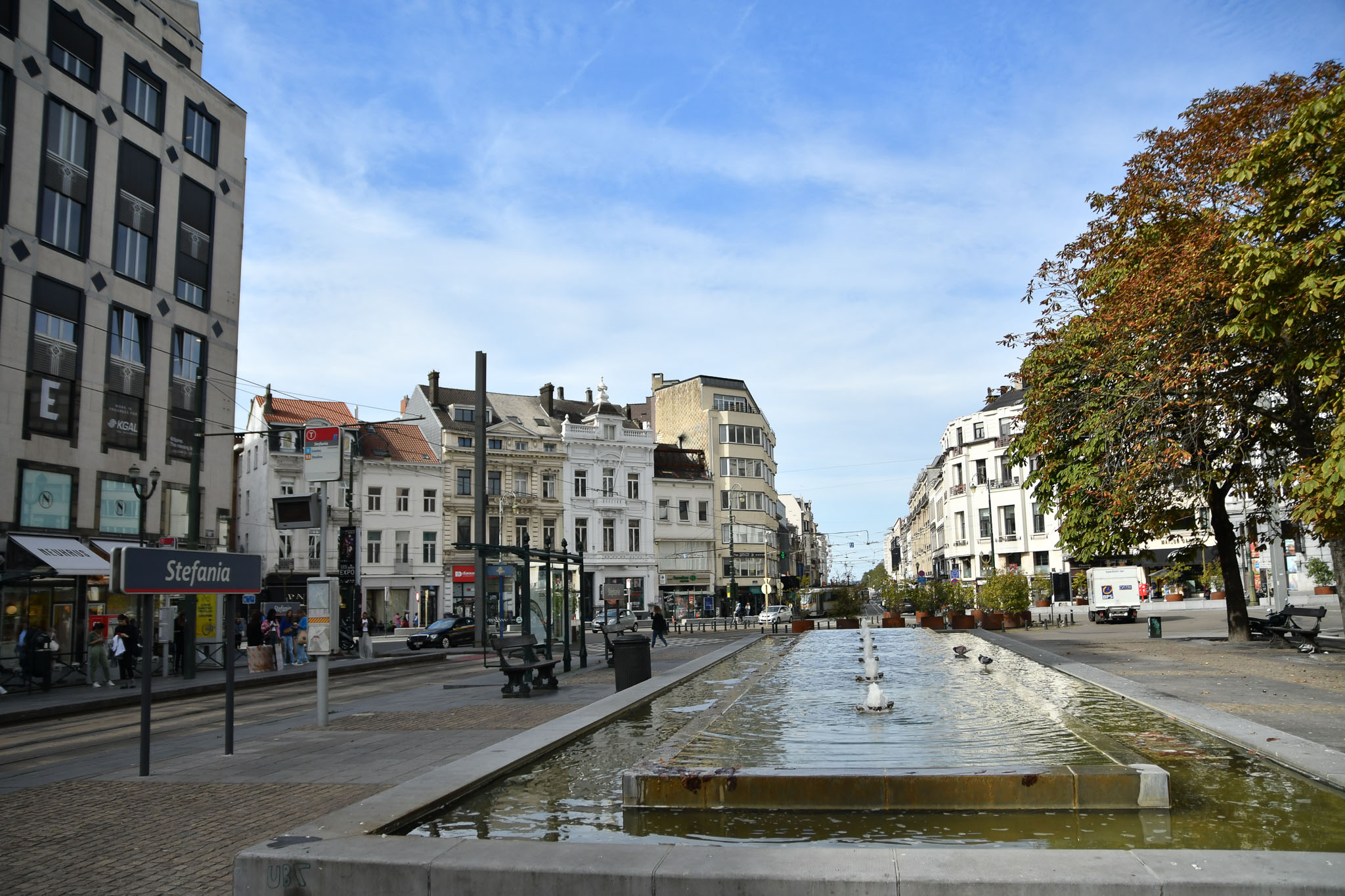
Place Stéphanie
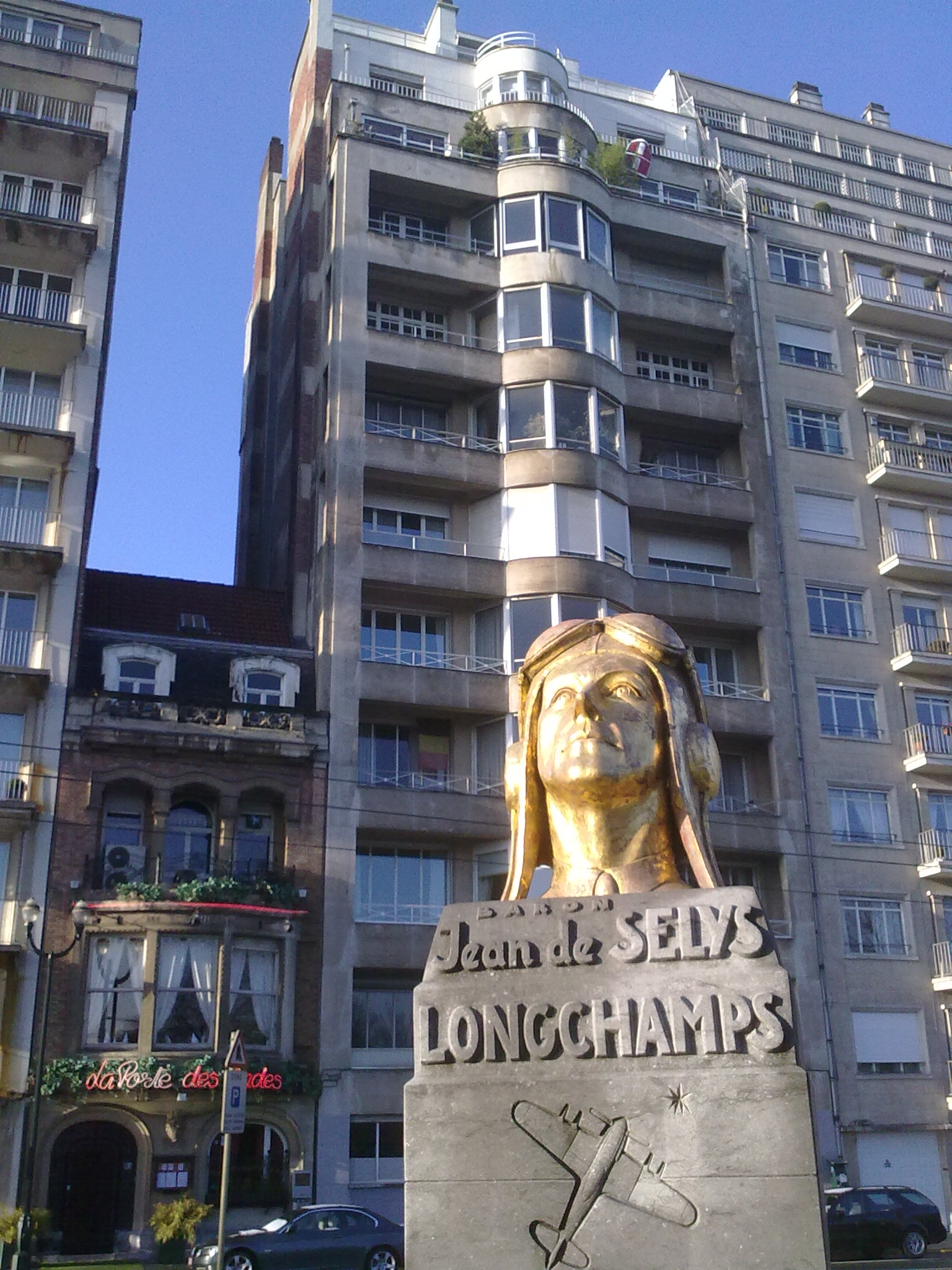
Statua all'aviatore Jean de Selys Longchamps, av. Louise
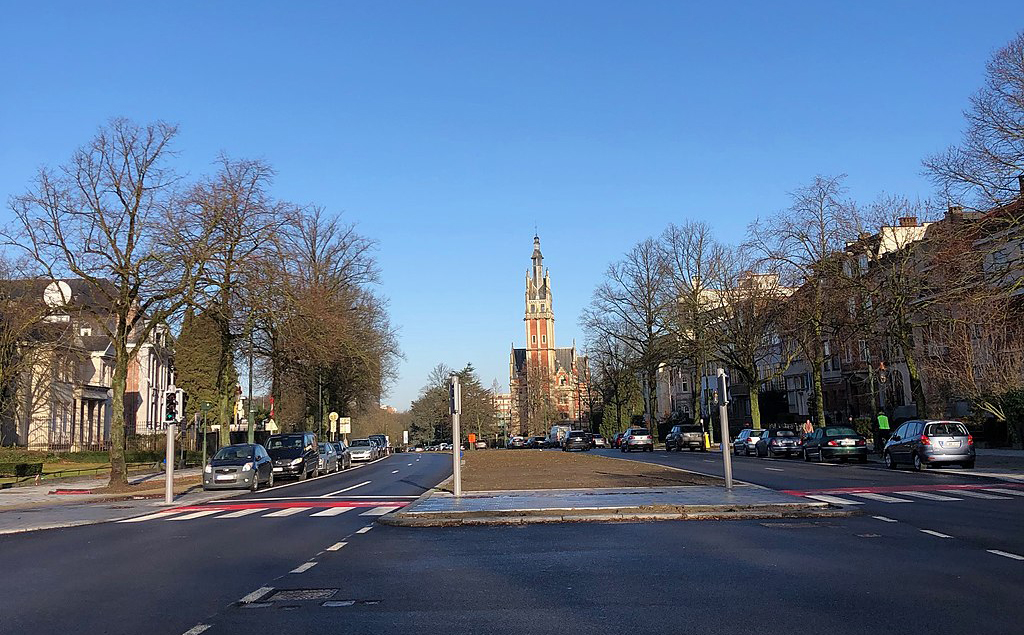
Avenue Franklin Roosevelt
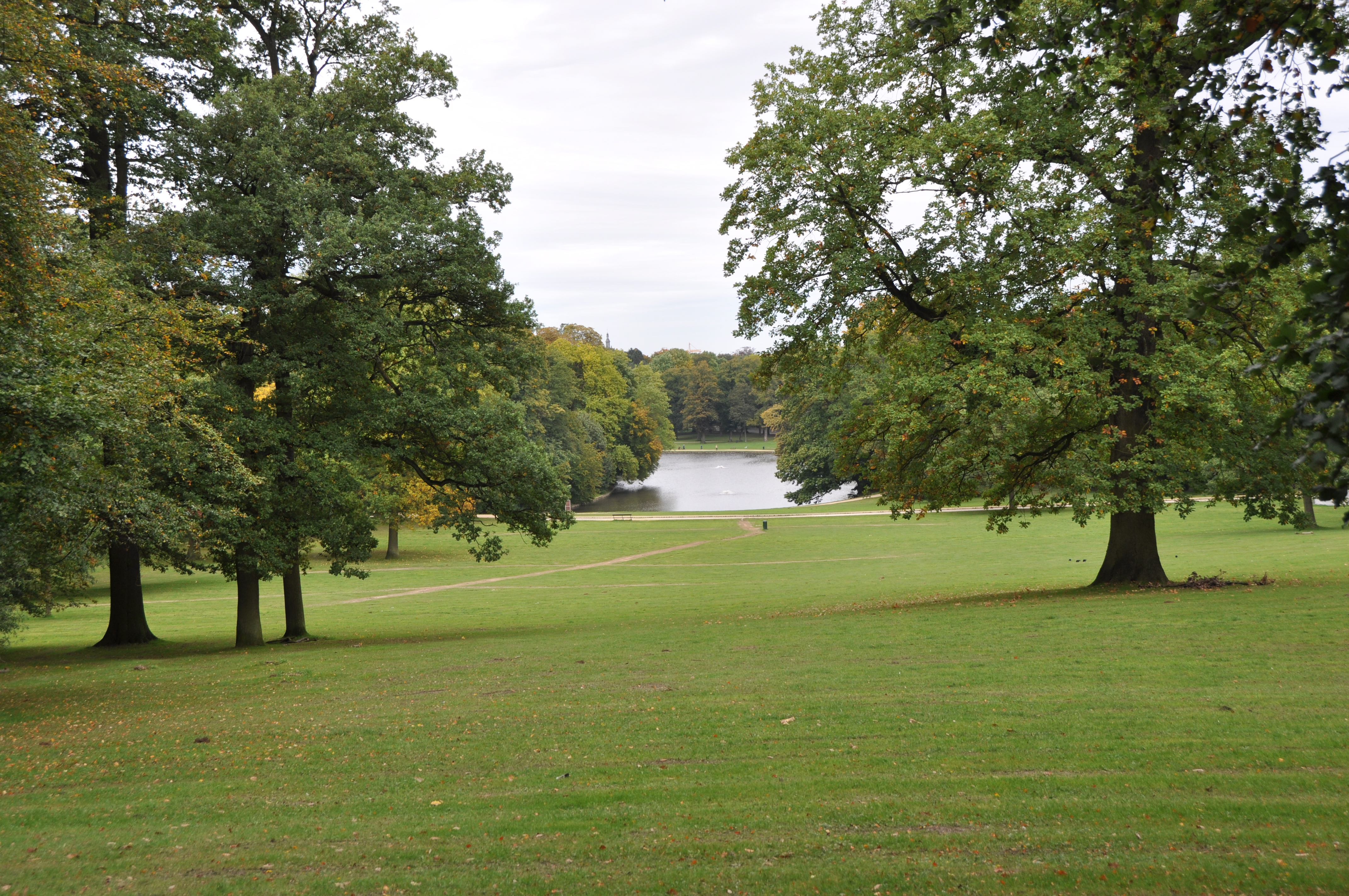
Bois de la Cambre

### Quartieri est (Quartiere europeo)
Il distretto europeo si trova nella zona est del comune di Bruxelles, nel distretto di Lussemburgo e nel distretto di Schuman. Il Parlamento europeo è stato costruito vicino a Place du Luxembourg, sull'Espace Léopold. La Commissione europea, ospitata nell'edificio denominato Berlaymont, si trova nel distretto di Schuman, vicino alla rotonda con lo stesso nome e al Parco del Cinquantenario. A Schuman sorgono anche gli edifici del Consiglio dell'Unione europea e del Consiglio europeo (edificio Europa) e il Residence Palace.
A nord del quartiere europeo si trova il "quartiere delle piazze", residenziale (Marie-Louise, Palmerston, Ambiorix, Marguerite).
Il distretto europeo è servito da due stazioni ferroviarie, la stazione ferroviaria Bruxelles-Schuman e la stazione ferroviaria Bruxelles-Luxembourg, che è sotterranea ed era precedentemente chiamata stazione Quartier Léopold, di cui rimane solo l'edificio centrale che si affaccia sulla Place du Luxembourg. L'area è anche attraversata da due linee della metropolitana di Bruxelles, la linea 1 e la linea 5 (fermate Arts-Loi, Maalbeek, Schuman).
Il Quartier Léopold (Leopoldswijk) venne creato dalla Società civile per l'ampliamento e l'abbellimento di Bruxelles 4 ottobre 1837 e prende il nome dal re Leopoldo I del Belgio.
Il 15 novembre 1835, Ferdinand de Meeûs e soci Coghen Jacques e François Xavier Benard aveva già creato una società civile per l'acquisizione di beni immobili e avevano comprato terre sul territorio del contiguo comune di Saint-Josse-ten-Noode.
L'idea di costruire la chiesa di Saint-Joseph a Bruxelles per incoraggiare i ricchi in quest'area molto scarsamente abitata è stata una delle conquiste più riuscite. In questa occasione è stata realizzata una bellissima medaglia di bronzo. Il cardinale è venuto a benedire la chiesa e le autorità erano presenti. La chiesa fu affidata ai Redentoristi che non erano abituati a sedersi in una chiesa così bella. Ben presto fu creato un convento per questi preti. Un'altra perla del distretto Leopoldo fu la sala detta Concert Noble.
A poco a poco le migliori dimore furono costruite dai membri della nobiltà e della borghesia superiore. Rue de la Loi, rue d'Arlon e rue de Trèves ne furono trasformate, così come l'Avenue des Arts. Uno zoo attirava i giovani. La biblioteca Solvay esiste ancora. La parrocchia di Saint-Josse-ten-Node soffrì molto dalla presenza così vicina dei Redentoristi, ma non ha esitato a inviare il Vicario De Maeyer per organizzare raccolte parrocchiali.
La maggior parte delle istituzioni europee a Bruxelles si sono stabilite lì, con edifici amministrativi che sostituiscono la maggior parte degli alberghi e delle case borghesi nella zona. Di conseguenza, è diventato il primo distretto aziendale della città, con l'afflusso di sedi centrali e uffici di lobbying nelle immediate vicinanze delle istituzioni europee.
Il cimitero del Quartier Léopold si trova nel comune di Saint-Josse; vi è sepolto il pittore francese David.

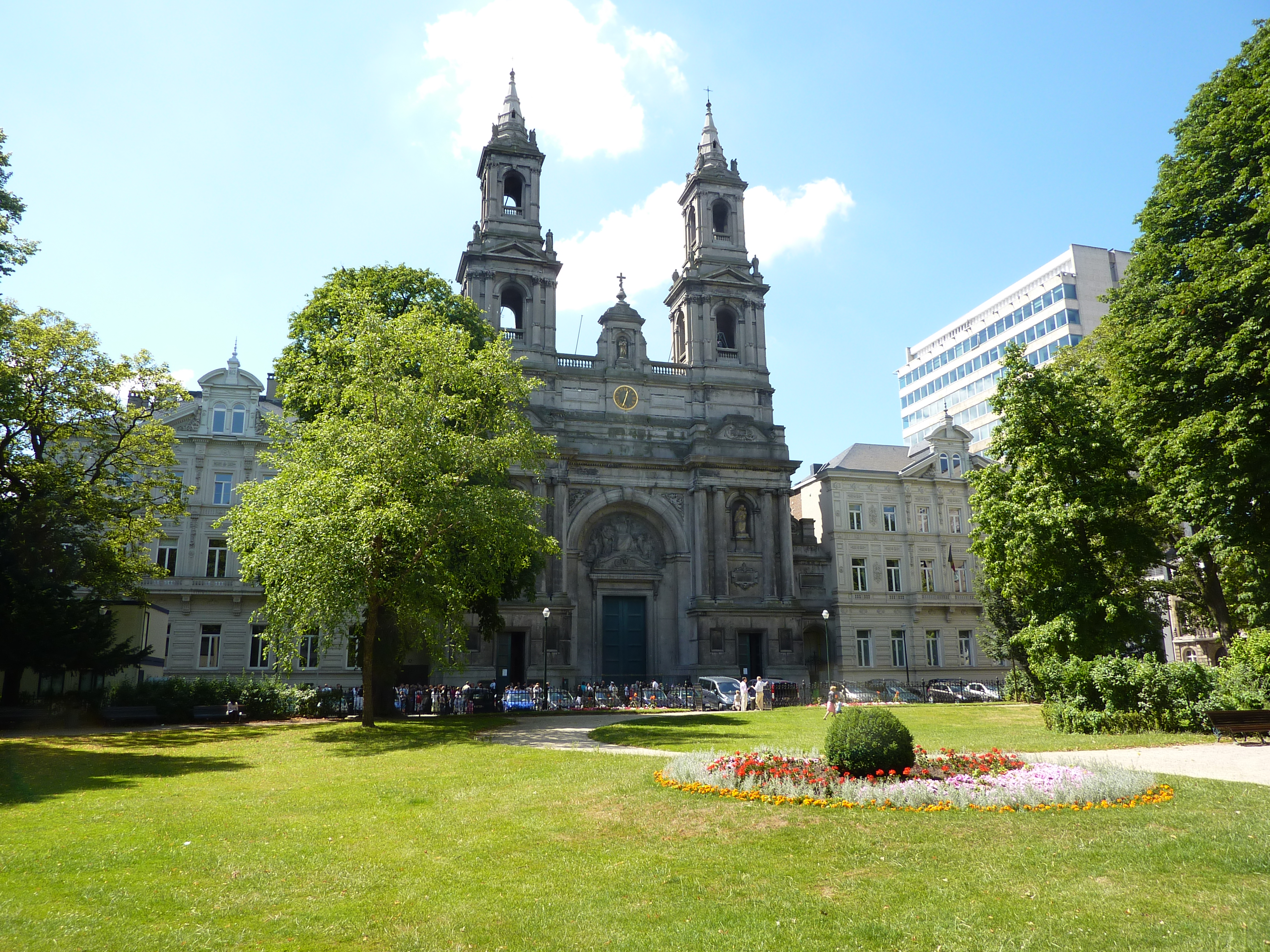
Eglise Saint-Joseph in Square Frère-Orban, ispirata alla Trinità dei Monti (1842)
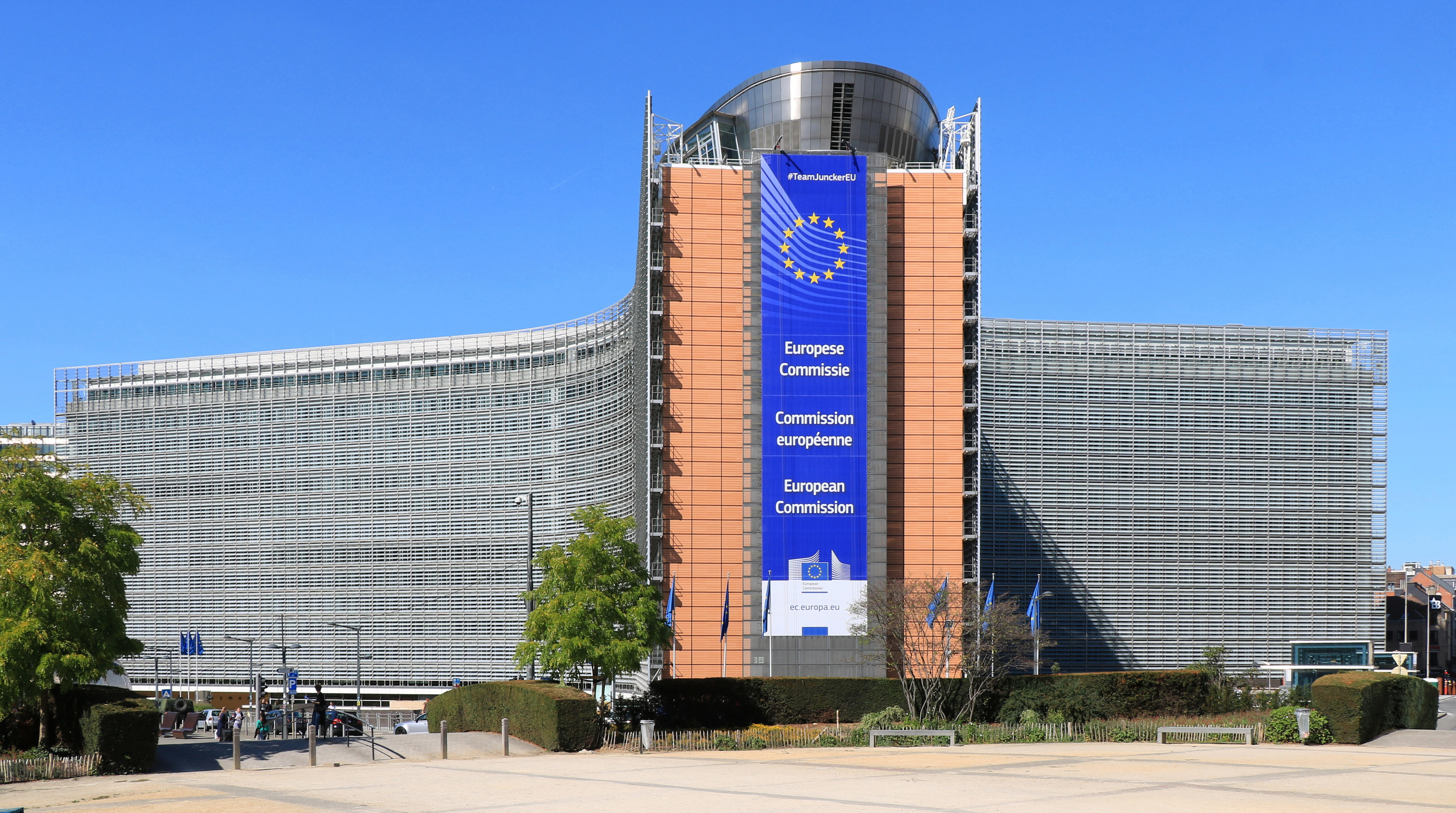
Edificio Berlaymont, sede principale della Commissione europea
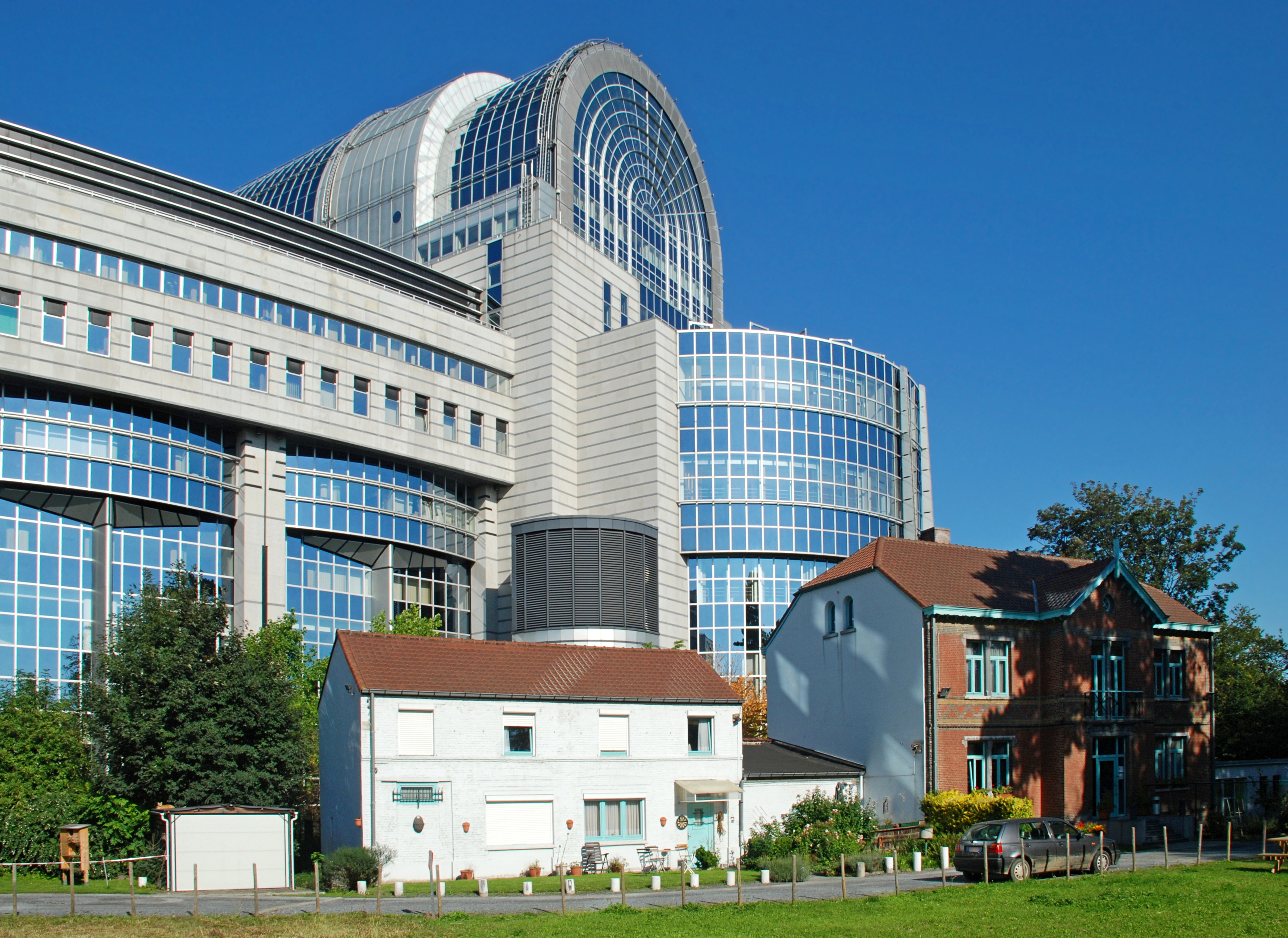
Parlamento europeo e Parc Léopold
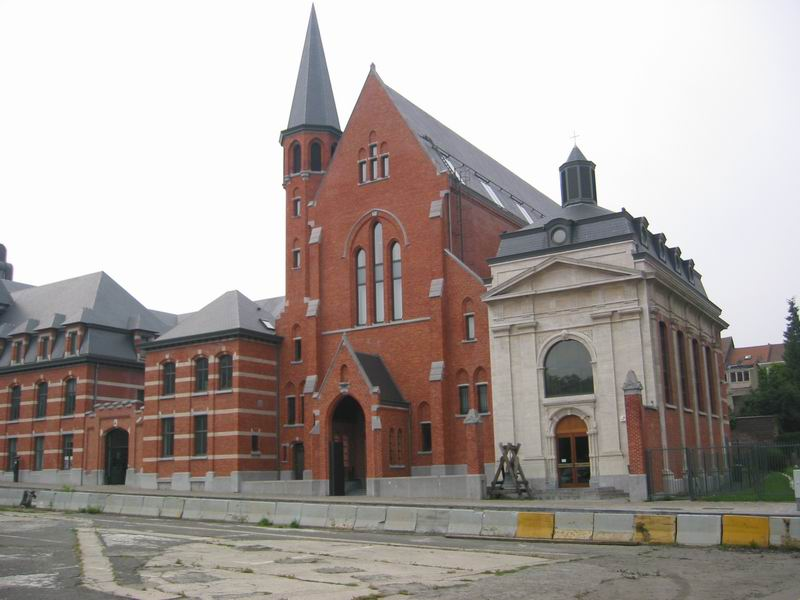
Convento Maerlant e cappella della Resurrezione
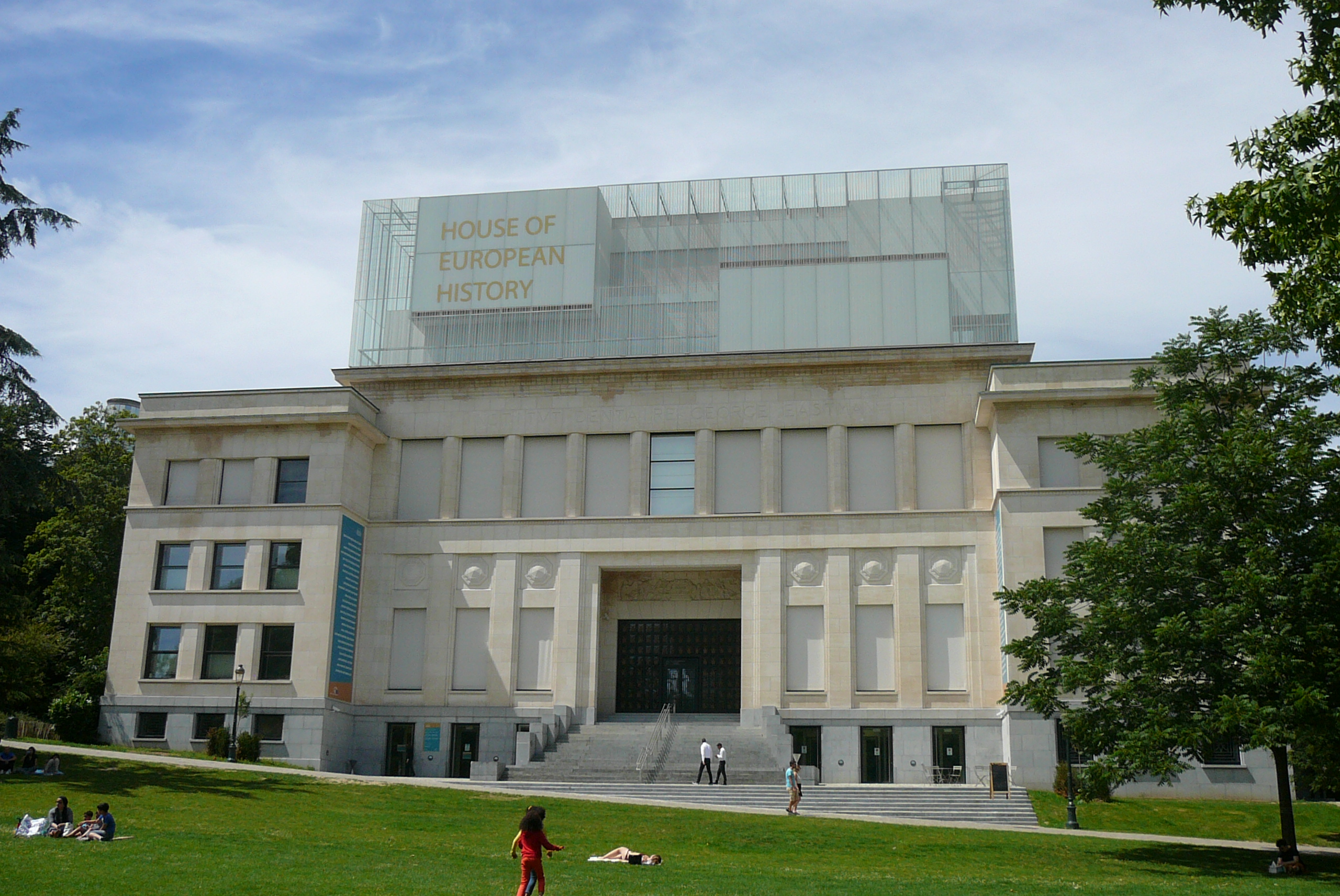
Casa della storia europea nell'edificio Eastman al Parc Léopold

### Quartieri nord

#### Laken
Laken (Laeken) è un antico villaggio nel nord della regione di Bruxelles-Capitale, annesso alla città di Bruxelles nel 1921. Le attrazioni di Laeken includono la tenuta reale, il castello di Laeken, le Serre reali di Laeken (1873) e la chiesa di Notre-Dame de Laeken la cui cripta contiene le sepolture dei sovrani e il cimitero che dipende da esso, noto per la sua ricchezza di monumenti e sculture. Sul territorio di Laeken è anche l'altopiano dell'Heysel, dove si sono tenute le Fiere Mondiali del 1935 e il 1958 e che comprende lo Stadio Re Baldovino, l'Atomium, il centro espositivo di Bruxelles e Bruparck e il Porto di Bruxelles accanto alla quale è stato costruito il Monumento al Lavoro di Constantin Meunier.

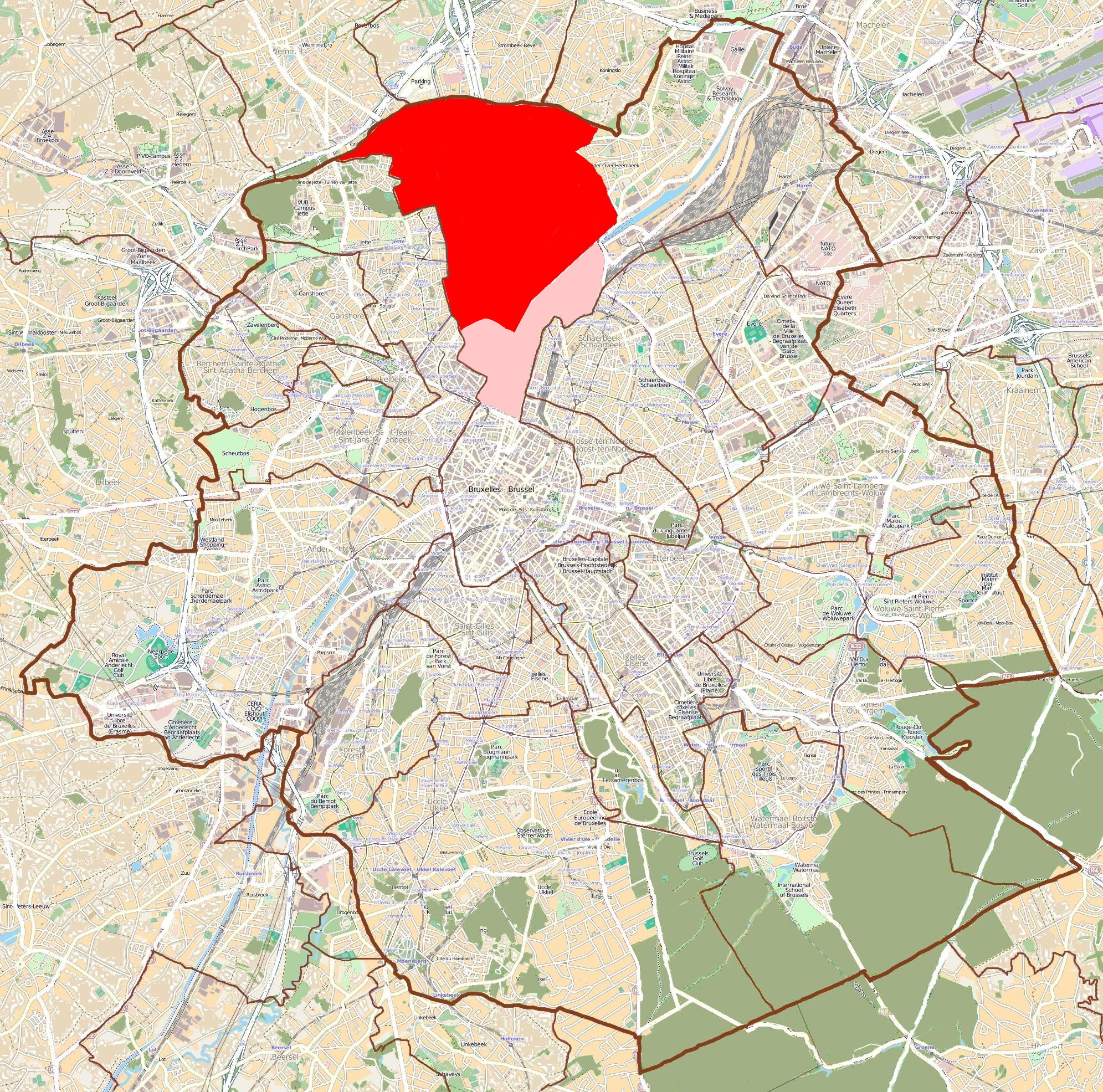
Laeken
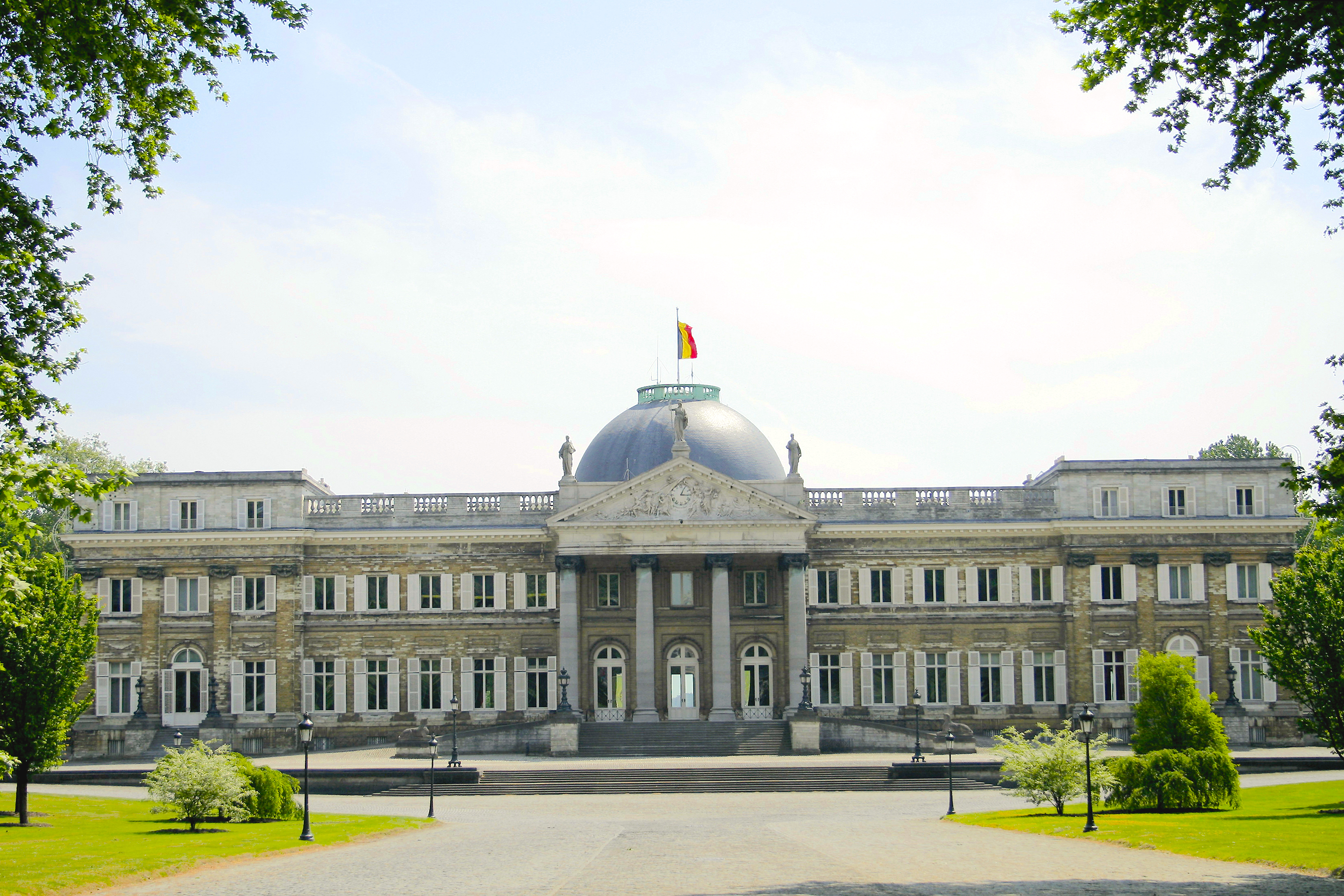
Castello reale
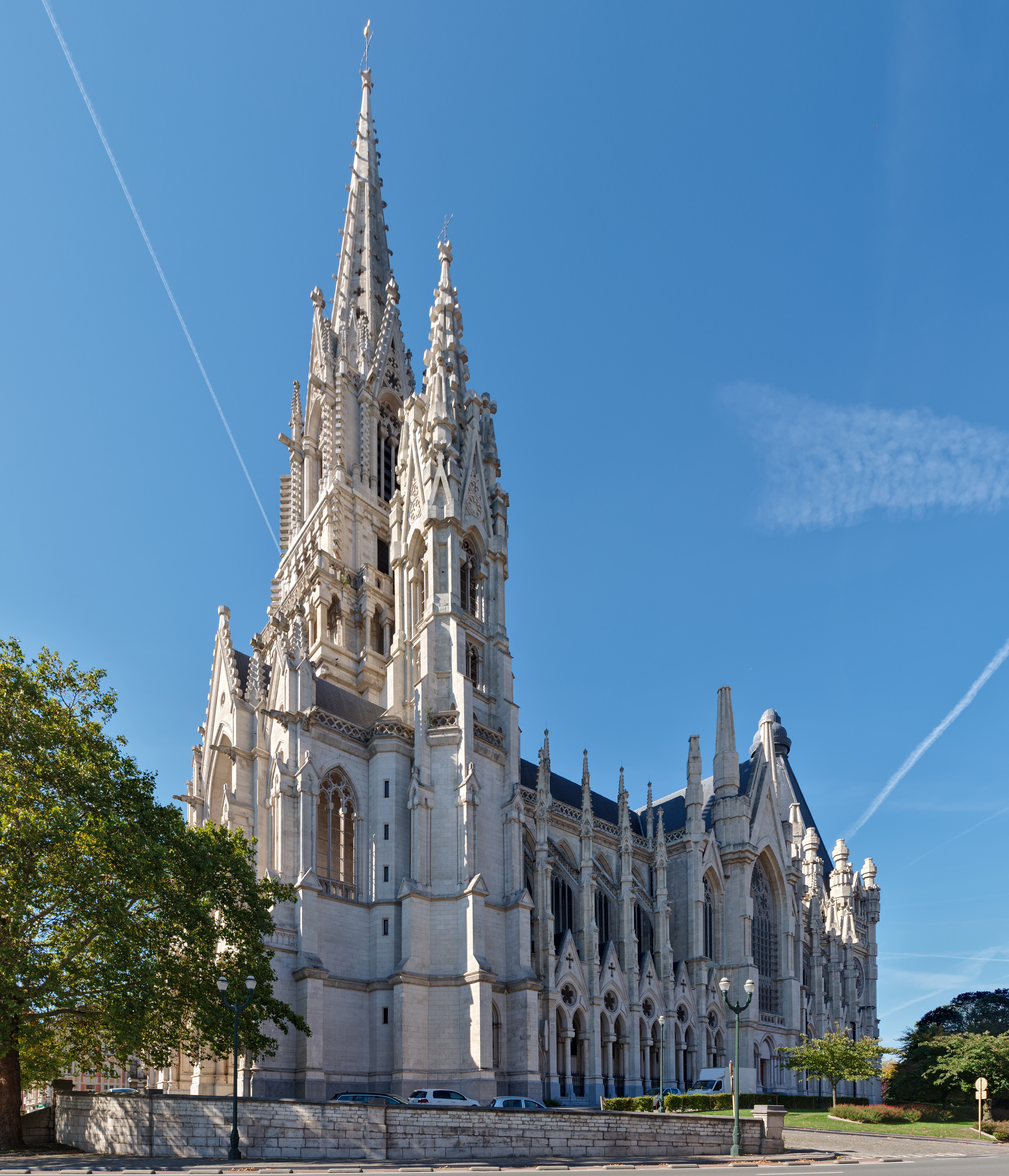
Nostra Signora di Laeken
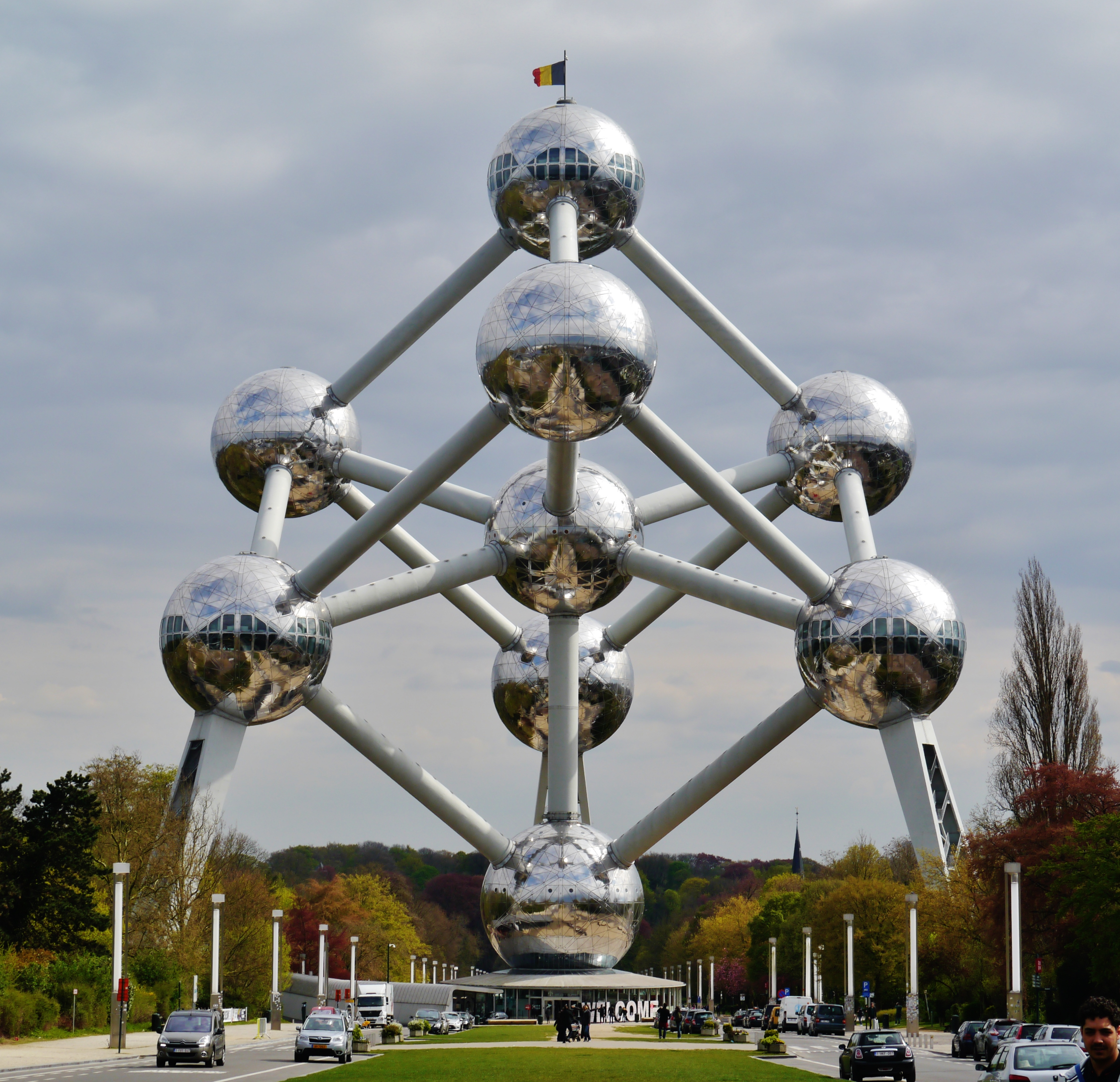
Atomium
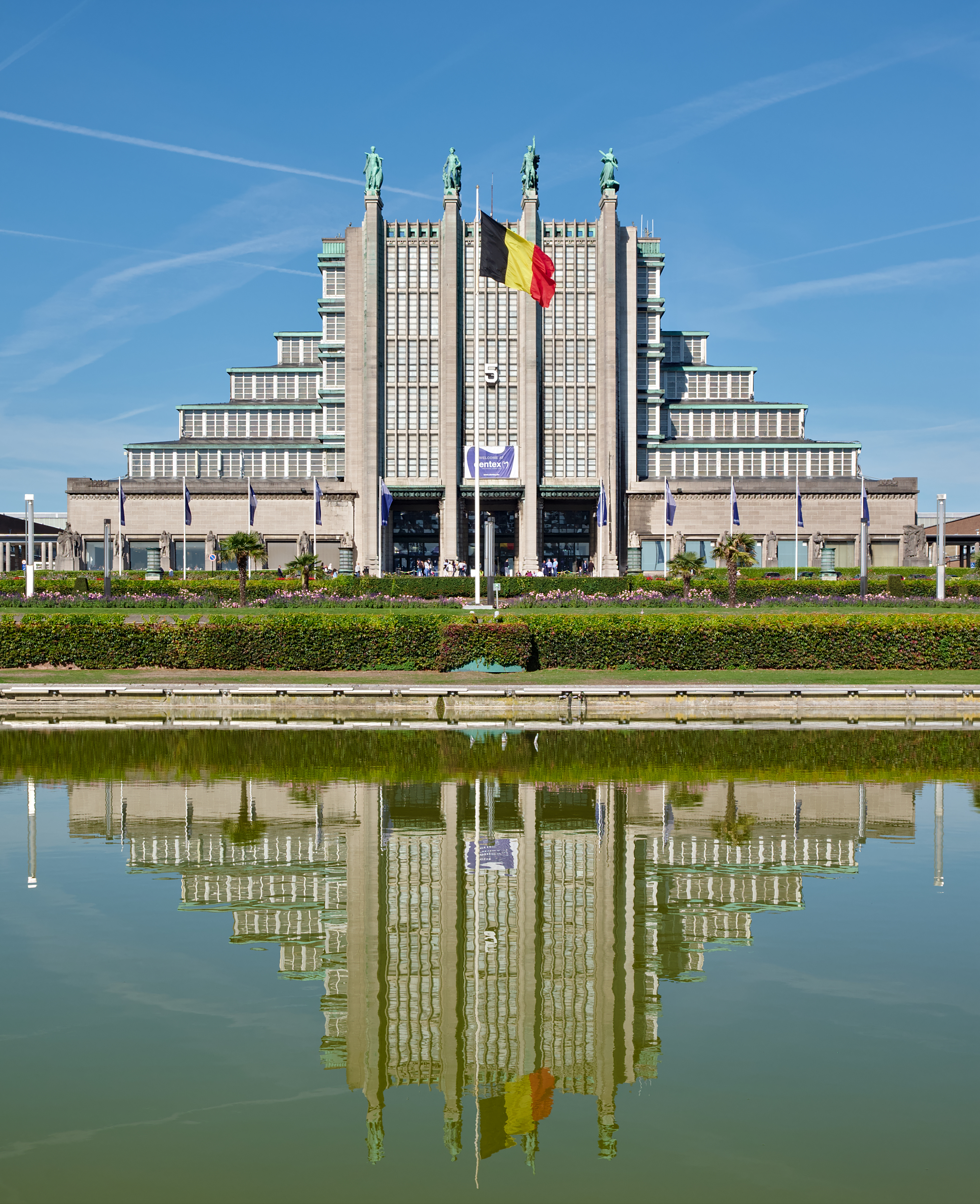
Brussels Expo
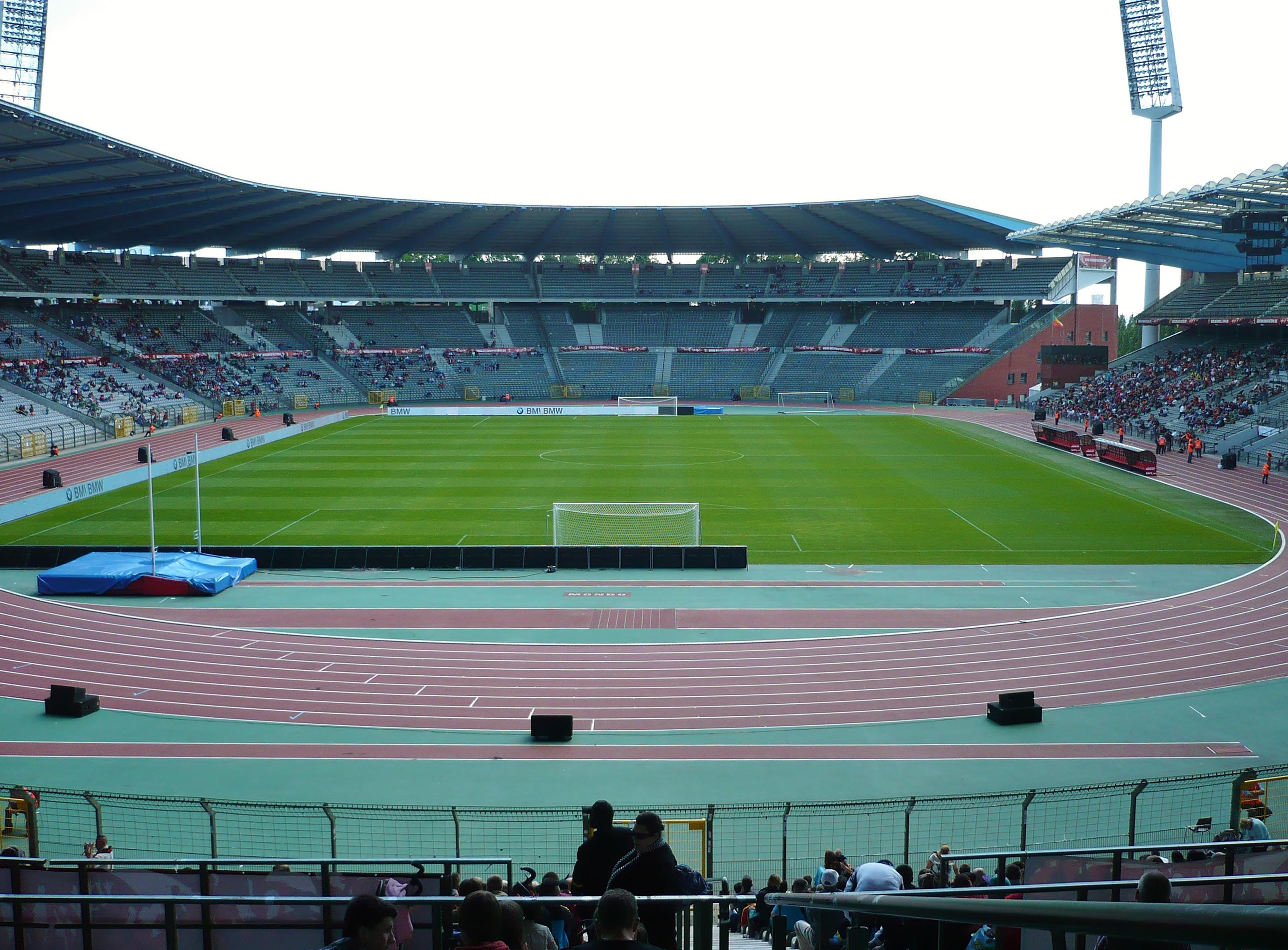
Stadio Re Baldovino

#### Mutsaard
A volte chiamato anche quartiere delle Pagode, quartiere della Torre giapponese o di quartiere De Wand, Mutsaert è un quartiere situato tra Laeken e Neder-over-Heembeek, già parte dell'ex comune di Laeken (quindi CAP 1020), ma anche di un pezzo di Neder-over-Heembeek annesso nel 1897 da Laeken, ma dipendente per intero dalla parrocchia di Neder-over-Heembeek. È separato dal resto di Laeken dalla tenuta reale. Vi si trovano i musei dell'Estremo Oriente. L'attuale chiesa ad essa collegata è la chiesa di Cristo Re. Il quartiere abitato si estende anche un po' sui comuni limitrofi di Vilvoorde e Grimbergen (nelle Fiandre).

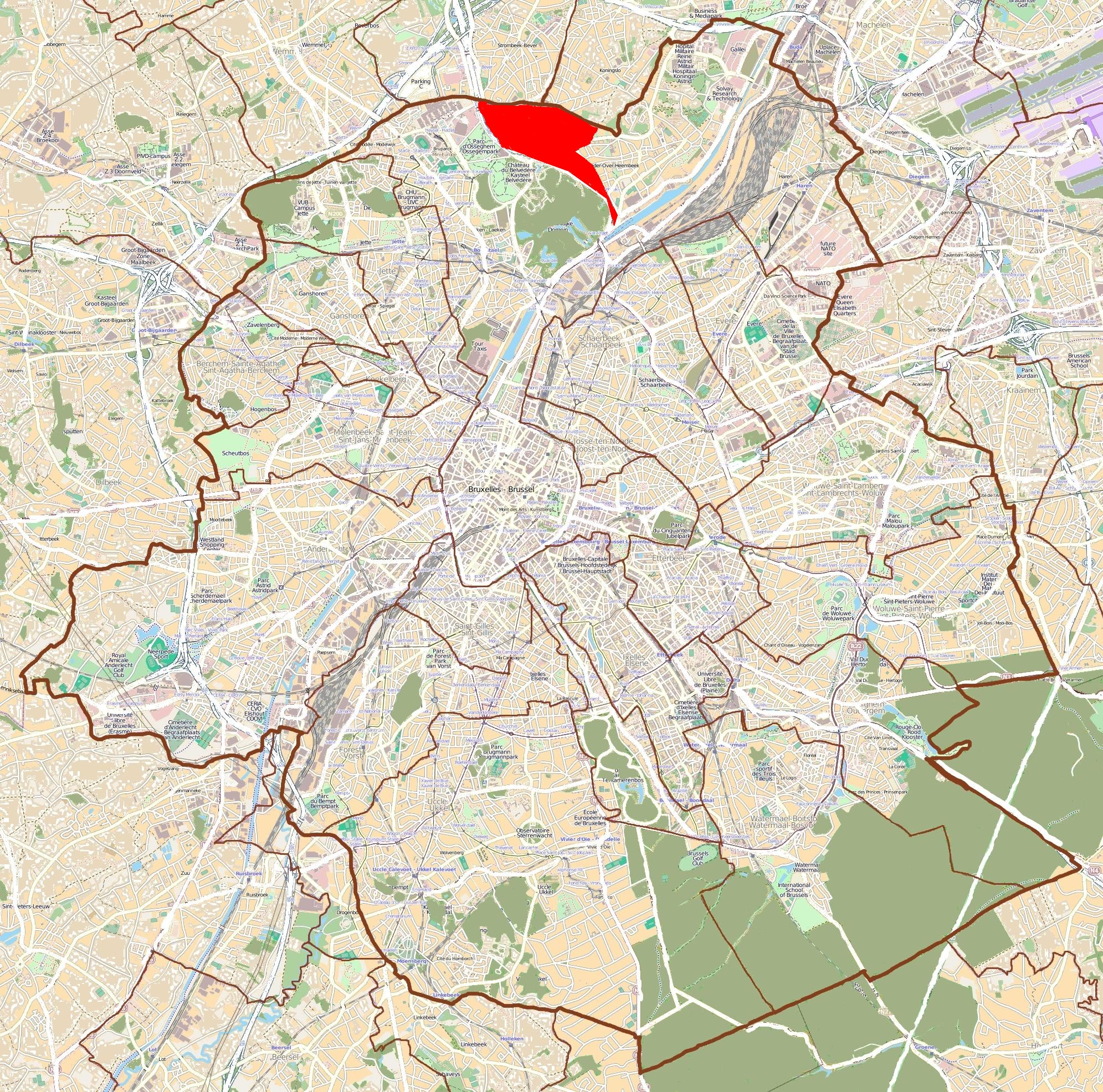
Mutsaard
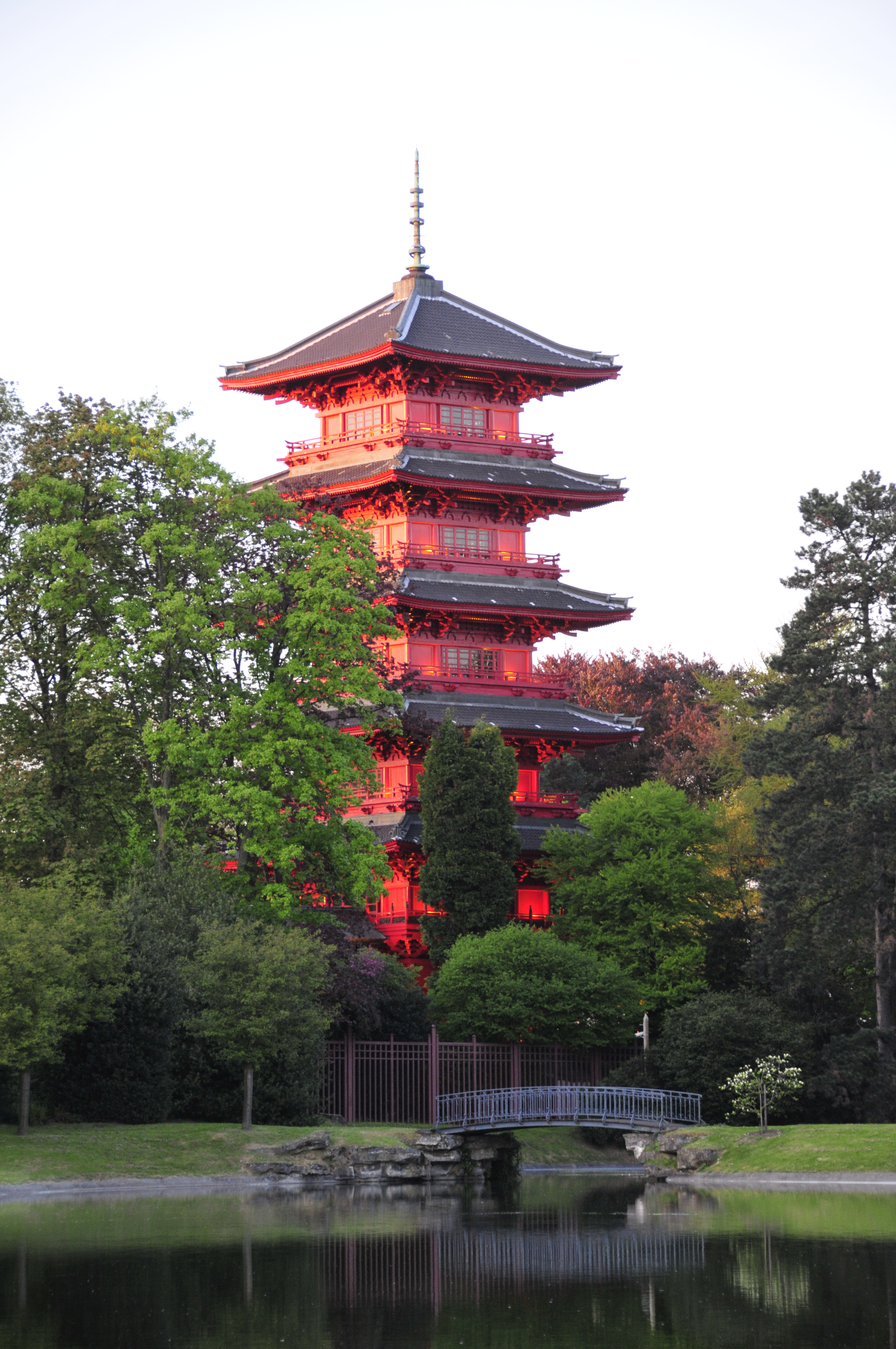
Musei dell'Estremo Oriente
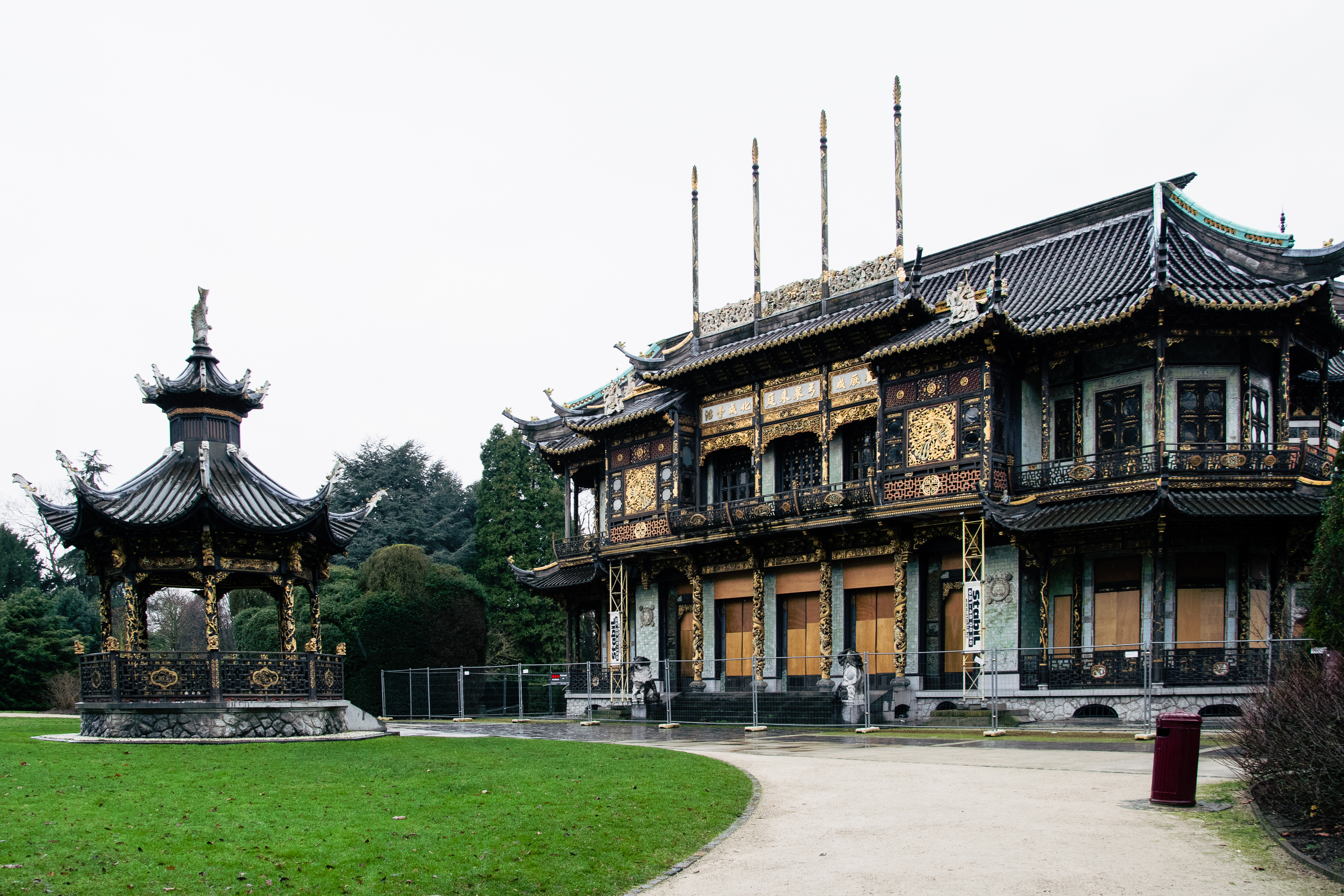
Padiglione cinese

#### Haren
Come Laeken e Neder-Over-Heembeek, l'ex comune di Haren fu annesso al comune di Bruxelles nel 1921, il che consentì l'estensione della stazione ferroviaria (chiamata Schaerbeek) a nord del suo territorio. Ma è la presenza di un campo d'aviazione creato dai tedeschi a sud-ovest dell'abitato durante la prima guerra mondiale, che ha fatto accelerare l'annessione di Haren dove nacque la SABCA, l'aviazione militare belga, così come la SNETA, poi SABENA.
Per quasi cinquant'anni, Haren è stata sede del quartier generale della NATO, installata nel vecchio aeroporto. Oggi ha una nuova sede nelle vicinanze. Haren è anche la sede di molte amministrazioni e società, come la sede di EUROCONTROL.

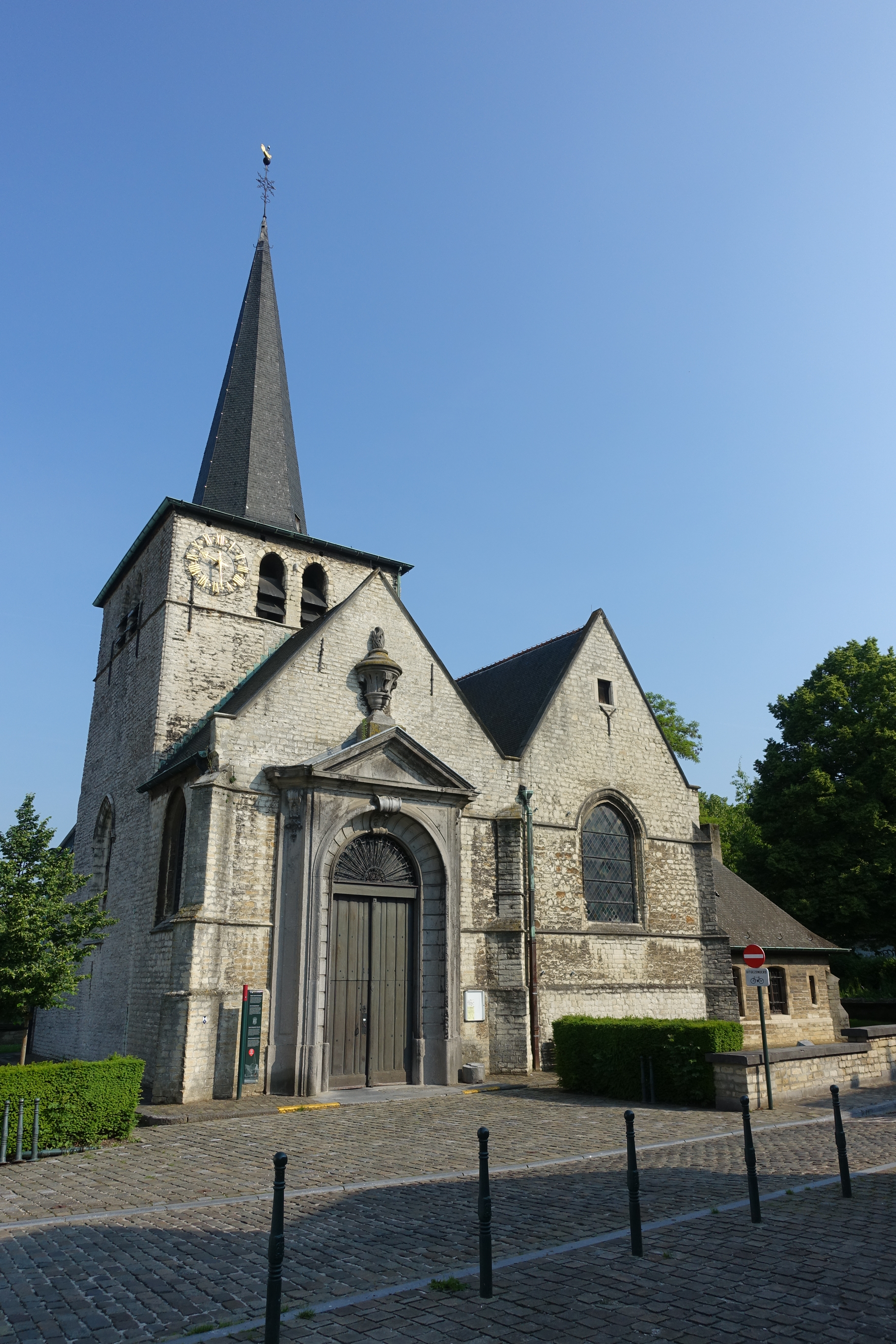
Eglise Sainte-Élisabeth a Haren
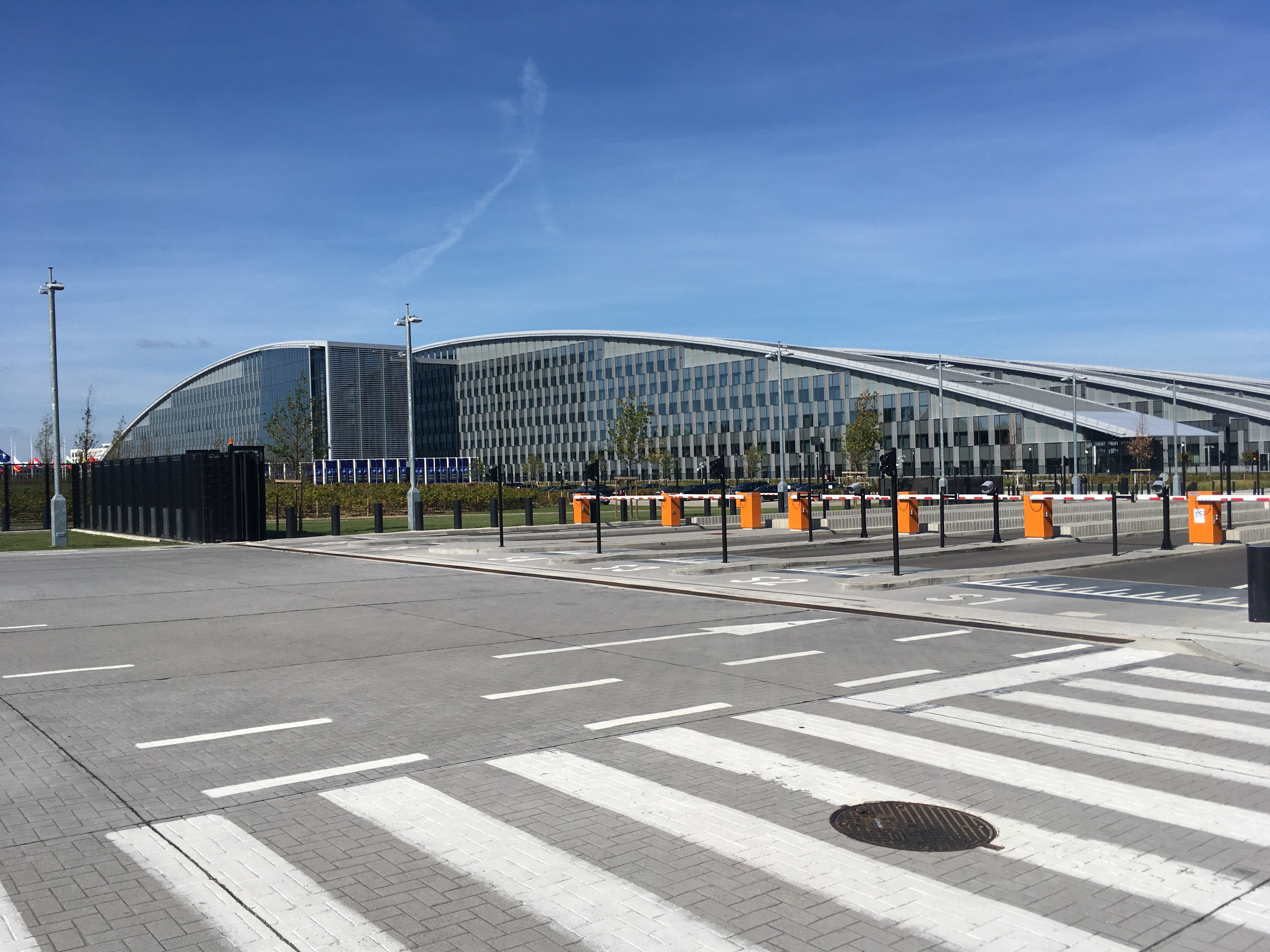
Quartier generale NATO
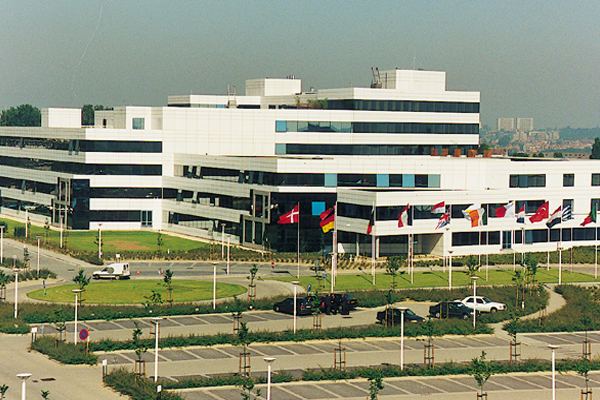
Quartier generale EUROCONTROL

#### Neder-Over-Heembeek
Neder-Over-Heembeek è un ex comune incorporato nella città di Bruxelles nel 1921, nello stesso periodo di Haren e Laeken. Ha la particolarità di essere l'unica entità nella Regione di Bruxelles-Capitale a poter fare affidamento su un atto autentico che menziona il suo nome già nel VII secolo.

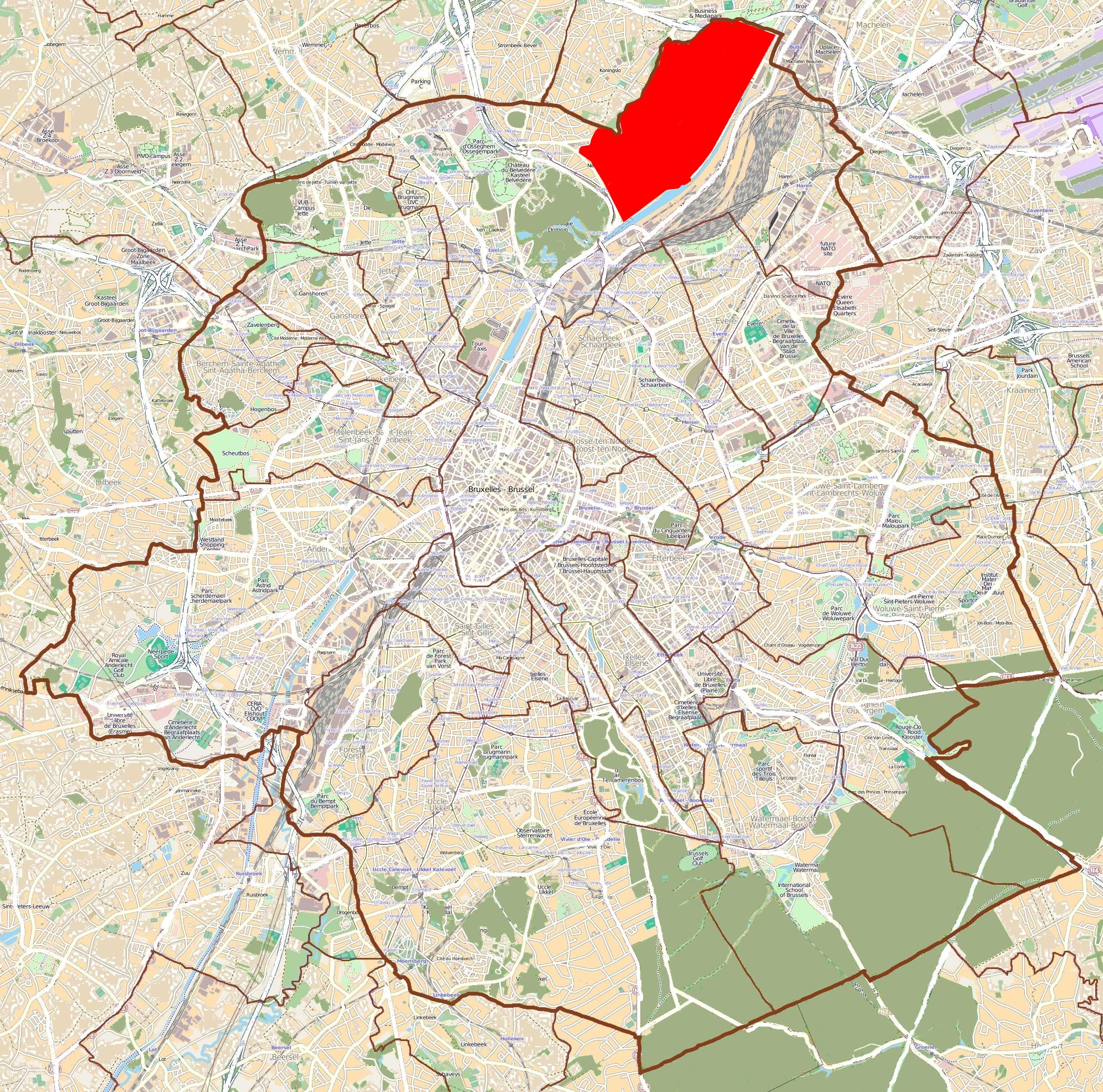
Neder-Over-Hembeek.
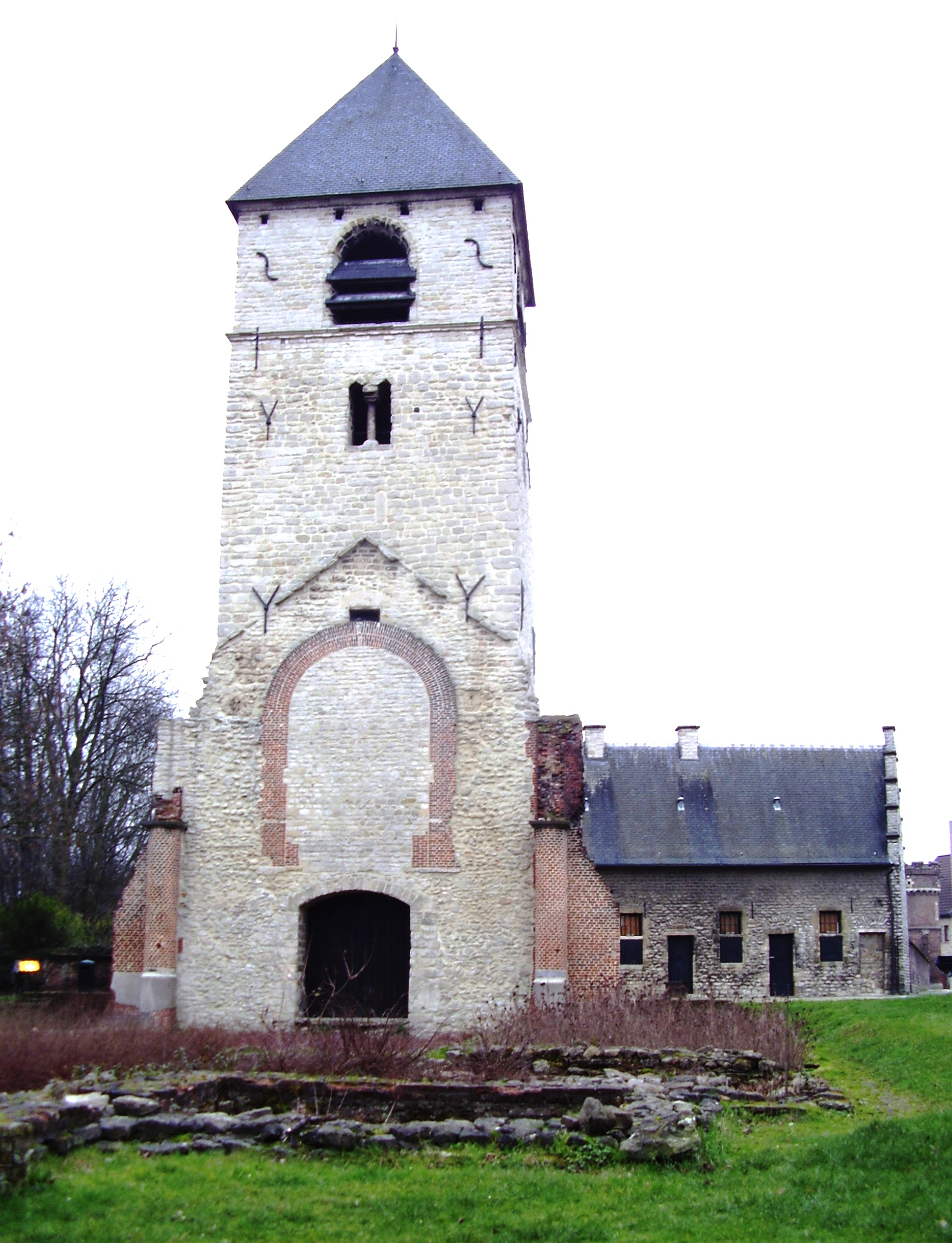
Vecchia torre
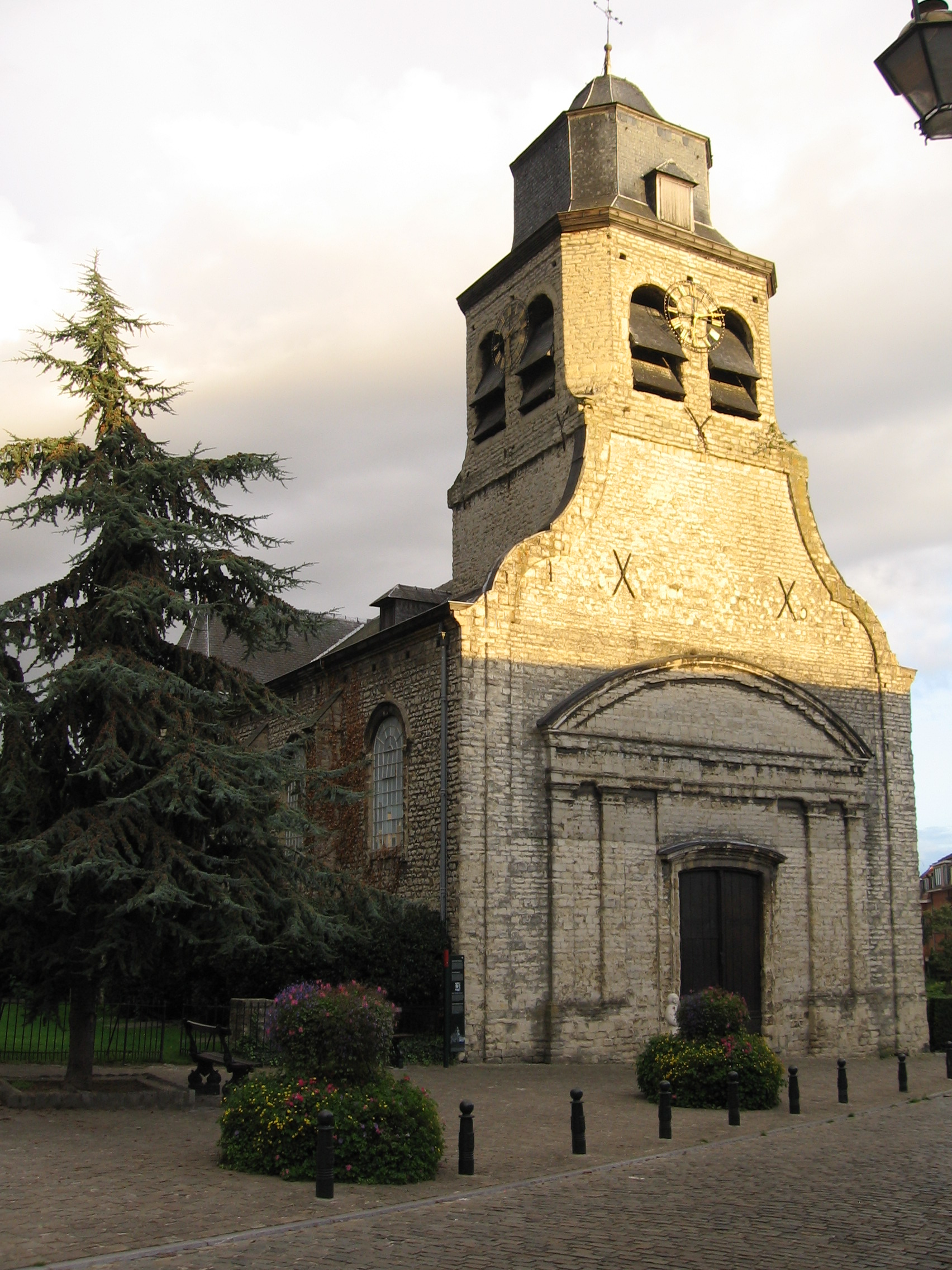
Vecchia chiesa di Saint Nicolas.

## Amministrazione
La città di Bruxelles è guidata dal sindaco di Bruxelles, che non deve essere confuso con il ministro-presidente della regione di Bruxelles-Capitale, né con il governatore dell'arrondissement di Bruxelles-Capitale. Il comune è capoluogo della Regione di Bruxelles-Capitale e della regione delle Fiandre, nonché capitale del Regno del Belgio, di cui ospita le principali istituzioni.
Dal 20 luglio 2017, il sindaco di Bruxelles-Capitale è Philippe Close.

### Servizi di sicurezza
Il comune di Bruxelles condivide una zona di polizia (bilingue) con il comune di Ixelles: la zona di polizia di Bruxelles-Capitale/Ixelles (codice 5339).
Per quanto riguarda i vigili del fuoco, la città di Bruxelles dipende dal Service d'incendie et d'aide médicale urgente della regione di Bruxelles-Capitale (in olandese: Dienst voor brandbestrijding en dringende medische hulp van het Brussels Hoofdstedelijk Gewest) , i vigili del fuoco dell'agglomerato di Bruxelles, anch'esso bilingue.
La città di Bruxelles (né la Regione di Bruxelles-Capitale) non ha una caserma della protezione civile belga sul suo territorio. La più vicina è a Liedekerke, nel Brabante fiammingo.

### Stemmi

Armoriale storico
Grande armoriale di Bruxelles nel 1730: « De gueules au saint Michel d’or terrassant le démon de sable. »
Grande armoriale nel Primo Impero: « De gueules au saint Michel d’or terrassant le démon de même, armé et allumé de sable, au chef des bonnes villes de l’Empire. »[10]
Grande armoriale di Bruxelles odierno: De gueules au saint Michel d’or terrassant le démon de sable

### Gemellaggi
- Lagos
- Tirana[11]
- Brasilia[12]
- Pechino, dal 1994[13]
- Praga[14]
- Madrid[15]
- Berlino
- Mosca
- Washington, D.C.[16]
- Atlanta, dal 1967